# Systemy monetarne w Polsce
Uzasadnienie: Obydwa hasła to hasła przeglądowe na ten sam temat
Systemy monetarne w Polsce – ogół różnych nominałów określonej jednostki monetarnej, warunków jej obiegu i zdolności zwalniania od zobowiązań, jej podział na drobniejsze nominały, jej stopa mennicza i wartość określona w stosunku do kruszców szlachetnych obowiązujących na terytorium: państwa pierwszych Piastów, księstw okresu rozbicia dzielnicowego, zjednoczonego Królestwa Polskiego, Korony Królestwa Polskiego, I Rzeczypospolitej, ziemiach odebranych I Rzeczypospolitej w wyniku rozbiorów, II Rzeczypospolitej, ziemiach II Rzeczypospolitej okupowanych bądź anektowanych w czasie II wojny światowej, PRL oraz III Rzeczypospolitej, aż do czasów współczesnych.

## Systemy monetarne w średniowieczu

### System denarowy (X-XIII wiek)
W obiegu była tylko jedna moneta – denar, mająca tylko jeden nominał wykonany jedynie ze szlachetnego kruszcu (tym samym moneta wytworzona z 90% miedzi i 10% srebra była uważana za srebrną). O wartości monety decydowała ilość kruszcu użytego przy produkcji. Z tego powodu zamiast odliczania w pełni uprawnionym było odważanie pieniędzy.
Dominacja srebra każe uznać system denarowy za klasyczny przykład monometalizmu. Charakterystycznym dla okresu denarowego jest zjawisko stopniowego spadku wartości denara, objawiające się poprzez zmniejszanie jego masy oraz pogarszanie próby stopu. Od końca X w., do początków XIV w., wartość denara na ziemiach polskich spadła z ok. 1,5 do 0,15 grama. Schyłek XII w. przyniósł także istotną zmianę techniki produkcji: zastąpienie dotychczasowego bicia dwustronnego – biciem jednostronnym, skutkującego powstaniem brakteata. Z racji tych wszystkich czynników okres denarowy dzieli się na trzy podokresy, wprawdzie niedające się zamknąć w datach rocznych, ale wyraźnie następujące jeden po drugim:
- denarów grubych – od Bolesława I Chrobrego, do Władysława I Hermana i Sieciecha, czyli przez cały XI w.
- denarów cienkich – od panowania Bolesława III Krzywoustego, do przełomu XII i XIII w.
- denarów brakteatowych – związanych ze zmianą techniki produkcji, obejmujący XIII w.

Niewielki wyłom w monopolu denara stanowił wykreowany przez reformę karolińską obol, którego nazwa wywodziła się jeszcze z okresu starożytnej Grecji. Wartość obola była równa ½ wartości denara, zatem 1/480 funta. Postać materialną obol przybrał m.in. w Niemczech, Francji i ma Węgrzech. Na ziemiach polskich pomiędzy X a XIII w. nie był chyba w ogóle produkowany, choć stosowano go jako jednostkę obrachunkową.
Wspólną dla całej Europy podstawową zasadą, wywodzącą się z modelu karolińskiego, była zwierzchność mennicza, będąca jednym z atrybutów panującego. Jedynie władca miał prawo do określania jakości monety (tworzywa, stempla i stopy menniczej), oraz normowania warunków jej obiegu. Praktyczną konsekwencją zwierzchności menniczej było uprawnienie panującego do bicia monety (regale mennicze), które jednak mogło ulec uszczupleniu w przypadku nadawania przywilejów i immunitetów menniczych. Na ziemiach polskich w X-XII w. regale mennicze pozostawała z reguły przy panującym, poza nielicznymi wyjątkami takimi jak palatynowie Sieciech i Piotr Wszeborzyca. W XIII w., w konsekwencji rozbicia dzielnicowego, nastąpiła jednak daleko posunięta decentralizacja mennictwa.
Konsekwencją zwierzchności menniczej stała się zasada wyłączności obiegu monety własnej – w warunkach średniowiecznych praktycznie nie do zrealizowania w pełni. Skupiano się więc na egzekwowaniu przymusu użytkowania monet władcy w transakcjach i płatnościach wewnątrz granic, zwłaszcza przy regulowaniu należności podatkowych, celnych i sądowych. Formą realizacji zasady wyłączności była też przymusowa renowacja monety.

#### Monety na wagę[6]
Posługiwanie się denarem sprawiało wiele kłopotów, istniał tylko jeden gatunek monety, nie było więc ani jednostek grubych, ani drobnych. Poszczególne egzemplarze różniły się masą i średnicą, a więc i wartością. Z tego powodu w wielu transakcjach posługiwano się wagą, przeliczając ilość monet na wielokrotność jednostki obrachunkowej. W tej roli funkcjonowały na różnych etapach okresu denarowego:
- nieznana z nazwy jednostka równa mniej więcej 4 gramy srebra,
- funt karoliński (408 gramów srebra),
- ósma część funta karolińskiego – grzywna (51 gramów srebra).

W połowie XI w. upowszechniła się nowa jednostka wagowo-pieniężna – marka równa 200–250 gramów srebra. W Polsce i w Czechach przeniesiono na nią dotychczasowe miano grzywny. Okazała się niezwykle długowieczna. Wzmianki o grzywnie kolońskiej srebra (200 g) można jeszcze znaleźć na pierwszych polskich banknotach wyemitowanych pod koniec XVIII w. Grzywna dzieliła się na cztery wiardunki, a wiardunek na sześć skojców.
Posługiwanie się wagą do odmierzania pieniędzy miało wpływ na metodę określania zapłaty. Ceny w denarach podawano jedynie w przypadku drobnych transakcji.

#### Placki, okruchy, ozdoby, sztabki srebrne
Niejako na obrzeżach obiegu denara pojawił się, rozwinął, a potem zniknął obrót plackami srebrnymi. W pewnym okresie placki musiały stanowić popularny środek płatniczy. W handlu międzynarodowym funkcjonowały sztabki srebrne o większej masie. Zostały wyparte dopiero wskutek wprowadzenia ciężkiego grosza srebrnego oraz złotego florena, reprezentujących duże jednostki pieniężne w sposób bardziej precyzyjny.

#### Monety systemu denarowego
monety srebrne
- denar = 2 obole
- obol = ½ denara

### System groszowy (XIV – pocz. XVI w.)
Późne średniowiecze było okresem szybkiego rozwoju gospodarczego, do którego nie przystawał już wywodzący się z epoki karolińskiej, nazbyt prosty, bo oparty jedynie na istnieniu tylko jednej jednostki monetarnej, system denarowy. Szybko rosnące obroty wewnętrzne oraz wymiana międzynarodowa wymagały nowych rozwiązań. Panaceum okazał się grosz, który nie tylko wyszedł naprzeciw oczekiwaniom epoki, ale odegrał również rolę istotnego katalizatora dalszego rozwoju. Inną ważną nowością było pojawienie się monet złotych – dukatów i florenów.
Istota reformy groszowej polegała na:
- wprowadzeniu dwustopniowego systemu monetarnego składającego się z monet „grubych” (grossi, grosz) i „drobnych” (parvi: denar, parwus). Nazwa monet grubych wywodziła się od „grubego denara” – denarius grossus, co skrócono do samego grossus – po polsku grosz,
- zmiany technologii produkcji – powrotu do bicia monety dwustronnej (zaprzestania bicia brakteatów),
- zaniechania renowacji monety na rzecz wprowadzenia monety wieczystej. Zysk menniczy osiągano dzięki świadomemu obniżaniu masy monety poniżej wartości wynikającej z obowiązującej stopy menniczej.

#### Grosz praski
Reforma groszowa obejmowała po kolei różne kraje Europy. W Anglii zrealizowaną ją w 1248 i 1351 r. (grosze), we Francji w 1266 r. (grosze turońskie), we Flandrii i Hainaut w 1275 r. (małe grosze flandryjskie), w zachodnich Niemczech w pierwszej połowie XIV w. U schyłku XIII w. zmiany objęły również Europę Środkową, gdzie przeprowadzono równocześnie dwie niezależne reformy wprowadzające monetę „grubą”:
- groszową w Czechach i
- kwartnikową na Śląsku.

Obie miały istotne znaczenie dla ziem polskich. Reforma groszowa pociągnęła za sobą jednak skutki szersze i bardziej dalekosiężne. Królestwo Czeskie stanęło na czele reformy monetarnych tej części kontynentu, dzięki dużym złożom kruszcowym odkrytym w ostatniej ćwierci XIII w. w Kutnej Horze, z których wydobycie znacznie przekraczało lokalne potrzeby. Reformę przeprowadził Wacław II, korzystając z pomocy specjalistów sprowadzonych z Florencji przez swojego kanclerza – biskupa Piotra z Aspeltu. W 1300 r. otwarto w Kutnej Horze centralną mennicę (powstałą z połączenia dotychczasowych 17 mennic) i rozpoczęto bicie słynnego grosza praskiego. W bardzo krótkim czasie grosz praski stał się w Europie Środkowej i Wschodniej „dolarem średniowiecza”, na tyle popularnym, że na wielu ziemiach nie było już potrzeby bicia analogicznej monety rodzimej. Grosz praski opanował:
- Czechy,
- Polskę,
- Austrię,
- Karyntię,
- Ruś,
- Litwę,
- Saksonię,
- Brandenburgię,
- Turyngię.

Na północy spotykano go w Skandynawii, na południu na Bliskim Wschodzie, na wschodzie w Armenii. Najprawdopodobniej grosz praski był bity na stopę menniczą: 56 monet z grzywny ważącej około 218 gramów, średnia masa wynosiła 3,9 grama, a stosunek do denara to 12:1. Próba srebra wynosiła 937. Grosz praski był produkowany na ogromną skalę – rocznie nawet 55 ton, czyli 14,5 mln sztuk. Wygląd grosza praskiego nie uległ zmianie przez następne 250 lat, tzn. do zakończenia produkcji w 1547 r.
Grosz praski stanowił wyższy stopień zamierzonego systemu dwustopniowego. W roli niższego stopnia nie wystąpiły brakteaty, a nowo powołana jednostka parwus, utworzona na wzór włoskich parvi, równa ½ grosza., którą pod koniec lat dwudziestych XIV w. nazwano halerzami.
Grosz praski Wacława II, panującego w latach 1289–1305 (na Wawelu od 1291), wkomponował się bezpośrednio w system pieniężny ziem polskich, przy czym znaczą pozycję osiągnął jednak po utracie Wawelu przez Przemyślidów. Szczególnie istotną rolę w napływie groszy praskich odegrał eksport soli do Czech (ok. 15 groszy za cetnar surowca).
W Krakowie grosz praski pojawił się zapewne pomiędzy 1300 a 1305 r., stamtąd ok. 1306 r. opanował Małopolskę i Śląsk, w 1312 r. Kujawy, w 1314 r. Wielkopolskę, w 1325 r. Pomorze Gdańskie, w 1333 r. Mazowsze. Przez cały XIV w. stanowił podstawę miejscowej waluty. Jeszcze reforma krakowska Władysława II Jagiełły z 1396 r. ustalała stały stosunek monety krajowej do grosza praskiego, uznając, że jest równy sześciu kwartnikom lub 24 starym denarom (16 nowym).

Na ziemiach polskich wyparcie z obiegu grosza praskiego nastąpiło w XV w. i było następstwem przejęcia jego funkcji rynkowych przez polskie półgrosze oraz obce monety złote, a także skutkiem przestoju w produkcji monetarnej w Czechach w okresie wojen husyckich. Wznowienie produkcji grosza praskiego w latach 50. XV w. spowodowało ponowny jego napływ na ziemie polskie, który ograniczył się jednak do Śląska i części Małopolski. 

#### Okres półgroszowy[13]
Wbrew przypuszczeniom obecność samego grosza jako monety rodzimej, a nie obcej, w systemach monetarnych okresu groszowego, wcale nie była przesądzona. Wręcz przeciwnie, w Polsce od lat 60. XIV w. grosz zanotował aż 150-letnią przerwę, kiedy to zaprzestano jego produkcji wobec silnej konkurencji grosza praskiego. Podstawę systemu groszowego stanowił wówczas wprowadzony pod koniec XIV w. przez Władysława Jagiełłę półgrosz. Nietypowa sytuacja dominacji półgrosza w systemie groszowym utrzymała się aż do reformy Zygmunta I Starego z 1526 r.

#### Moneta złota[14]
W tym samym okresie co reforma groszowa nastąpił powrót do monety złotej wykorzystywanej już w czasach rzymskich (aureus) wypchniętej z obiegu w wyniku reformy karolińskiej. W połowie XIII w. na nowo zaczęto się przyglądać bizantyjskiemu następcy aureusa, czyli solidowi. Nazwa solidusa była znana zresztą w samym systemie karolińskim – oznaczał on jednostkę obrachunkową (równą w zależności od czasu i miejsca 12, 30 lub 40 denarów). Pierwszy krok uczynił cesarz Fryderyk II, który w 1231 r. przystąpił na Sycylii do produkcji augustalisa (5,28 grama). Następnie kolejno Genua, Florencja i Wenecja wypuściły swoje złote monety.
Pod koniec pierwszej połowy XIII w. Genua wyprodukowała swoje genovino (równe ½ augustalisa), wyznaczając standardy wagowe złotej monety – 3,5 grama prawie czystego złota. Genua nie była jednak w stanie utrzymać swojego standardu, ale podchwyciła go Florencja, wypuszczając w 1252 r. florena. Monety florenckie dosłownie zalały ówczesne rynki, podbijając zwłaszcza tereny na północ od Alp. Rokrocznie bito od 500 tys. do 1 miliona sztuk (ok. 3,5 tony czystego złota). Na Węgrzech pojawiło się lokalne naśladownictwo w postaci florena węgierskiego, który stał się podstawową złotą monetą Europy Środkowej.
W 1284 r. do bicia złotych monet przystąpiła Wenecja wypuszczając dukata, który z czasem swoim znaczeniem dorównał florenowi. Dukaty najpierw zdominowały handel ze Wschodem, a później rozpowszechniły się w nieopanowanej przez florena części Europy. Bito je niemal identycznymi stemplami aż do 1797 r.
Z ziemiami polskimi wiąże się również w pewnym stopniu wprowadzony przez Edwarda III w Anglii w 1344 r. nobel, o masie 8,86 grama, próby 995. Wraz z handlem morskim nobel pojawiał się w sporych ilościach na północy kontynentu – jego imitację przygotowywano np. w połowie XV w. w Gdańsku. Moneta o wartości półnobla prawdopodobnie nie została nigdy zrealizowana – znane są jedynie próbne odbitki w srebrze.

#### XIV, XV i początek XVI w. na ziemiach polskich[17]
XIV stulecie na ziemiach polskich to okres przejściowy pomiędzy dwoma systemami monetarnymi: groszowym oraz denarowym (także w jego brakteatowej postaci). Nie zawsze następowały one jednak jeden po drugim. Nierzadko dochodziło do współwystępowania na zasadach, których współcześnie zazwyczaj nie da się zrekonstruować.
Panowanie Władysława I Łokietka
Władysław I Łokietek nie przeprowadził jednej dużej ogólnopaństwowej reformy w duchu systemu groszowego, a ograniczył się jedynie do jego stopniowych modyfikacji. Zasadnicze zmiany pozostawił Kazimierzowi III Wielkiemu. Najważniejszym dokonaniem Łokietka było wprowadzenie ok. roku 1315 w miejsce czeskiego odpowiednika (218 gramów) pierwszej polskiej grzywny obrachunkowej – krakowskiej (196 gramów) równej 48 groszom praskim i zarazem 576 denarom typu hełmowego z napisem. W efekcie została zachowana jedność grzywny wagowej z obrachunkową, realizowaną w denarach, a nadto uzyskano wobec grosza praskiego stosunek 1:12 pod względem substancjalnej wartości monety (liczonej w „czystym srebrze”). Rozwiązanie Łokietka zostało zainspirowane aktem węgierskiego Karola I Roberta z 1314 r. i utrzymało się de jure do 1334 r.
W mennicy krakowskiej, po zajęciu Krakowa 1 września 1306 r. przez Władysława I Łokietka, aż do śmierci króla, były bite denary zwane krakowskimi, których na początku XXI w. rozpoznano siedem typów. Mimo wprowadzenia denara dwustronnego należącego do systemu groszowego, nie ma oznak aby Łokietek podejmował czy planował produkcję własnej monety „grubej” – analogicznej do grosza praskiego. Wręcz przeciwnie, opanowanie przez króla Wielkopolski w 1314 r. przyniosło zarzucenie produkcji miejscowych kwartników, rozwiniętej pod rządami książąt głogowskich.
Za panowania Łokietka została wybita również pierwsza polska złota moneta – aureus polonus z 1330 r. – złoty floren (w dawniejszych opracowaniach nazywanym dukatem). Złote monety Łokietka nie zmieniły jednak polskiego systemu pieniężnego, a Kazimierz III Wielki nie kontynuował emisji w tym kruszcu. Następna, efemeryczna próba emisji rodzimego dukata przypadła dopiero na 1503 r. Nie oznacza to jednak, że złoto na rynku całkowicie nie występowało. Po substytutach takich jak złoty piasek, sztaby czy bryły, zagościł na dłużej floren węgierski – kolejna po groszu praskim obca moneta. Przeliczanie złota na srebro opierało się na stosunku zwanym ratio, który wynosił:
- pod koniec XIII w. – 1:10
- w 1-szej połowie XIV w. – 1:12, potem 1:14, 1:15
- ok. 1500 r. – 1:20, ze stałą tendencją spadkową.

Floren węgierki przejął z czasem rolę stałego miernika wartości monet srebrnych, wymienialnego po ustalonym wedle ratio kursie. W drugiej połowie XV w., gdy stosunek florena do grosza wynosił 30:1 wykształciła się nowa jednostka obrachunkowa równa 30 groszom. Gdy cena florena w groszach osiągnęła poziom 40–50, jednostka ta – przeliczeniowa wartość 30 groszy – zaczęła funkcjonować samoistnie pod nazwą złoty polski. Przymiotnik polski dodano w celu odróżnienia od zmiennokursowego czerwonego złotego, czyli realnego florena.
Panowanie Kazimierza III Wielkiego
W roku 1334 Kazimierz III Wielki przeprowadził reformę monetarną będącą pierwszym krokiem do przywrócenia równowagi w systemie Władysława I Łokietka. Reforma ta polegała na odgórnej zmianie kursu grosza praskiego, który od tego momentu był wart 16, a nie 12 denarów – tzw. dewaluacja denara o 25%. Na grzywnę obrachunkową 196 gramów składało się teraz 768 denarów, a nie 576 jak dotychczas. Reforma ta nie zmieniała niczego w fizycznej strukturze masy monetarnej, gdyż sprowadzała się jedynie do arbitralnej decyzji władcy – tzw. mutacja monety. Choć objęła tylko prowincję denarową, czyli Małopolskę, odnosiła się także do prowincji brakteatowej, czyli Wielkopolski – grzywna stosowna na północy Polski (191 gramów) odpowiadała przeciętnie 768 brakteatom. W celu utrwalenia nowego stanu rzeczy w Krakowie i Poznaniu dokonywano selekcji obiegających monet, eliminując egzemplarze niespełniające kryteriów za pomocą żelaza, czyli rodzaju sita, przez którego otwory (11 mm) wypadały monety zbyt małe, czyli za lekkie. Wprowadzając reformę nie podjęto produkcji monet w nowym standardzie.
W roku 1337 Kazimierz III Wielki przeprowadził następną reformę pieniężną, ponownie dotyczącą w zasadzie Małopolski. Reforma ta może się wydawać niezrozumiała i niwecząca skutki reformy z 1334 r. Dotąd obiegające denary przepuszczano na Rynku Głównym w Krakowie przez żelazo o średnicy oczek 13 zamiast 11 mm – po selekcji pozostawały tylko najcięższe egzemplarze. Uzupełniano je emisją o nowym, przeciętnie cięższym o 14% standardzie, ale o niższej próbie kruszcu – ilość czystego srebra nie uległa zmianie. W efekcie tego procesu na grzywnę wagową przypadało 676, a nie 768 denarów jak poprzednio. Grzywna obrachunkowa osiągnęła w ten sposób 233 gramy. Cały czas funkcjonowało jeszcze odważanie pieniędzy przy wielkich transakcjach. Największym beneficjentem reformy okazał się skarb królewski, który gromadził monetę na sztuki, a wydawał na wagę, w hurcie. Dodatkowo reforma ta miała bardzo pozytywne znaczenie dla rozwoju kupiectwa, ustalając korzystny kurs denara polskiego do monety toruńskiej (krzyżackiej).
Obydwie pierwsze reformy Kazimierza III Wielkiego i emisje denarów z mennicy krakowskiej odnosiły przede wszystkim skutek w dzielnicy krakowsko-sandomierskiej, gdy w tym czasie w pozostałych częściach kraju nie tylko kursowały monety bite gdzie indziej, ale i obowiązywały inne systemy monetarne. W jakiejś jednak nieokreślonej chwili denary krakowsko-sandomierskie uzyskały prawo obiegu w całym Królestwie, z wyjątkiem Rusi.
W państwie Kazimierza III Wielkiego nadal funkcjonowała „brakteatowa” prowincja wielkopolska, poprzez swój system monetarny upodobniona do niemieckich sąsiadów, zwłaszcza państwa krzyżackiego. Lokalne emisje zdarzały się również w innych częściach Królestwa, czy to sąsiadujących ze światem niemieckim, czy to objętych napływającą stamtąd monetą. W 1343 r. król przyłączył Wschowę, w której istniała mennica. Miasto otrzymało od króla przywilej sankcjonujący dotychczasowe prawo bicia monety. W 1346 r. nadany został podobny przywilej dla Bydgoszczy. W 1351 r. Kazimierz przyłączył do Królestwa płockie Mazowsze, gdzie w związku z tym przeprowadzono lokalną reformę monetarną w celu inkorporacji do polskiego systemu.
W 1338 r. bezpotomny książę halicko-włodzimierski Bolesław Jerzy II zawarł z Kazimierzem III Wielkim układ, w którym uznał go za swojego dziedzica. Inkorporacja doszła do skutku w 1349 r., a Ruś Czerwona zachowała znaczny stopień odrębności. W 1367 r. Kazimierz Wielki wkroczył na Podole zmieniając je w swoje lenno. Produkcję lokalnych monet bitych wg dawnych systemów monetarnych zaprzestano pod koniec XIV w. wprowadzając początkowo nowe emisje dla Rusi, dążąc jednak docelowo do pełnej unifikacji systemów monetarnych.
W drugiej połowie XIV w. istniała świadomość o konieczności unifikacji monety w całym Królestwie, co np. zostało zapisane w statucie piotrkowskim 1496 roku. Realizacja tego zamierzenia nastąpiła u schyłku panowania Kazimierza III Wielkiego, tj. w latach 1365–1370, przez co nie została dokończona, a efekty zniweczyli następcy. Nie zdążono nawet wydać stosownej ordynacji menniczej, dlatego obraz reformy został zrekonstruowany na podstawie numizmatów, choć znany jest jej przypuszczalny autor – krakowski mieszczanin imieniem Bartko, notowany od 1366 r., w tym w roli stołecznego mincerza w latach: 1367, 1369 i 1370. Wielka reforma lat 1365–1370 miała wprowadzić nowy – pięciostopniowy system nominałów, będących względem siebie w stosunku opartym na mnożniku dwójkowym:
- 1 grosz (3,1 – 3,2 grama) = 2 kwartniki (1,5 – 1,6 grama)
- 1 kwartnik = 2 ćwierćgrosze (0,75 grama)
- 1 ćwierćgrosz = 4 denary
- 1 denar = 2 obole.

Nie wiadomo czy system wprowadzano od razu w całości, czy etapami. Najniższy nominał – obol znany jest tylko w jednej sztuce. Nie ma ostatecznej pewności, czy nie powstał wcześniej, a nowy system nie był czterostopniowy. Grosz wprowadzony w wyniku tej reformy nazywany jest groszem krakowskim.
Panowanie Andegawenów
Za panowania Andegawenów (1370–1399) bito jedynie drobne denary, większe transakcje pozostawiając kwartnikom Kazimierza III Wielkiego, groszom praskim lub florenom węgierskim. Temu regresowi typologicznemu towarzyszyło jednak polepszenie stopy, jak i próby monet. Jeśli chodzi o unifikację, to utrzymano produkcję zarówno w Krakowie, jak i Poznaniu, ale monety miały już zasięg ponadregionalny, a nawet pozagraniczny (zwłaszcza na Pomorzu Zachodnim). Podstawą systemu monetarnego była grzywna krakowska licząca wówczas 197,68 grama w monecie obiegowej równej 48 groszom albo 96 kwartnikom. Kurs denara wobec grosza spadł do:
- 16:1 za panowania Ludwika Węgierskiego (1370–1382)
- 18:1 za panowania Jadwigi (1384–1399).

Cena florena urosła natomiast z 14 groszy pod koniec rządów Kazimierza III Wielkiego do 16 groszy za panowania Ludwika Węgierskiego.
Panowanie Władysława II Jagiełły
W czasie panowania Władysława II Jagiełły (1386–1434) w Królestwie obiegały półgrosze, ternary oraz denary. Półgrosze, zwane również kwartnikami dużymi, dzieliły się na koronne i ruskie. Ternary dzieliły się na nominalne ruskie (MONETA RVSSIE) i nominalne lwowskie (MONETA LEMBVRG). Ternary zwane są również trzeciakami lub kwartnikami małymi. Denary można z kolei podzielić na: koronne i miejskie, przy czym w drugiej z podgrup mieszczą się monety wschowskie i poznańskie. W obiegu były również w pewnym stopniu obecne grosze praskie i floreny węgierskie. Grosz praski pełnił przy tym funkcje jednostki przeliczeniowej wyrażającej wartość wielkich transakcji – w chwili wypłaty należności w monecie polskiej trzeba było dokonać specjalnej dopłaty, tzw. adżio, aby zaspokoić różnice kursową. Oznacza to, że nie dało się przeliczać po prostu półgroszy na obce grosze np. w stosunku 2:1, gdyż wartość półgroszy spadała z reguły szybciej niż groszy praskich.
W czasach Władysława II Jagiełły funkcjonowały w Królestwie cztery mennice w:
- Krakowie
- Lwowie
- Poznaniu i
- Wschowie.

Lwowska mennica została definitywnie zamknięta wraz z likwidacją odrębności mennictwa Rusi Czerwonej. Mennice z reguły były puszczane w dzierżawę, co sprzyjało pogarszaniu jakości monety – dzierżawcy dążyli do zaspokajania chęci zysku, jak i czynszu dzierżawnego. Problemy z jakością monety wynikały również z braku własnych źródeł kruszcu, który importowano z Węgier, gdzie dyktowano wygórowane ceny srebra. Monety bito na masową skalę, jednak produkcja nie była ciągła. Zawieszano ją czasami w razie widma dewaluacji z powodu nadmiernej ilości pieniądza albo jego złej jakości. W 1422 r. Jagiełło zobowiązał się w przywileju wydanym w Czerwińsku do niepodejmowania produkcji menniczej bez zgody Rady Królewskiej.
W ciągu pierwszych lat panowania Władysława II Jagiełły kontynuowano na modę andegaweńska bicie denarów. Słaba jakość denarów przyczyniła się do utworzenia nowych jednostek o wyższej wartości. Reformami przeprowadzanymi przez pięć lat (1393–1398) kierował najprawdopodobniej Monald z Lukki, będący naczelnym inżynierem mennicy krakowskiej. Nowe nominały nawiązywały w jakimś stopniu do reformy Kazimierza III Wielkiego. Były to:
- półgrosze o wartości 1/96 grzywny, lub ½ grosza, albo 8 denarów oraz
- „małe kwartniki” o wartości 1/192 grzywny, lub ½ półgrosza, albo 4 denarów.

Mimo podobnej nomenklatury nie można jednak mówić o identyczności. O ile w czasach Kazimierza III Wielkiego podstawą był obrachunkowy skojec (nazwa kwartnika powstała od ¼ skojca), to w epoce Władysława II Jagiełły punktem odniesienia stał się o połowę mniejszy grosz. Oznacza to, że jagielloński półgrosz mógł być jedynie następcą dawnego kwartnika (stąd nazwa „duży kwartnik”), a „mały kwartnik” to kazimierzowski ćwierćgrosz. Nie wznowiono jednak bicia naczelnej jednostki systemu, czyli grosza.
Po wprowadzeniu reformy ostatecznie zniesiono podział Królestwa na prowincje monetarne – małopolską i wielkopolską, jednak szybki rozwój państwa, tak wskutek unii, jak i podbojów, pociągał za sobą konieczność integracji monety koronnej z Rusią Czerwoną, Litwą, Prusami i Mazowszem.
Poślednia jakość kwartnika jagiellońskiego spowodowała w latach 1396–1397 jego szybką dewaluację z ¼ do zaledwie 1/6 grosza, co z kolei komplikowało przeliczenia na denary. Dlatego w 1398 r. skorygowano niezmienny od ponad 60 lat kurs grosza obrachunkowego z 16 na 18 denarów, przeprowadzając wymianę monet na nowe, dopasowane metrologicznie emisje. W rezultacie półgrosz stał się równy dziewięciu denarom, a „mały kwartnik” – trzem.
Podstawową monetą „grubą” za czasów Władysława II Jagiełły były półgrosze.
Panowanie Władysława III Warneńczyka, Kazimierza IV Jagiellończyka, Jana I Olbrachta, Aleksandra Jagiellończyka
Władysław III Warneńczyk (1434–1444) emitował w koronie tylko jeden typ monety – denary. Planował również wznowienie produkcji półgroszy, o co zwrócił się do Rady Królestwa w Piotrkowie w 1444 r. Decyzję jednak odłożono do powrotu króla z wyprawy warneńskiej.
Rozwój gospodarki pieniężnej w dobie jagiellońskiej pociągnął za sobą także rozwój fałszerstwa monet na szeroką skalę, co przyczyniło się do powstania chaosu na rynku, szczególnie w latach 1437–1444.
Za czasów Kazimierza IV Jagiellończyka (1447–1492) opanowano sytuację z licznymi fałszerstwami i powrócono z powodzeniem do dwustopniowej produkcji menniczej denarów i półgroszy.
W latach panowania Jana I Olbrachta (1492–1501) bito jedynie półgrosze.
W czasie rządów Aleksandra Jagiellończyka (1501–1506) bito przede wszystkim półgrosze, a w ostatnim roku panowania (1506) została również przeprowadzona emisja denarów. W 1503 r. wybito złote dukaty, których emisję szybko przerwano z powodu oporu sejmu i niedostatku złota.
Pierwsze lata panowania Zygmunta I Starego
W 1506 r., po wstąpieniu na tron Zygmunt I Stary rozpoczął działania na rynku pieniężnym. Już w trzy miesiące po koronacji władca ogłosił ordynację nakazującą na cztery lata wznowienie produkcji półgroszy w mennicy krakowskiej. Wtedy też została wybita pierwsza moneta I Rzeczypospolitej z datą roczną – półgrosz koronny z 1507 r.
W 1515 r. król dokonał próby przymusowego zrównania półgroszy polskich z litewskimi, co okazało się preludium do głębokiego kryzysu, spotęgowanego przede wszystkim przez trwający od jesieni 1517 r. napływ półgroszy świdnickich Ludwika II Jagiellończyka. Napływ podwartościowych monet świdnickich spowodował inflację bilonową na wielką skalę. Król próbował ratować sytuację wydając zakaz (niezrealizowany w pełni) przyjmowania walorów świdnickich. Objął on jednak Koronę, a nie sięgnął Prus i Litwy. W 1523 r. zdecydowano się nawet na zerwanie kontaktów handlowych ze Śląskiem, ale i to przyniosło tylko połowiczny efekt. Dopiero reformy monetarne z lat 1526–1535 okazały się w miarę skuteczne.
„Zły pieniądz” napływał nie tylko ze Śląska. Za bicie waluty kredytowej (o niższej niż dotychczasowa wartość), w 1520 r. wziął się, pozostający od roku w stanie wojny z Polską, wielki mistrz zakonu krzyżackiego Albrecht Hohenzollern. W celu zatrzymania napływu nowych groszy z Królewca, Zygmunt I Stary wydał edykt zmieniający zasady handlu z ziemiami zakonu – teraz można było posługiwać się wyłącznie pieniądzem polskim, szelągami, florenami węgierskimi lub reńskimi. Podobnej próby „wprowadzenia złego pieniądza” dokonał w latach 1524–1526 nielojalny Gdańsk, skąd płynęły niskowartościowe szelągi.

#### Monety systemu groszowego
monety złote
- floren węgierski[26]
- floren (Władysław I Łokietek 1330 r.)[19]
- dukat (Aleksander Jagiellończyk 1503 r.)[30]

monety srebrne do reformy Władysława II Jagiełły z lat 1393–1398
- grosz praski = 12 denarów do 1334 roku[21]; 16 denarów po 1334 roku[21]
- grosz krakowski = 16 denarów do 1380 roku; 18 denarów po 1380 roku (od reformy z lat 1365–1370)
- kwartnik= ½ grosza krakowskiego (od reformy z lat 1365–1370)
- ćwierćgrosz = ½ kwartnika[36] (od reformy z lat 1365–1370)
- denar = 2 obole

monety srebrne po reformie Władysława II Jagiełły z lat 1393–1398
- grosz praski[26]
- półgrosz (kwartnik duży) = ½ grosza = 8 denarów; 9 denarów od 1398 roku
- kwartnik (mały) = 4 denary do 1398 roku
- ternar (kwartnik) = 3 denary od 1398 roku
- denar

## Systemy monetarne w czasach nowożytnych (1526–1795)
Okres dukatowo-talarowy, zwany też złotowym, obejmuje zarówno czasy największej potęgi Rzeczypospolitej, jak i moment jej upadku. System monetarny stał się bardzo rozbudowany, gatunki pieniądza – wielorakie, wzrosła liczba mennic, odmian i szczegółów. Przeprowadzano wielkie reformy monetarne.
W pierwszej połowie XVI w. unia polsko-litewska znalazła się w dogodnym położeniu gospodarczym. Jako jedno z największych państw w Europie wchodziła w okres szybkiego rozwoju, poprzedzonego w poprzednim stuleciu długotrwałą stabilizacją gospodarczą. Szczególnym impulsem gospodarczym było pokonanie w 1466 r. krzyżaków, blokujących wcześniej dostęp do Bałtyku. Bardzo dobra koniunktura na Zachodzie napędzała popyt na polskie produkty rolne. Duże znaczenie miał również handel z Czechami i Węgrami. Do obsługi intensywnego życia gospodarczego przestał wystarczać odziedziczony po pierwszych Jagiellonach system monetarny oparty na półgroszach i denarach w Koronie i na Litwie oraz szelągach w Prusach. Znaczy wzrost ilości dostępnych kruszców, w wyniku intensywnych kontaktów handlowych oraz uruchomienia własnego wydobycia, musiał odbić się na systemie monetarnym. Wzrost obrotów powodował zapotrzebowanie na „grubą” monetę. Funkcję tę zaczęło przejmować napływające z zagranicy złoto, którego jednak niedostatek powodował również wzrost zapotrzebowania na srebro, w tym również w handlu międzynarodowym. To skłaniało do kreowania coraz większych srebrnych standardów monetarnych. Logicznym następstwem takiego stanu rzeczy było wprowadzenie bimetalicznego systemu monetarnego opartego na współobiegu monet grubych – złotych – oraz średnich i drobnych – srebrnych.
XVI w. to czas nowej organizacji mennictwa zarówno pod względem jego usytuowania w ustroju państwa jak wykorzystywanych środków technicznych. Bicie monet przestało już być domeną władcy, a opierało się na dezyderacie komisji sejmowej. Na żądanie parlamentu władca otwierał lub zamykał mennice. Jeszcze za panowania Kazimierza IV Jagiellończyka na czele systemu stał specjalny urzędnik, zwany podskarbim. Z początku odpowiadał przed królem, później przeszedł pod kontrolę stanów. Konstytucja sejmowa nakazywała podskarbiemu ustalenie odpowiedniego zakresu produkcji i stopy menniczej. Z biegiem czasu zauważono, że o wiele sprawniej niż urzędnik, zwłaszcza pod względem osiąganego dochodu, produkcją pieniądza zarządza dzierżawca mennicy – dlatego też utrwaliła się praktyka dzierżawy mennic. Podskarbi zawierał więc umowę z dzierżawcą, zatrudniając zarazem niezależnego od niego kontrolera – wardajna, którego zadaniem było sprawdzanie jakości monety i rachunków.
Zmiany objęły również wygląd monet, zarówno w mennictwie, jak i stylu artystycznym. Na monetach zaczęto umieszczać szereg znaków podskarbiowskich (np. inicjały, herb), dzierżawcy (inicjały), rzadziej rytownika (inicjały), a bardzo rzadko wardajna (różne symbole). Portret władcy umieszczany na monetach zyskał charakter realistyczny – stając się zminiaturyzowaną formą renesansowego medalionu.
Dzięki wprowadzeniu reform i innowacji pieniężnych przez Zygmunta I Starego, Zygmunta II Augusta i Stefana Batorego system monetarny I Rzeczypospolitej przybrał postać finalną. Na terenie całego państwa współobiegały dwie waluty:
- dukatowo-talarowa – złote portugały i dukaty, srebrne talary, półtalary oraz orty – z początku przeznaczone dla obsługi wielkiego handlu,
- groszowa – srebrny grosz, jego wielokrotności i frakcje, oraz srebrny, później miedziany, szeląg – w założeniu przeznaczone do obrotu wewnętrznego.

Waluty te były od siebie niezależne, tzn. stosunek dukata i talara do grosza był kształtowany przez rynek. Z upływem czasu okazało się, że o ile kursy dukatów i talarów charakteryzowały się stosunkowo dużą stabilizacją, to system groszowy miał stałą tendencję do dewaluacji, co oczywiście doprowadzało do wzrostu ceny dukata i talara wyrażonej w groszach, a także pojawieniem się wielokrotności grosza, jak trojaki i szóstaki.
Podział wynikający z bimetalizmu, czyli współobiegu srebra i złota, nie był spójny z podziałem na waluty dukatowo-talarową i groszową. W tej pierwszej mieściły się zarówno monety złote, jak i srebrne, a w walucie groszowej nie tylko srebrne, gdyż później dołączyły również gatunki miedziane. Pomimo pozornej obfitości gatunków monet cały ten dwoisty układ oparty był na kilku głównych rodzajach, a cała reszta to tylko ich wielokrotności i frakcje. Te podstawowe gatunki to:
- dukat
- talar
- złoty
- grosz
- szeląg
- denar.

Dukat był znany jeszcze z okresu groszowego. Do Rzeczypospolitej napływał głównie z Węgier, a o jego popularności aż do XVIII w. zdecydowało konsekwentne zachowywanie stopy menniczej, zatem i stałej masy, wynoszącej 3,5 grama. Na początku XVII w. mocną pozycję zdobył także bity w mennicach Rzeszy złoty reński (gulden) o masie 3,18 grama.
Specyficznym gatunkiem „grubej” monety (tzn. o sporej wartości), ale bitej w srebrze, stał się talar, którego nazwa wywodzi się od czeskiej kopalni srebra Joachimsthal od czego utworzono Joachimsthaler, później skrócony do thaler. Talar na początku był swoistym srebrnym odpowiednikiem dukata. Według stopy saskiej powinien ważyć 1 uncję (29,2 grama) srebra próby 937,5. Talar napływał intensywnie do końca panowania Zygmunta II Augusta z Rzeszy i Niderlandów (tzw. lewkowy), Burgundii (tzw. krzyżowy) i innych krajów.
Grosz doczekał się bardzo rozbudowanej listy wielokrotności: półtorak, dwojak, trojak, czworak oraz szóstak. Pod koniec tego okresu monetarnego pojawiła się także dziesięciogroszówka.
Odziedziczone po średniowieczu: szeląg i denar, w okresie bimetalizmu kończyły swój żywot. Przez stały spadek wartości zmieniały się w mało ceniony bilon, żeby – jak w przypadku denara – w końcu zniknąć całkowicie z systemu monetarnego (dotyczyło to również jego frakcji, czyli obola).
Złoty polski po raz pierwszy został definiowany w ordynacji menniczej z 1528 r. jako jednostka obrachunkowa, niemająca materialnego desygnatu, czyli nie zamierzano wybijać monet złotowych, ich wielokrotności ani frakcji. Złotego wprowadzono jako odnośnik monetarny, wobec którego można było definiować wszystkie inne gatunki pieniądza. Wtedy powołano zasadniczą, zawsze niezmienną relację 1 złoty polski = 30 groszy. W momencie definiowania złotego w ordynacji z 1528 r. rynek kruszców załamał się, czego efektem była niestabilność wzajemnych kursów złota i srebra. Z tego powodu do zdefiniowania złotego użyto przebrzmiałego, łatwego jednak do zapamiętania, abstrakcyjnego kursu dukata z XV w. – 30 groszy, z całą świadomością, że rzeczywisty kurs nie tylko się już od niego oderwał, ale też, zgodnie z obserwowaną tendencją, będzie wzrastał.
W latach 1526–1795 kolejne systemy monetarne były wprowadzane poprzez reformy, aktami zwanymi ordynacjami menniczymi albo uniwersałami.

### System monetarny w latach 1526–1580
Po doświadczeniach ze złym pieniądzem, Zygmunt I Stary podjął decyzję o reformie systemu monetarnego. Po rozpatrzeniu konkurencyjnych projektów autorstwa:
- Mikołaja Kopernika (Monete cudende ratio) i
- Josta Ludwika Decjusza (De monete cussione ratio),

jako podstawę wybrano ten drugi. W latach 1526–1535 w życie weszło siedem ordynacji menniczych. Ważniejsze z nich to:
- 15 października 1526 – denary, ternary, grosze,
- 1527 – skup monety świdnickiej,
- 1528 – trojaki, szóstaki
- 1529 – szelągi i inne monety pruskie,
- 1534–1535 – monety litewskie.

Do nowego systemu dokooptowano jeszcze półgrosze, wybite prawidłowo w latach 1507–1511. W efekcie na rynku znalazły się typy pieniądza o uregulowanym kursie wobec obrachunkowego złotego, który wprowadzono wraz z ogłoszeniem ordynacji menniczej z 16 lutego 1528 r.:
- dukat typu węgierskiego – 1 złp 15 groszy (45 groszy),
- szóstak – 1/5 złp,
- trojak – 1/10 złp,
- grosz – 1/30 złp,
- półgrosz – 1/60 złp
- ternar – 1/180 złp,
- denar – 1/540 złp,
- szeląg – 1/90 złp,
- grosz litewski – 1/24 złp,
- półgrosz litewski – 1/48 złp.

Innymi słowy, w polskim systemie monetarnym, do którego inkorporowano system pruski, relacje między jednostkami monetarnymi przedstawiały się następująco:
1 złoty polski obrachunkowy = 5 szóstaków = 10 trojaków = 30 groszy = 60 półgroszy = 90 szelągów (pruskich) = 180 ternarów (koronnych) = 540 denarów.
Różnica pomiędzy systemami polskim i pruskim, czyli obieg ternara w Koronie i szeląga w Prusach, była raczej pozorna, gdyż oba gatunki monet związano ze sobą stałą relacją – dwa ternary za jeden szeląg. Oznaczało to przy okazji odejście szeląga pruskiego od dotychczasowej podstawy, którą nominalnie stanowiła 60-szelągowa grzywna chełmińska. W pełni została za to zachowana grzywna krakowska (197,684 grama), dzieląca się na 256 denarów – obliczenia przy wykorzystaniu jednostek podrzędnych grzywny, takich jak wiardunek czy skojec, były prowadzone na polskiej wsi jeszcze w XVIII w.
Nie udało się natomiast zunifikować systemu polsko-pruskiego z litewskim. Wręcz przeciwnie, dwie ostatnie ordynacje z 1534 i 1535 r. miały w istocie charakter antyunifikacyjny, konserwujący odrębność monetarną Wielkiego Księstwa Litewskiego. Kurs grosza litewskiego do grosza polskiego tradycyjnie pozostawał w proporcji 4:5 – złoty obrachunkowy był równy 30 groszom polskim, ale 22 litewskim. Samo wprowadzenie nowego pieniądza na Litwie spotkało się z wielkim oporem, ze względu na przyzwyczajenie do półgrosza. Król musiał w specjalnym liście wysłanym do namiestnika Żmudzi Mikołaja Narbutta zagrozić surowymi karami za odmowę stosowania nowego pieniądza. Wartym podkreślenia jest również fakt przesunięcia znaczeniowego – grosz litewski z 1535 r. był pierwszą monetą Wielkiego Księstwa, a nie wielkiego księcia, jak dotąd.
Zgodnie z postulatami Decjusza, w trakcie reformy szczególną uwagę zwrócono na postać plastyczną nowych walorów – musiały one zasadniczo różnić się od dotychczasowych, aby szybko można było wycofać te drugie. Być może właśnie dzięki temu nowe walory miały zdecydowanie renesansowy charakter.
Decyzja sejmu piotrkowskiego z 16 lutego 1528 r. umożliwiła realizację emisji polskiej monety złotej – dukata, na skalę pozwalającą na stwierdzenie pełnego wprowadzenia złota do obiegu. Emisja złota również została zaplanowana przez Decjusza, a jej celem ekonomicznym było zatrzymanie stałego wzrostu kursu dukata wobec grosza. Dukat koronny był ściśle wzorowany na węgierskim, zarówno pod względem wagi, jak i próby. W latach 1525–1538, zgodnie z założeniem Decjusza, kurs utrzymał się na stałym poziomie 45 groszy. Jednak gdy w 1535 r., z powodu niedostatku kruszców, przerwano produkcję w Krakowie i Gdańsku, cena zaczęła rosnąć, osiągając w 1543 r. – 47 groszy, a w 1543 r. – już 53 grosze. Bicie złotych monet wznowiono pod koniec panowania Zygmunta I Starego, dzięki zasileniu skarbu 105 kg złota w formie 30 tys. dukatów z posagu Elżbiety Austriaczki, wypłaconego królewiczowi Zygmuntowi. Całą sumę przebito bezzwłocznie na dukaty koronne.
Król Zygmunt II August przeniósł środek ciężkości mennictwa Rzeczypospolitej do Wielkiego Księstwa Litewskiego, gdzie poza monetami na stopę litewską, bito również walory na stopę polską. Już w 1548 r. król wydał polecenie o zamknięciu wszystkich mennic koronnych. Obok, mającej podstawowe znaczenie w okresie tego panowania, mennicy wileńskiej, działały również mennice miejskie w: Gdańsku, Elblągu i Wschowie, mennica w Tykocinie oraz inflancka mennica w Dahloholmie (obecnie Dole na Łotwie). Najmocniej władca odcisnął swoje piętno na mennictwie litewskim, urządzając je praktycznie na nowo. Zaniechanie produkcji w Koronie, nie było równoważne z zanikiem polskiego systemu monetarnego. Składały się teraz na niego monety litewskie bite w Wilnie na stopę polską, oraz gdańskie, elbląskie i wschowskie. Obiegały też monety obce – srebrne talary i złote dukaty, przeliczane po kursie odpowiednio 30–33 i 45–52 groszy za sztukę.

Zygmunt II August nie zarzucił prób unifikacji systemów monetarnych Korony i Wielkiego Księstwa. Wybrał jednak inną drogę niż jego ojciec, który zmuszał Litwę do przyjęcia systemu polsko-pruskiego. Zygmunt II August „zakonserwował” stosunki w Koronie i Prusach, oraz zbudował nowy system Litwy w taki sposób, że zyskał wymiar „uniwersalny”, pozwalający na wprowadzenie w przyszłości wspólnej monety całej Rzeczypospolitej. W 1565 r., pod koniec swojego panowania, król przeprowadził prawdopodobnie na Litwie reformę, nieodnotowaną w źródłach, przygotowującą planowaną unifikację. Zatrzymano wówczas w Wilnie produkcje typowo litewskich denarów i półgroszy, wprowadzając jednocześnie obok nich, niespotykane dotąd gatunki jak dwudenary, dwojaki i czworaki. Monety te cechowały się swoistą uniwersalnością, gdyż przy obowiązującym kursie pieniądza polskiego do litewskiego nadawały się do stosowania w obu systemach. 

W okresie bezkrólewia 1572 mennica w Gdańsku nie przerwała pracy i biła w 1573 r. drobne denary oraz szelągi – pierwsze beznapisowe, drugie opatrzone imieniem zmarłego w 1548 r. Zygmunta I Starego (tytulatura: SIGIS DEI GRA REX POLONI). Pozostałe mennice nie funkcjonowały. Podobnie było za krótkiego panowania Henryka Walezego. Władca ten, po ucieczce do Francji, opatrywał tamtejsze swoje monety tytulaturą sugerująca, że nadal jest królem Franków i Polaków. Było to jednak działanie bezprawne. Monety wybite w ten sposób, poza nieuprawnionym tytułem królewskim, nie mają nic wspólnego z Rzecząpospolitą. 
Na początek rządów Stefana Batorego przypada wybicie pierwszych polskich monet oblężniczych (1577), przez Gdańsk, który nie uznał siedmiogrodzianina jako króla. Po zakończeniu konfliktu po 10 miesiącach, monety zostały wywołane, jako bite wg zaniżonej stopy menniczej. 

### System monetarny w latach 1580–1623
Stefanowi Batoremu przypadła rola wdrożenia w życie postanowień unii lubelskiej, między innymi unifikującej systemy monetarne Korony i Wielkiego Księstwa Litewskiego. Zasada ujednolicenia pieniądza została sformułowana po raz pierwszy w ordynacji menniczej z 5 stycznia 1580 r. Regulacja ta wprowadzała wspólną dla unii listę monet srebrnych:
- talar,
- półtalar,
- szóstak,
- trojak,
- grosz,
- półgrosz,
- szeląg,
- denar,

określając stopę i masę każdej z nich. Pojawiła się także nazwa obola – tym razem jako synonimu denara, gdyż bicia obola jako pół denara już nie przewidywano. Dokonano swoistej unifikacji plastycznej litewskich monet – znak Pogoni z mitrą zastąpiono tarczami z orłem i Pogonią, nakrytymi królewską koroną. W ordynacji z 1580 r. zagadnienie złotych monet nie było regulowane. Najprawdopodobniej uznano, że wystarczy w tym zakresie ordynacja Zygmunta Starego z 1528 r. Z obliczeń wynika, że przyjęto nominalny stosunek wartości srebra do złota: 11:1. Nie wprowadzono złotego polskiego w monecie, choć niezmiennie funkcjonował on jako podstawa systemu oraz powszechnie wykorzystywana jednostka obrachunkowa.
Polityka monetarna Stefana Batorego odniosła duży sukces, między innymi dzięki 20-letniej stabilizacji kursów dukata i talara – w latach 1587–1596 cena dukata ustaliła się na poziomie 56 groszy, a talara w podobnym przedziale czasowym – na poziomie 35 groszy.
Moneta Stefana Batorego była w zasadzie pełnowartościowa. Emisji znaków pieniężnych bez pokrycia ordynacja nie dopuszczała w ogóle – pod tym względem to jedyny akt o takiej treści wydany kiedykolwiek w I Rzeczypospolitej. W przypadku wielu monet zastosowano jednak większą domieszkę miedzi, ale tylko po to, aby były jedynie odpowiednio większe i cięższe. O jakości monet bitych w czasach Stefana Batorego może świadczyć ich popularność pod koniec XVI w. w handlu na Bałkanach i całym tureckim Wschodzie.
Ordynacja z 1580 r. po raz pierwszy wprowadzała talary. Rozpoczęcie ich rodzimej produkcji, jak również innych „grubych” monet, wiązało się z modernizacją wykorzystywanej techniki. Koniecznymi stały się zarówno zaawansowana postać plastyczna walorów oraz zmiany w samym procesie technologicznym – głównie zwiększenia siły uderzenia młota.
Na przełomie XVI i XVII w. kraje wchodzące w skład Rzeszy ogarnął duży kryzys monetarny, nazywany w Niemczech Kipper und Wipperzeit, którego efektem była gwałtowna deprecjacja monet drobnych w stosunku do grubych – talarów i dukatów. Ze względu na wymianę handlową niekorzystne zjawiska gospodarcze zostały zaimportowane do Rzeczypospolitej i w rezultacie nastąpił odpływ drobnej monety rodzimej oraz wzrost kursów monet grubych. Pierwsze przejawy zaburzeń na rynku monetarnym dało się zaobserwować już w 1588 r. – na samym początku panowania Zygmunta III Wazy. Wywołanie monety obcej okazało się nieskuteczne. Wobec powyższego Zygmunt III był zmuszony do stałego obniżania zawartości srebra w drobnych monetach, w celu odpowiedniego dostosowania ich do aktualnego kursu talara. Owe dewaluacje, będące odwrotem od polityki Stefana Batorego, miały na celu zapobieżenie wypieraniu rodzimych monet drobnych przez małowartościowy pieniądz obcy. Przy okazji wprowadzono nowe gatunki pieniądza:
- orta
- półtoraka
- lekkiego talara – zdewaluowanej wersji talara.

W 1604 r. podjęto uchwałę o obniżeniu zawartości srebra w nowo wybijanych szóstakach i trojakach o 10%, groszach o 18%, oraz szelągach o 60%. Duża dewaluacja szeląga sprowadziła go do pozycji bilonu.
W roku 1608 Gdańsk wprowadził nowy gatunek pieniądza – orta, będącego równowartością ¼ talara, albo 10 groszy.
W 1614 roku na rynku pojawił się kolejny nowy gatunek monety – półtorak, stanowiący nominalnie 3/2 grosza, ale odwołujący się do grosza o obniżonej o prawie 30% zawartości srebra, co oczywiście usankcjonowało dalszy wzrost cen dukata i talara.
W 1615 r. obniżono jakość ortów do 81,6% dotychczasowej wartości.
W 1616 r. ponownie zdeprecjonowano orta do 75% wartości (liczonej względem talara).
W 1619 r. obniżono zawartość srebra w półtorakach o ponad połowę, aż do 48% pierwotnej wartości grosza.
W 1620 kolejna przecena objęła orty, a także stabilne dotąd talary. Talary w nowej wersji (lekkie) uznano za równe 40 groszom. W późniejszym okresie pojawiły się również półtalary lekkie. Równocześnie z talarami lekkimi bito talary ciężkie i to niekiedy tymi samymi stemplami (z bicia talarów lekkich zrezygnowano już w 1623 r.).
W 1623 r., w wyniku reformy przeprowadzonej za pomocą nowej ordynacji menniczej, dokonano kolejnej dewaluacji orta – niejako wbrew swojej istocie – został on uznany za 1/5 talara i zarazem równowartość 16 groszy.
Dwa pierwsze dziesięciolecia XVII w. to narastający chaos na rynku monetarnym – obok siebie kursowały monety o tych samych nazwach, ale bardzo różnych wartościach.

### System monetarny w latach 1623–1650
Zasadnicza reforma systemu monetarnego została przeprowadzona za pomocą ordynacji menniczej z 1623 r. Za podstawę nowych regulacji uznano stosunek:
1 talar „ciężki” = 80 groszy.
Według tej relacji ustalano zawartość srebra we wszystkich nowo bitych monetach, przy okazji definiując na nowo wartość orta jako 1/5 talara.
W 1627 r. sejm zlecił całkowite zakończenie produkcji monet drobnych, jako podatnych na deprecjację. Była to decyzja asekuracyjna – w pierwotnych założeniach tymczasowa. Przerwa w produkcji monety drobnej, jeśli nie brać pod uwagę mało licznej emisji z mennicy w Łobżenicy, trwała aż 23 lata.
Produkcja dukatów i talarów została utrzymana, ale w przypadku talarów dokonano obniżenia stopy menniczej. Talar zaczął się stabilizować ok. 1628 r., na poziomie 90 groszy, natomiast dukat zwyżkował aż do 1640 r., osiągając poziom 180 groszy. Przy okazji ustaliła się nowa relacja talara do dukata – 2:1.
Na przełomie lat 20. i 30. XVII w. pojawiły się ćwierćtalary oraz półtalary.
Sytuacja uległa pewnemu uspokojeniu, ale całkowite zapanowanie nad nią okazało się niemożliwe. Głównymi powodami były ogólnoświatowe zjawiska ekonomiczne, takie jak:
- „rewolucja cen” w całej Europie wskutek koniunktury w rolnictwie i kryzysu w rzemiośle, oraz
- zwyżka cen złota wobec srebra spowodowana rosnącym napływem surowców z Ameryki.

Wystąpiły również inne czynniki, jak emisja drobnych monet w mennicy elbląskiej przez okupujących Szwedów, przeprowadzona wedle stopy wyższej, niż zakładała to ordynacja z 1623 r.
W kwietniu 1632 na sejmie warszawskim wprowadzono również zasadniczą zmianę w obszarze mennictwa państwa polsko-litewskiego – król zrzekł się na rzecz skarbu Rzeczypospolitej przynależącego dotąd wyłącznie królom prawa bicia monety (łac. ius regale) i korzystania z płynących z tego dochodów, co oznaczało między innymi, że zwierzchność nad mennicami przejął sejm (mennictwo powróciło w zakres odpowiedzialności królewskiej dopiero 7 września 1764 r. na sejmie konwokacyjnym Stanisława Augusta Poniatowskiego).

Za panowania Władysława IV nie wznowiono produkcji drobnych monet, a ograniczono się jedynie do „najgrubszych”. Wynikało to między innymi z nasycenia rynku zarówno pod względem ilościowym, jak i gatunkowym. 

### System monetarny w latach 1650–1658
16 maja 1650 r. ogłoszono akt normatywny – ordynację menniczą, urządzającą na nowo stosunki na rynku pieniężnym. Zauważając wpływ sytuacji w Rzeszy na pieniądz Rzeczypospolitej, zaprowadzono ustawowo nowy system wagowy. Za podstawę przyjęto stopę menniczą ówczesnych talarów cesarskich. Ustalono jednolite próby srebra (875) dla talarów, ortów, szóstaków i trojaków. Dla dwojaków i groszy przyjęto próbę 437,5. Zdefiniowano na nowo grzywnę krakowską dla monet srebrnych (201,86565 grama), czyniąc z niej jednolitą grzywnę menniczą na terenie całej Rzeczypospolitej. Na bazie nowo zdefiniowanej grzywny krakowskiej uregulowano nowy wzajemny stosunek poszczególnych gatunków i rodzajów monet. Zmiana dotknęła również dukata, którego teraz zdefiniowano na modłę niemiecką. Oznaczało to odejście od ciągle obowiązującej ordynacji z 1528 r. i zastąpienie grzywny 200,095 grama, grzywną kolońską (233,8123 grama). Z dawnej grzywny bito 56 dukatów, z nowej 67. Masa dukata spadła z 3,57 grama do 3,49 grama, jednak przy polepszonej próbie złota – z 967 na 986. W efekcie ilość czystego kruszcu w dukacie nie uległa zmianie. Doniosłym postanowieniem było wprowadzenie monet miedzianych – szeląga (cztery szelągi na grosz). Były to pierwsze monety miedziane w Polsce po blisko 300 latach od wycofania czerwonoruskich puł.
Już po czterech latach od wejścia w życie ordynacji Gdańsk i Toruń wprowadziły pierwsze korekty. Miasta obniżyły stopę ortów, bijąc 38, a nie 36 sztuk z grzywny, przy jednoczesnym pogorszeniu próby z 875 na 750. Dawało to orty o wartości ponad 26 złotych polskich zamiast 24, wynikających z ordynacji z 1650 r. W latach 1656 i 1657 nastąpiło dalsze, drobne obniżenie próby ortów.
Ordynacja zaprowadzała w Rzeczypospolitej lepszą monetę niż w krajach ościennych i dlatego wkrótce została zmieniona. Dodatkowo wpływ na zmiany miały również ówczesne wojny.

### System monetarny w latach 1658–1760
23 marca 1658 r. wprowadzono ordynację menniczą definiującą nowy, pełny system bicia monet drobnych, który okazał się trwały. Z jednej grzywny czystego srebra powstawało od teraz:
511/5 orta, albo 154⅔ szóstaka, albo 320 trojaków, albo 660 półtoraków, albo 990 groszy.
Trudna sytuacja związana z potopem szwedzkim pociągnęła za sobą wprowadzenie monet podwartościowych (kredytowych). Pierwszym takim gatunkiem były boratynki (pomysłodawca – Tytus Liwiusz Boratini), czyli małe szelągi bite w czystej miedzi, które pojawiły się w 1659 r., po uchyleniu zapisów ordynacji z 1650 r. Boratynkom nadano kurs urzędowy – ⅓ grosza. Sejm, dla pokrycia długów, zgodził się na wybicie 2 mln złp w miedzi, w postaci boratynków. Niestety Tytus Liwiusz Boratini nie tylko obniżył istotnie masę monet, ale i znacznie przekroczył nałożone limity emisji. Miedzianych boratynków wybito ponad miliard, o łącznej wartości 11 mln złp.
Posługiwanie się miedzianymi boratynkami wiązało się z koniecznością dopłat do cen wyrażanych w srebrze. Ponieważ moneta miedziana była bardzo drobna, dla wygody pakowano ją w worki po 900 sztuk (10 złp), lub po 9000 sztuk (100 złp). Ten ostatni ważył aż 11,7 kg.
Drugim typem emisji podwartościowej były wprowadzone w 1663 r. tymfy (pomysłodawca – Andrzej Tymf), czyli nominalnie srebrne monety jednozłotowe (po raz pierwszy w historii), zawierające jednak mniej kruszcu niż połowa ich nominału. Wybito 6 mln takich złotówek. Tymfy produkowano do 1667 r., ale pozostały w obiegu całe stulecie, odrywając się jednak od swojej złotówkowej bazy, stając się podstawą odrębnej waluty miedzianej.
Końcówka panowania Jana II Kazimierza to między innymi zalew fałszerstw monety polskiej na ogromna skalę, niepozostający bez wpływu na ogólna sytuację gospodarczą Rzeczypospolitej.
Zarówno za panowania Michała Korybuta Wiśniowieckiego, Jana III Sobieskiego, Augusta II Mocnego, Stanisława Leszczyńskiego, jak i Augusta III w obiegu posługiwano się pieniędzmi, które wprowadzono po ogłoszeniu ordynacji z 1658 r. Rysował się przy tym niebezpieczny dla życia gospodarczego podział pieniądza na dwa rodzaje:
- monetę dobrą (moneta bona), za którą uważano gatunki monet srebrnych ostatnich Jagiellonów, Stefana Batorego i pierwszych lat Zygmunta III Wazy oraz przede wszystkim szóstaki i orty Jana Kazimierza z lat 60. XVII w.,
- monetę bieżącą (moneta currens), na którą składały się tymfy i boratynki.

Moneta bieżąca dominowała pod względem ilościowym. Mająca łączną wartość nominalną 17 mln złp (6 mln sztuk tymfów i ponad miliard boratynków) pozostała głównym składnikiem obiegu pieniężnego, aż do reformy Stanisława Augusta Poniatowskiego z 1766 r.
Podział na monetę dobrą i bieżącą skutkował w różnicy ich wzajemnych kursów. Zjawisko to próbowano neutralizować narzucając kursy przymusowe, które przyjęły się jednak tylko przy uiszczaniu podatków. W życiu codziennym relacja monety dobrej do bieżącej była kształtowana przez rynek – np. 9 tymfów za dukata, czy 5 tymfów za talara.
Prusy Królewskie nie przyjęły w ogóle monety bieżącej i posługiwały się wyłącznie monetą dobrą.
Mennice państwowe pozostawały zamknięte w czasie panowania Michała Korybuta Wiśniowieckiego. Na krótko otworzono je w czasach Jana III Sobieskiego. Jednak już w 1685 r., mocą uchwały sejmowej, ponowne zdecydowano o ich zamknięciu.
W zasadzie August II nie bił monet dla Rzeczypospolitej, ani też nie uruchomił mennic koronnych. Nie miał do tego z resztą żadnego tytułu, gdyż mimo zawarcia unii personalnej, nie doszło do zawarcia unii monetarnej pomiędzy Rzecząpospolitą a Saksonią – co król poprzysiągł w pacta conventa. Jednak w latach 1698–1710 pojawiło się kilka emisji na stopę polską z mennicy w Lipsku, przeznaczonych dla Królestwa Polskiego i Wielkiego Księstwa Litewskiego.
Napływ pieniądza saskiego do Rzeczypospolitej, będący efektem unii personalnej z Saksonią, pociągnął za sobą konieczność uregulowania wzajemnych relacji obu systemów monetarnych. Przy okazji postanowiono rozprawić się z niszczycielskimi zjawiskami podziału monety na dobrą i bieżącą, oraz zaniżania urzędowych kursów tej drugiej w stosunku do rynkowej rzeczywistości. 2 marca 1717 r. została podjęta uchwała tzw. sejmu niemego regulująca te zagadnienia, a w ślad za nią wydano uniwersał Przebendowskiego – podskarbiego koronnego. Wartość tymfów i boratynków określono dokładnie na poziomie kursu rynkowego, tj. 18 złp za dukata oraz 8 złp za talara. Tymf został zdefiniowany jako 38 groszy (114 boratynków) – tym samym rozerwano stosunek między tymfem a złotówką, na rzecz zrównania tymfa z ortem. Przy okazji nazwa tymf została uznana za oficjalną. Uniwersał określał też ceny wszystkich gatunków monet, odnosząc je do niewybijanych jednostek obrachunkowych – złotego polskiego (równego 30 groszy) oraz grosza miedzianego (równego 3 szelągi). Ustalone relacje to:
1 tymf = 3 szóstaki = 6 trojaków = 38 groszy = 114 szelągów-boratynków.
August III, podobnie jak jego ojciec, poprzysiągł w pacta conventa powstrzymywanie się od działalności menniczej. Jednak po 1749 r. ostentacyjnie łamał złożone przyrzeczenia, bijąc za granicami Rzeczypospolitej monety, które z punktu widzenia prawa były raczej fałszerstwami niż monetami polskimi, obliczonymi na szkodę jednego kraju – Rzeczypospolitej. Całkowicie zgodne z prawem były natomiast intensywne działania w tym okresie mennic miejskich z Prus Królewskich: Gdańska (od 1753 r.), Torunia (od 1760 r.) i Elbląga (od 1760 r.).
Ocenia się, że August III wybił w Lipsku w latach 1749–1756 łącznie ok. 50 mln groszy miedzianych i ok. 100 mln szelągów. W 1752 r. produkcję Saksonii dla Rzeczypospolitej poszerzono o złote i srebrne monety koronne. Były to: grosze srebrne, półtoraki, trojaki, szóstaki, orty, tymfy, dwuzłotówki, półtalary, półaugustdory, dukaty, augustdory, dwudukaty oraz dwuaugustdory.

### System monetarny w latach 1760–1766
W wyniku działań wojennych, po 1756 r. produkcję monet przeniesiono z Lipska do Gdańska i Elbląga, a także pośrednio do Torunia. Tym razem były to działania w pełni legalne, bo przymusową przeprowadzkę wykorzystano do przeprowadzenia reformy monetarnej. Miał to być odwrót od obowiązującego od 1717 r. rachunku w monecie miedzianej, na rzecz powrotu do monety srebrnej. Tytuł prawny pochodził z kilku nowych ordynacji:
- 27 stycznia 1760 r. – tymfy,
- marzec 1760 r. – dwuzłotówki,
- 19 czerwca 1760 r. – trojaki,
- 10 listopada 1760 r. – szóstaki,
- 1760 r. oraz 1 marca 1761 r. – szelągi,
- 9 sierpnia 1762 r. – złotówki.

Głównym efektem było wyprodukowanie w gdańskiej mennicy złotówek i dwuzłotówek (oznaczonych jako guldeny).
Rok po śmierci króla przyjęto stopę menniczą konwencyjną z 1753 r.
Reformy Augusta III z lat 1760–1762 nie odegrały istotnej roli w systemie monetarnym Rzeczypospolitej, natomiast stały się podstawą dla reformy monetarnej z 1766 r. Stanisława Augusta Poniatowskiego.

### System monetarny w latach 1766–1787
Sejm konwokacyjny w 1764 r. zażądał od Stanisława Augusta Poniatowskiego ponownego uruchomienia produkcji pieniądza oraz objęcia tej dziedziny życia kontrolą królewską. Spełniając żądania posłów, król 10 stycznia 1765 r. powołał Komisję Menniczą, przed którą postawił zadania:
- zorganizowania mennicy,
- wprowadzenia do obiegu nowego, dobrego pieniądza, oraz
- wycofania z rynku monety „szelężnej”, fałszywej i obcej.

Ponieważ granice państwa pozostawały otwarte, zdecydowano się na wprowadzenie systemu możliwie najbardziej podobnego do krajów sąsiednich, tzn. w zakresie monety złotej korzystającego z wzorców holenderskich, a w przypadku srebrnej – niemieckich (określonych konwencją austro-bawarską z 1753 r.).
Nowy system monetarny został uregulowany według projektu, sygnowanego przez wojewodę inflanckiego Jana Borcha, w postaci dwóch uniwersałów:
- 10 lutego 1766 r. – nowe regulacje,
- 6 września 1766 r. – pozbawienie z dniem 31 sierpnia 1766 r. mocy obiegowej monet obcych, fałszywych oraz ustalenie listy kantorów skupujących te monety: Brody, Dubno, Dybowo (powiat toruński), Kamieniec Podolski, Kraków, Lwów, Poznań, Puławy, Warszawa i Zamość.

W przypadku monety złotej zdecydowano o biciu pojedynczych złotych dukatów, ściśle wg stopy holenderskiej, akceptowanej przez niemiecki układ konwencyjny. Umożliwiało to im kursowanie na równi z rozpowszechnionymi dukatami niderlandzkimi i niemieckimi, eliminując w ten sposób ich wywóz poza granice, ustalając jednocześnie korzystny kurs wymiany na dukaty węgierskie. Przyjęto próbę złota 986. Z jednej grzywny kolońskiej czystego złota (233,812 gramów) produkowano 6852/283 dukata, czyli 67 dukatów z jednej grzywny kolońskiej stopu. Wartość dukata została określona na 16¾ złp, w miejsce dotychczasowych 18 złp. Nowy kurs dukata wzbudził protesty, między innymi niektórych urzędów skarbowych – był uważany za zaniżony.
System monety srebrnej został zorganizowany w oparciu o talara i jego frakcje, z wkomponowaniem weń złotego:
1 talar = 8 złotych = 32 grosze srebrne = 240 groszy miedzianych.
Złoty nie dzielił się już na 30 groszy srebrnych, a jedynie na 4. Za to złotówka stała się równoważna 30 groszom miedzianym. Kilkusetletnia tradycyjna relacja 1 złoty = 30 groszy nie została zniesiona, natomiast nadano jej charakter bimetaliczny. Istnienie groszy srebrnych i miedzianych zaowocowało pojawieniem się w życiu codziennym nowych określeń – 2 grosze srebrne nazwano półzłotkiem, a 1 grosz srebrny ćwiećzłotkiem. Nazwa grosz była zarezerwowana dla miedziaka. System monety srebrnej, podobnie jak złotej, był dostosowany ściśle do wymagań konwencji z 1753 r. To jednak nie chroniło przed konkurencją ze strony monety pruskiej, której stopa mennicza nadal była gorsza.
W wyniku reformy pojawił się o wiele bogatszy niż dotychczas system monet miedzianych. Były to:
- trojaki,
- grosze miedziane,
- półgrosze, oraz
- szelągi.

Monety te bito z miedzi pochodzącej z wycofanych boratynków oraz monet sasko-polskich, jak również z kruszcu wydobywanego w Górach Świętokrzyskich – co zaznaczano napisem „Z MIEDZI KRAIOWEY”.
Do obiegu na rachunki powrócił denar, nie jako moneta, a jednostka obrachunkowa.
Reforma miała charakter radykalny, pociągając za sobą obok pozytywów, także negatywne zjawiska, takie jak:
- odmowa przyjmowania dukatów,
- masowy wywóz monety wycofanej za granicę,
- tendencje do nieuznawania nowej stopy menniczej – Toruń uczynił to dopiero z rocznym opóźnieniem.

Niekorzystna relacja przyjętej stopy menniczej wobec pruskiej spowodowała masową ucieczkę polskiej monety za granicę. Pułapką była wycena talara pruskiego na 6 złp. Srebrny parytet złotego polskiego w talarze polskim wynosił 2,925 grama, a w pruskim 2,783 grama. Różnica stanowiła zysk króla pruskiego z kupna talarów polskich za pruskie.
Przyczyną braku odpowiednio szybkiej reakcji na taki stan rzeczy była niechęć Stanisława Augusta Poniatowskiego do obniżenia stopy menniczej, między innymi z powodów prestiżowych – deficyt mennicy pokrywał z uporem z własnej kieszeni (łącznie 3 mln złp). W takim stanie rzeczy Prusacy posunęli się nawet do bicia w wielkiej ilości fałszywych monet polskich (złotówek, półzłotków i groszy srebrnych), o obniżonej znacznie zawartości kruszcu.
W latach 1766–1786 wybito monet:
- złotych na kwotę 1 777 761 złp,
- srebrnych na kwotę 43 798 830 złp, a
- miedzianych na kwotę 7 839 382 złp.

### System monetarny w latach 1787–1794
Pierwszą próbę zahamowania ucieczki srebrnej monety za granicę stanowił uniwersał z 1782 r., zakazujący zarówno wywozu polskich pieniędzy do Prus, jak i przyjmowania pruskich w Polsce. Akt ten okazał się jednak spóźniony – większa część istotnych monet opuściła już w tym czasie granice. W tej sytuacji ogłoszono konstytucję z 2 października 1786 r., przywracającą kurs dukata sprzed 20 lat, tj. 18 złp (2 talary 8 groszy srebrem za dukata, zamiast dotychczasowych 2 talarów i 3 groszy), oraz obniżającą zawartość srebra w talarze z 23,38 grama do 22,4 grama (dotąd bito z grzywny kolońskiej czystego srebra 80 złp, teraz 83½ złp).
W 1787 r. skasowano grosz srebrny, zamiast niego wprowadzono nowy gatunek bilonu – 10-groszówkę. We wszystkich monetach obniżono próbę pogarszając ją, aby nie stały się przedmiotem spekulacji.
W wyniku reformy 1787 r. mennica zaczęła przynosić w końcu zyski ze swojej produkcji.
Suma emisji za lata 1787–1794 wyniosła 36 386 276 złp, w tym:
- dukatów – 1 779 550 złp,
- monet srebrnych – 30 566 548 złp,
- monet miedzianych – 4 020 178 złp.

### System monetarny w latach 1794–1795
W okresie insurekcji kościuszkowskiej przeprowadzono, ostatnią, bardzo szeroką, niepozostawiającą niemal nic z systemu z 1766 r., reformę monetarną, wprowadzając jednocześnie nowy, rewolucyjny pieniądz – papierowy. Reforma została przeprowadzona wbrew woli Stanisława Augusta Poniatowskiego, po odebraniu królowi mennicy i przekazaniu jej pod zarząd Komisji Skarbowej.
Sytuacja gospodarcza Rzeczypospolitej w 1793 r. była katastrofalna, a sytuacja skarbu państwa – krytyczna. 19 kwietnia na czele powstania stanęła Rada Zastępcza Tymczasowa, która 21 kwietnia mianowała Komisję Skarbową. Już 24 kwietnia produkcję pieniądza wyłączono z przywilejów królewskich. Stanisław August nie zgodził się jednak na zmianę dotąd stosowanych stempli ze swoim portretem, żądając odszkodowania w wysokości 12 tys. dukatów. W późniejszym czasie król jednak wspomógł działania Komisji, przekazując jej 192 tys. złp w srebrach oraz 48 tys. złp w gotówce.
14 czerwca 1794 r. Rada Najwyższa Narodowa wprowadziła nową stopę menniczą, zrywając z systemem konwencyjnym, na rzecz całkowitego upodobnienia do systemu pruskiego. Zdecydowano, że z grzywny kolońskiej srebra będzie wybijane 84½ złotego, w talarach 6-złotowych (a nie jak dotychczas 8-złotowych), dwuzłotówkach i złotówkach. Całkowicie zrezygnowano z półtalarów i podwójnych groszy srebrnych, natomiast wrócono do szóstaków bitych w srebrze bardzo złej próby. Wprowadzono nowe monety złote, również o słabszej próbie (20 karatów):
- półstanislador (1½ dukata),
- stanislador (3 dukaty).

Zdecydowano o produkcji podwartościowego bilonu na wzór pruski:
- groszy,
- trojaków,
- dziesięciogroszówek.

Od rozpoczęcia pracy mennicy w Warszawie 13 czerwca 1794 r., do zdobycia Warszawy przez Rosjan 8 listopada 1794 r., zdołano wybić monet na kwotę 7,7 mln złp.
W czasie insurekcji wprowadzono pierwszy w dziejach Polski pieniądz papierowy. Miał on charakter substytutowy, czyli zastępujący monety, których z różnych powodów nie dało się wybić. Papiery kościuszkowskie występowały w dwóch rodzajach, jako:
- bilety skarbowe i
- bilety zdawkowe.

Bilety skarbowe były w istocie państwowymi asygnatami, zawierającymi obietnicę przyszłej wypłaty w pieniądzu kruszcowym, pozyskanym dzięki sprzedaży dóbr państwowych. Można je także uważać za formę przymusowej pożyczki.
Najwcześniejszą, pierwszą emisją insurekcji były bilety skarbowe (z datą 8 czerwca 1794 r.), które wprowadzono do obiegu 16 sierpnia 1794 r. Były to nominały: 5, 10, 25, 50, 100, 500 oraz 1000 złotych. Nakłady bardzo różniły się między sobą – od 59,4 tys. papieru 5-złotowego, do 500 sztuk 500-złotowego, czy 1000 sztuk 1000-złotowego. Wszystkie nominały charakteryzowały się drukiem jednostronnym, jak również miały te same wymiary. Wydrukowane papiery skarbowe zszywano po 500 sztuk, a następnie oprawiano w płótno. Wprowadzając je do obiegu, wycinano ręcznie z tak powstałego zeszytu – jest to przyczyna różnicy realnych wymiarów.
Bilety zdawkowe stanowiły inną substytutową formę pieniądza. Opiewały one na niskie nominały, wydawane zamiast drobnych monet. Wprowadzono je w celu zaoszczędzenia surowca (miedzi i srebra), używanego do produkcji drobniaków.
Bilety zdawkowe, stanowiące drugą emisję insurekcji, nosiły datę 13 sierpnia 1794 r. Drukowano je na grubym papierze, określanym czasem jako kartonik. Wydrukowano następujące nominały:
- 5 groszy miedzianych,
- 10 groszy miedzianych,
- 1 złoty.

Bilety zdawkowe drukowano dwustronnie na arkuszach 6 × 6 sztuk (5 i 10 groszy) oraz 4 × 6 sztuk (1 zł). Nierozcięte całkowicie, np. w postaci pasków kilku sztuk, również wchodziły do obiegu.
Bilety zdawkowe wprowadzano w różnych terminach:
- 10 października 1794 r. – 5 groszy (nakład 800 tys. sztuk) oraz 10 groszy (nakład 377 tys. sztuk),
- 1 listopada 1794 r. – 1 złoty (wg oficjalnych dokumentów nakład 11 920 sztuk – na początku XXI w. znanych jest jednak tylko kilkanaście egzemplarzy).

Ostatni bilet zdawkowy, będącym zarazem trzecią emisją insurekcji noszącą datę 4 września 1794 r., to papier na 4 złote.
Papiery insurekcji źle były przyjmowane przez ludność, z powodu nieufności do nowej formy pieniądza, jak i polityki fiskalnej władz powstańczych – podatki można było opłacać biletami skarbowymi jedynie do 50% wysokości, natomiast armia i Rada Najwyższa Narodowa mogły płacić biletami skarbowymi za wszystkie zobowiązania bez ograniczeń. Taki stan rzeczy spowodował znaczne obniżenie kursu rynkowego papierów insurekcji wobec monet. Kupcy odmawiali przyjmowania zapłaty za żywność w asygnatach – co irytowało władze insurekcji. Zasięg tego zjawiska miał raczej charakter lokalny, gdyż bilety skarbowe i zdawkowe były w obiegu na szerszą skalę jedynie w Warszawie.

Łączna emisja papierów została zrealizowana na kwotę 10,9 mln złp, w tym biletów skarbowych – 6,6 mln złp (planowano 60 mln złp), a biletów zdawkowych – 4,2 mln złp (planowano 14 mln złp). W chwili wycofania z obiegu, czyli 6 listopada 1794 r., w kasach skarbowych było łącznie 3,1 mln złp, co oznacza, że w rękach ludności pozostało blisko 7,8 mln złp – tych zobowiązań nikt już nigdy nie spłacił. 

### Monety w latach 1526–1795
Monety w latach 1526–1548
monety złote
- dukat czerwony złoty = 45–51 groszy (cena zmienna)

monety srebrne
- talar = ok. 30 groszy (cena zmienna)
- złoty = 30 groszy (wartość obrachunkowa)
- szóstak = 6 groszy
- trojak = 3 grosze
- grosz = 1/30 złotego
- szeląg = ⅓ grosza = 2 ternary = 6 denarów
- ternar = ½ szeląga = 3 denary
- denar = 1/6 szeląga = 1/18 grosza

Monety w latach 1576–1586
monety złote
- portugał = 10 dukatów
- dukat = 56–57 groszy

monety srebrne
- talar = 35–36 groszy
- szóstak = 6 groszy
- trojak = 3 grosze = 9 szelągów
- grosz = 3 szelągi = 18 denarów
- półgrosz = ½ grosza = 3 ternary = 9 denarów
- szeląg = ⅓ grosza = 2 ternary = 6 denarów
- ternar = 1/6 grosza = 3 denary
- denar = 1/18 grosza

Monety w latach 1587–1632
monety złote
- portugał = 10 dukatów
- dukat = 56–172 grosze

monety srebrne
- talar = 36–90 groszy
- półtalar = 18–45 groszy
- ort = 10–18 groszy
- szóstak = 6 groszy
- trojak = 3 grosze = 9 szelągów
- grosz = 3 szelągi = 18 denarów
- półgrosz (bity jedynie w 1620 r.)[83][84] – niekiedy klasyfikowany jako szeląg, jednak różni się napisem na monecie (MONETA zamiast SOLIDVS)[84]
- szeląg = ⅓ grosza = 2 ternary = 6 denarów
- ternar = 1/6 grosza = 3 denary
- denar = 1/18 grosza

Monety w latach 1649–1663
monety złote
- dukat = 180–195 groszy

monety srebrne
- talar = 90–105 groszy
- półtalar = 45–52½ grosza
- ort = 18 groszy = 3 szóstaki = 6 trojaków = 12 półtoraków = 54 szelągi
- szóstak = 6 groszy = 2 trojaki = 4 półtoraki = 18 szelągów
- trojak = 3 grosze = 2 półtoraki = 9 szelągów
- półtorak = 1½ grosza
- grosz = 3 szelągi

moneta miedziana
- szeląg = ⅓ grosza (do 1658 roku ze srebra próby ok. 125, po 1658 roku z czystej miedzi)

Monety w latach 1663–1698
monety złote
- portugał = 10 dukatów
- dukat = 6 złotych – 7 złotych 15 groszy, albo 10–19 złotych w szelągach tzw. boratynkach

monety srebrne
- talar = 3 złote 15 groszy – 3 złote 18 groszy albo 6–12 złotych w szelągach tzw. boratynkach
- półtalar = 1 złoty 22½ grosza – 2 złotych 3 groszy albo 3–6 złotych w szelągach tzw. boratynkach
- złoty (tymf) = 30 groszy (kurs urzędowy), 12–18 groszy (kurs rynkowy w latach 1663–1683)
- ort = 18 groszy (kurs urzędowy), 18–24 groszy (kurs rynkowy w latach 1663–1683)
- szóstak = 6 groszy (kurs urzędowy), 6–8 groszy (kurs rynkowy w latach 1663–1683)
- trojak = 3 grosze = 2 półtoraki = 9 szelągów (kurs urzędowy), 18–48 szelągów (kurs rynkowy w latach 1663–1683)
- dwugrosz = 2 grosze = 6 szelągów (kurs urzędowy), 12–32 szelągów (kurs rynkowy w latach 1663–1683)
- półtorak = 1½ grosza = 4½ szeląga (kurs urzędowy), 9–24 szelągów (kurs rynkowy w latach 1663–1683)
- grosz = 1/30 złotego, 3 szelągi (kurs urzędowy), 6–12 szelągów (kurs rynkowy w latach 1663–1683)

monety miedziane
- szeląg tzw. boratynka = ⅓ grosza (kurs urzędowy)

Monety w czasach saskich (1697–1763)
monety złote
- podwójny złoty augustdor = 10 talarów
- pojedynczy złoty augustdor = 5 talarów
- półaugustdor = 2½ talara
- dukat = 1080 groszy

monety srebrne
- talar – 2 półtalary = 4 dwuzłotówki = 240 groszy (kurs urzędowy), 580 groszy (kurs rynkowy)
- półtalar = 2 dwuzłotówki = 120 groszy (kurs urzędowy), 290 groszy (kurs rynkowy)
- dwuzłotówka = ¼ talara = 60 groszy (kurs urzędowy) = 180 szelągów
- tymf = 6 trojaków = 12 półtoraków = 38 groszy = 114 szelągów
- szóstak = 2 trojaki = 4 półtoraki = 12 groszy i 2 szelągi = 38 szelągów
- trojak = 2 półtoraki = 6 groszy = 18 szelągów
- półtorak = 3 grosze = 9 szelągów

monety miedziane
- grosz = 3 szelągi
- szeląg

Monety w czasach stanisławowskich (1764–1795)
monety złote
- stanislasdor = 3 dukaty = 9 talarów = 54 złote; od 1794 roku
- półstanislasdor = 1½ dukata = 4½ talara = 27 złotych
- dukat[85] = 16¾ złp = 2 talary 22½ grosza miedzianego = 502½ grosza miedzianego = 16 złotych 22½ grosza miedzianego; 18 złp – od 1787 roku

monety srebrne
- talar = 8 złotych = 32 grosze srebrne = 240 groszy miedzianych; 6 złotych od 1794 roku
- ½ talara = 4 złote = 16 groszy srebrnych = 120 groszy miedzianych
- 2 złote = 8 groszy srebrnych = 60 groszy miedzianych
- 1 złoty = 4 grosze srebrne = 30 groszy miedzianych
- ½ złotego = 2 grosze srebrne = 15 groszy miedzianych
- grosz srebrny = 7½ grosza miedzianego
- 10 groszy miedzianych = ⅓ złotego; bite w latach 1787–1795
- 6 groszy miedzianych = 1/5 złotego; bite w latach 1794–1795

monety miedziane
- trojak = 3 grosze miedziane = 9 szelągów
- grosz = 3 szelągi
- półgrosz = 1½ szeląga
- szeląg = 1/90 złotówki

## Systemy monetarne w okresie rozbiorów (1772–1918)
Koniec I Rzeczypospolitej, a także cezura 1800 r., nie wyznaczają szczególnego momentu w systemach pieniądza, który na początku XIX w. obiegał nadal wg standardów ukształtowanych w drugiej połowie XVIII stulecia. Zasadnicze zmiany dokonały się po ustanowieniu nowego ładu w Europie w wyniku kongresu wiedeńskiego. Kolejne istotne modyfikacje pociągnął za sobą proces konsolidacji systemów monetarnych, który w różnych krajach wystąpił w I połowie XIX w. Druga połowa XIX w. to okres zawierania różnego rodzaju międzynarodowych unii monetarnych, oraz przejście z waluty srebrnej na złotą.

### Systemy monetarne epoki napoleońskiej (1807–1815)

#### System monetarny Księstwa Warszawskiego (1810–1815)[87]
Księstwo Warszawskie istniało tylko kilka lat, a jego finanse znajdowały się w opłakanym stanie. Mimo tego, w 1810 r. wprowadzono system monetarny oparty na rodzimych doświadczeniach, który w przypadku zwycięstwa Napoleona mógłby się stać punktem wyjścia do odbudowy systemu monetarnego całej Rzeczypospolitej.
Od utworzenia Księstwa Warszawskiego w wyniku pokoju zawartego w Tylży, do 1810 r., w obiegu był różne waluty, z przewagą pieniądza pruskiego.
Wprowadzony w 1810 r. system monetarny nawiązywał do reformy kościuszkowskiej z 1794 r. Ustanawiał stopę menniczą dostosowaną do stopy pruskiej, a nawet odrobinę od niej wyższą. Zawartość srebra w talarze była o 0,2 grama niższa niż w jego pruskim odpowiedniku. Pomimo odniesień do reformy z 1794 r. nomenklaturę ustanowiono jednak na wzór saski, ze względu na unię personalną Księstwa z Saksonią. Wybijano złote dukaty typu holenderskiego, metrologicznie zgodne z przedrozbiorowymi, warte 3 talary, albo 18 złotych polskich, srebrne: dwuzłotówki, złotówki, bilonowe: 10- i 5-groszówki, oraz miedziane: 1- i 3-groszówki. 5- i 10-groszówki, jako wybite ze stopu z dominującą zawartością miedzi, były podwartościowe, przeciwnie niż złotówki, dwuzłotówki i talary, które traktowano jako „dobre srebro”. W skrócie, system monetarny Księstwa Warszawskiego przedstawiał się następująco:
- 1 dukat = 18 złotych polskich,
- 1 talar = 6 złotych polskich,
- 1 złoty polski = 30 groszy.

Równolegle w Księstwie obiegały pieniądze saskie, o tych samych nazwach, ale różniące się kursem, wyższym przeciętnie o 6%. Talar saski typu Speciestaler, będący odpowiednikiem dawnego 8-złotowego talara Rzeczypospolitej, stanowił równowartość 4/3 talara Księstwa.
Monety stemplami Księstwa Warszawskiego bito z datą 1814 przez cały rok 1815, a więc również już po wejściu w życie postanowień kongresu wiedeńskiego.

W połowie 1811 r. wprowadzono do obiegu bilety kasowe Księstwa Warszawskiego o nominałach: 1, 2, 5 talarów, drukowane w Dreźnie, wyemitowane przez państwowy bank emisyjny – Kasy Wymiany Księstwa Warszawskiego. I tym razem, podobnie jak w czasie insurekcji kościuszkowskiej, bilety te miały charakter substytutu, mającego pomóc w opanowaniu ogromnego deficytu Księstwa i jednocześnie eliminacji z obiegu austriackich bankocetli. Bilety skarbowe były zabezpieczone jedynie na przewidywanych dochodach celnych Księstwa. Przy ich wymianie potrącano 4 grosze od każdego talara. Podatki można było nimi regulować tylko do połowy należności. Nie było też obowiązku ich przyjmowania. Po klęsce 1812 r. większość biletów wymieniono na monety, a około 20 tys. talarów straciło ważność. 
Monety Księstwa Warszawskiego z lat 1810–1814
moneta złota
- dukat = 18 złotych polskich

monety srebrne
- talar = 6 złotych polskich
- ⅓ talara = 2 złote polskie
- 1/6 talara = 1 złoty polski = 30 groszy polskich

monety bilonowe
- 10 groszy = ⅓ złotego polskiego
- 5 groszy = 1/6 złotego polskiego

monety miedziane
- 3 grosze = 1/10 złotego polskiego
- 1 grosz = 1/30 złotego polskiego

#### Monety w oblężeniu Zamościa (1813)[87]
Do mennictwa Księstwa Warszawskiego należy również zaliczyć monety wybite w 1813 r. podczas trwającej osiem miesięcy obrony Zamościa. Dowódca czterotysięcznej załogi gen. Maurycy Hauke polecił wybić srebrne dwuzłotówki i miedziane sześciogroszówki. Monety były w obiegu tylko jeden dzień.
moneta srebrna
- 2 złote

moneta miedziana
- 6 groszy = 1/5 złotego

#### System monetarny Wolnego Miasta Gdańska (1808–1812)[92]
W Gdańsku, od II rozbioru Polski, tj. od 1793 r., aż do 1821 r., w obiegu krążyły monety bite w okresie I Rzeczypospolitej (od 1753 r.). Emisja z lat 1808–1812 uzupełniała drobne monety obiegowe. Gulden gdański był jedynie jednostką obrachunkową. Monety Wolnego Miasta Gdańska 1808–1812 były silnie kredytowe. Wywodziły się z tradycji groszy srebrem, ale w wojennych warunkach zostały wybite w miedzi. W skrócie, system monetarny określony był przez relacje:
1 gulden = 30 groszy, 1 grosz = 3 szelągi.
Monety Wolnego Miasta Gdańska z lat 1808–1812
monety miedziane
- 1 grosz = 1/30 guldena gdańskiego
- 1 szeląg = ⅓ grosza = 1/90 guldena gdańskiego

### System monetarny Królestwa Kongresowego w latach 1815–1841[95]
Wysoki poziom autonomii Królestwa Polskiego (Kongresowego), w okresie od kongresu wiedeńskiego, do powstania listopadowego, sprawił, że jego system monetarny, do wprowadzenia rubla z dniem 1 stycznia 1842 r., zachował jeszcze polski charakter, odbiegający od rozwiązań rosyjskich, zarówno pod względem odrębności waluty, stosowanej symboliki, jak i języka. 

#### System monetarny okresu autonomii (1816–1831)
Kongres wiedeński ustanowił na części ziem I Rzeczypospolitej następne państwo kadłubowe – Królestwo Polskie, zwane też Kongresowym – podporządkowane Imperium Rosyjskiemu. Ukaz Aleksandra I z 1 grudnia 1815 r. wprowadził system monetarny Królestwa, w którym 1 złoty był równy 30 groszom. Pod względem metrologicznym, zwłaszcza w przypadku kurantu (monet „grubych”), system upodobniony był do rozwiązań rosyjskich, podczas gdy bilon nawiązywał raczej do tradycji Księstwa Warszawskiego. Waluta Królestwa została bezpośrednio związana z rosyjską poprzez stały przelicznik:
1 złoty polski = 15 kopiejek.
Wprowadzono monety złote o ustawowych nazwach: podwójny złoty królewski (50 złotych polskich), oraz pojedynczy złoty królewski (25 złotych polskich), srebrne: pięciozłotówki, dwuzłotówki i złotówki, bilonowe: 10- i 5-groszówki, oraz miedziane: 3- i 1-groszówki. Pomimo identycznych znaczeń, złoty polski w monetach złotych nie stanowił dokładnej równowartości złotego polskiego w monetach srebrnych. W rzeczywistości były to dwie odrębne waluty złotowe:
- złota i
- srebrna.

W 1818 r. system uzupełniony został o srebrną 10-złotówkę.
Twórcy systemu monetarnego odeszli od uznawanej, już wtedy dość powszechnie, rezygnacji z „zysku menniczego”, na rzecz dążenia do samowystarczalności mennicy. Była jednak zasadnicza zmiana – zrezygnowano z dotychczasowej dwuwalutowości odziedziczonej po systemie I Rzeczypospolitej (paralelne dukat i złoty), wprowadzając zamiast niej bimetalizm, w którym monety złote i srebrne były ze sobą powiązane poprzez stałą relację, czyli ratio, wynoszące w tym przypadku 1:15.
Działalność mennicza Królestwa Kongresowego okresu autonomii miała trzy wyraźne okresy:
- natychmiastowej intensyfikacji produkcji (1816–1820),
- wyraźnego spowolnienia (1820–1822), oraz
- jeszcze głębszego spadku (1823–1830).

Szata plastyczna monet zmieniana była dwukrotnie:
- w 1818 r. dopuszczono pamiętane z czasów stanisławowskich adnotacje: „Z SREBRA KRAIOWEGO” oraz „Z MIEDZI KRAIOWEY”,
- w 1826 r. w związku ze zmianą panującego, nakazano pozostawienie portretu Aleksandra I jako „Wskrzesiciela Królestwa Polskiego”, choć zamieszczono imię Mikołaja I na rewersie, a z monet jedno- i dwuzłotowych usunięto wizerunek Orła Białego.

Monety Królestwa Kongresowego okresu autonomii były bite przez mennicę w Warszawie i wprowadzane do obiegu od 1816 r., do:
- 1832 r. (bilonowe),
- 1833 r. (złote),
- dnia reskryptu carskiego z 1 maja 1834 r. (srebrne)[93], oraz
- 1835 r. (miedziane).

Formalnie monety złote i srebrne zostały wycofane z obrotu kasowego 1 maja 1847 r., jednak w rzeczywistości używano ich znacznie dłużej, równolegle z monetami polsko-rosyjskimi, rosyjsko-polskimi i rosyjskimi. Monety miedziane wycofano w lutym 1851 r., a monety bilonowe – 1 stycznia 1891 r.
Nieudane doświadczenia po emisjach z 1794 r. i 1811 r. spowodowały kilkuletnią rezygnację z papierowego pieniądza. W 1821 r. Centralna Komisja Likwidacyjna, zajmująca się zadłużeniem pozostałym po Księstwie Warszawskim, powróciła do tematu. W 1823 r. dokonano emisji biletów kasowych, upośledzonych tym razem potrąceniem 2% wartości przy wymianie na srebro, zabezpieczonych na dochodach skarbowych Królestwa. Ostatecznie jednak nie zdecydowano się na wprowadzenie tej emisji do obiegu, a już wydrukowane noty, datowane na 1824 r., złożono w skarbcu w Petersburgu.

Do emisji papierowego pieniądza powrócono po powołaniu do życia 6 maja 1828 r. Banku Polskiego. Miał o status centralnego banku emisyjnego Królestwa Polskiego, dysponującego prawem emisji banknotów do wysokości posiadanych kruszców i obligacji. Nowa instytucja wypuściła na rynek emisję z 1824 r., jednak już jako pełne banknoty, bez ograniczeń przy wymianie, zabezpieczone na zasobach srebra i złota posiadanych w skarbcu. Wprowadzono do obiegu nominały: 5, 10, 50 i 100 złotych polskich. Na cztery dni przed wybuchem powstania listopadowego, tj. 26 października 1830 r., wprowadzono do obiegu drugą emisję banknotu 50 złotych polskich, zmieniając jednocześnie jego szatę graficzną i zamieszczając informację o Banku Polskim jako emitencie. Wszystkie banknoty nie miały statusu „prawnego środka płatniczego”. Choć poprzez nominały nadano im kurs kasowy, to stosowanie ich nie miało charakteru przymusowego. Mimo to na rynku zdobyły zaufanie, jako rezultat stałej wymienialności w kasach banku. 
Monety Królestwa Kongresowego okresu autonomii z lat 1816–1835
monety złote
- 50 złotych polskich tzw. złoty podwójny (bita z datą 1817–1829)
- 25 złotych polskich tzw. złoty pojedynczy (bita z datą 1817–1833)

monety srebrne
- 10 złotych polskich (bita w latach 1820–1827)
- 5 złotych polskich (bita do 1834 r.)
- 2 złote polskie
- 1 złoty polski = 30 groszy polskich (bita w latach 1818–1834)

monety bilonowe
- 10 groszy polskich = ⅓ złotego polskiego
- 5 groszy polskich = 1/6 złotego polskiego (bita do 1832 r.)

monety miedziane
- 3 grosze polskie = 1/10 złotego polskiego (bita w latach 1817–1835)
- 1 grosz polski = 1/30 złotego polskiego (bita do 1835 r.)

#### Pieniądze Królestwa Polskiego okresu powstania listopadowego (1831)
W 1831 roku w czasie powstania listopadowego monety były bite zarówno nowymi stemplami, jak i wzorami obowiązującymi w Królestwie Kongresowym przed powstaniem listopadowym. Nowymi stemplami Królestwa Polskiego (1831) bito: złotego dukata typu holenderskiego, srebrne 2 i 5 złotych polskich, bilonowe 10 groszy polskich, oraz miedziane 3 grosze polskie.
Monety srebrne, bilonowe i miedziane bite stemplami opracowanymi w czasie powstania listopadowego zostały wycofane z obiegu w pierwszej połowie 1838 r.
Nowym pomysłem było wprowadzenie banknotu 1 złp, stanowiącego doraźny sposób rozwiązania problemu braku kruszców oraz niepraktyczności w okresie powstania nominałów banknotów już obiegających: 5, 10, 50 i 100 złp. Emisja datowana na lipiec 1830 r. pojawiła się w obiegu w liczbie 735 tys. sztuk. Mając na uwadze niezwiększanie inflacji, nowe nominały można było otrzymać tylko w zamian za ściągane z rynku papiery o nominale 50 złp.
Pustki w kasach banku pociągnęły za sobą kłopoty z zamianą papierowej złotówki na monety, co w rezultacie doprowadziło do redukcji kursu rynkowego o 10%, czyli do 27 groszy za 1 złp. Upadek powstania uniemożliwił emisję banknotu o nominale 2 złp. Drugim banknotem powstańczym było wydrukowane wedle wzoru z 1824 r. 5 złp (numery serii pomiędzy 1800001 a 2074045).
Rewolucyjną papierową złotówkę wycofano 1 grudnia 1832 r.
Monety okresu powstania listopadowego (1831)
moneta złota
- dukat = 20 złotych polskich[101]

monety srebrne
- 5 złotych polskich
- 2 złote polskie

moneta bilonowa
- 10 groszy polskich = ⅓ złotego polskiego

moneta miedziana
- 3 grosze polskie = 1/10 złotego polskiego

#### Pieniądze po powstaniu listopadowym (1832–1841)
W latach 1832–1834 wprowadzono do obiegu nowe monety srebrne i złote, korzystając z obowiązującej już wcześniej relacji:
1 złoty = 30 groszy = 15 kopiejek,
przy biciu których oparto się na funcie rosyjskim, zamiast używanej dotychczas grzywnie kolońskiej. Były to dwunominałowe monety: w srebrze 1, 2, 5, 10 złotych z rosyjskimi nominałami: 15 kopiejek, 30 kopiejek, ¾ rubla 1½ rubla, odpowiednio, oraz w złocie 3 ruble – 20 złotych. Monety na awersie miały orła rosyjskiego, napisy wyłącznie w języku rosyjskim – poza polskim nominałem. Monety wprowadzono do obiegu ukazami carskimi: z 15 października 1832 r., 27 stycznia 1833 r. i 1 maja 1834 r. Bito je w mennicach w Petersburgu i Warszawie. Od ukazu carskiego z 1 maja 1834 r. złote i srebrne monety dwunominałowe były dopuszczone do obiegu również poza terenem Królestwa Kongresowego, a więc na ziemiach zabranych, jak i na całym obszarze Imperium Rosyjskiego.
W 1835 r. prowadzono nowe wzory monet bilonowych: 5- i 10-groszowych, oraz miedzianych: 1- i 3-groszowych. Na awersie pojawił się orzeł rosyjski, natomiast nominał był wyłącznie w języku polskim, już bez przymiotnika „polski”, „polskich” lub „polskie”.
Niekiedy w numizmatyce polskiej wszystkie te nowo wprowadzone walory określane są jako monety polsko-rosyjskie.
Monety miedziane zostały wycofane w lutym 1851 r., a monety bilonowe – 1 stycznia 1891 r.

Obieg banknotów Banku Polskiego znacząco wzrósł po 1835 r. Z racji pełnej wymienialności, ten rodzaj pieniądza został zaakceptowany przez rynek. Banknoty okazały się również przydatne w przypadku dużych transakcji. Myślano także o banknocie 1000 złp, jednak do jego emisji nie doszło. Cały czas drukowano banknoty wg przedpowstaniowego wzoru z 1830 r., unikając w ten sposób rusyfikacji nominałów i symboli. 
Monety z lat 1832–1841
moneta złota
- 3 ruble – 20 złotych (bita od 1834)

monety srebrne
- 1½ rubla – 10 złotych (bita od 1833)
- ¾ rubla – 5 złotych (bita od 1833)
- 30 kopiejek – 2 złote (bita od 1834)
- 15 kopiejek – 1 złoty

monety bilonowe
- 10 groszy = ⅓ złotego (bita od 1835)
- 5 groszy = 1/6 złotego (bita od 1836)

monety miedziane
- 3 grosze = 1/10 złotego (bita od 1835)
- 1 grosz = 1/30 złotego (bita od 1835)

### Pieniądze Królestwa Kongresowego w latach 1842–1866[105]
Po wprowadzeniu na terenie Królestwa Kongresowego z dniem 1 stycznia 1842 r. rubla jako jednostki monetarnej, w latach 1842–1850, w mennicy w Warszawie bito, równolegle z monetami rosyjskimi (zwanymi czasami rosyjsko-warszawskimi), dwie monety dwunominałowe: 20 kopiejek – 40 groszy oraz 25 kopiejek – 50 groszy. Monety te dopuszczono do obiegu zarówno na terenie Królestwa Kongresowego, jak i na ziemiach zabranych oraz na całym obszarze Imperium Rosyjskiego. Niekiedy w numizmatyce polskiej określane są jako monety rosyjsko-polskie.
Po 1 stycznia 1842 r. Bank Polski został zmuszony do przejścia na walutę rublową. Drukował banknoty o nominałach: 1, 3, 10, 25 rubli. Jego działalność przybrała jeszcze większą skalę, po zwiększeniu limitów emisji w 1841 i 1846 r. Nowe banknoty opiewały wyłącznie na ruble srebrem, bez przeliczników złotowych, jednak pozostawały dwujęzyczne, a orzeł carski zachował na piersi tarczę z Białym Orłem.

Ostatnia emisja Banku Polskiego ukazała się w 1866 r. Banknoty te stanowiły w okresie zaborów, w jakiejś mierze, ostatni pieniądz polski. 1 stycznia 1891 r. straciły moc obiegową wszystkie kursujące jeszcze papiery Banku Polskiego, którego pozbawiono prawa do emisji banknotów już w 1870 r., a zlikwidowano w 1885 r. 
Monety z lat 1842–1850
monety srebrne
- 25 kopiejek – 50 groszy = ¼ rubla (równowartość 1⅔ złotego, bita w latach 1842–1850)
- 20 kopiejek – 40 groszy = 1/5 rubla (równowartość 1⅓ złotego, bita w latach 1842–1850)
- 10 kopiejek – 20 groszy = 1/10 rubla (nie wprowadzona do obiegu, bita w 1842, równowartość ⅔ złotego)
- 5 kopiejek – 10 groszy = 1/20 rubla (nie wprowadzona do obiegu, bita w 1842, równowartość ⅓ złotego)

### Monety Wolnego Miasta Krakowa (1835)[109]
Na terenie Wolnego Miasta Krakowa od 6 grudnia 1817 r. obowiązywał system monetarny Królestwa Kongresowego. W 1835 roku wg stopy wzorowanej na obowiązującej w Królestwie Kongresowym wybito i wprowadzono do obiegu własne monety, które wycofano dopiero w 1858 roku. W 1846 roku wcielono Rzeczpospolitą Krakowską do zaboru austriackiego. Pierwszego stycznia 1848 r. wycofano z obiegu monety Królestwa Kongresowego, pozostawiając jednak złotówkę krakowską z 1835 r. i ustalając sztywny kurs – 4 złote i 6 groszy za jednego złotego reńskiego.
Poszczególne nominały były powiązane ze sobą relacją: 1 złoty = 30 groszy.
moneta srebrna
- 1 złoty = 30 groszy

monety bilonowe
- 10 groszy = ⅓ złotego
- 5 groszy = 1/6 złotego

Wymieniane niekiedy w różnych opracowaniach monety 3 grosze oraz 2 złote nie były próbnymi biciami, a jedynie wyrobami kolekcjonerskimi z drugiej połowy XIX w. 

### System monetarny w zaborze rosyjskim (1772–1917)[113]
W zaborze rosyjskim przez cały okres rozbiorów obowiązywał jeden system monetarny – rublowy, ukształtowany przez reformę Piotra I w latach 1701–1704, w którym:
1 rubel = 100 kopiejek.

#### System monetarny w latach 1772–1897
Nominalnie podstawą systemu był rubel srebrem, dzielący się na 100 kopiejek – decymalizacja rosyjskiego systemu monetarnego nastąpiła na 80 lat przed francuską. Rubel był monetą wzorowaną na talarze, od 1764 r. zawierającą 18 gramów czystego srebra próby 868. Frakcje rubla również wybijano w srebrze: 10 kopiejek (tzw. griwiennik), 20 kopiejek, półpołtinnik (¼ rubla), połtina (½ rubla). Wielokrotności rubla były wybijane w złocie. Złote 10 rubli nazywano imperiałem, a złote 5 rubli półimperiałem. Nazwy te zmieniono dopiero w 1897 r. Bito również złote naśladownictwo dukata holenderskiego, przeznaczonego do handlu zagranicznego, z biegiem czasu dopuszczonego także do obrotu wewnętrznego. W miedzi bito tylko drobne nominały.
W 1769 r. wprowadzono pieniądze papierowe, przede wszystkim w celu finansowania wojny z Turcją. Pieniądze te miały formę asygnat zabezpieczonych na odpowiedniej ilości monet miedzianych, zdeponowanych w bankach asygnacyjnych w Petersburgu i Moskwie. Skutkiem nadmiernej emisji asygnat był brak ich wymienialności na monety, a co za tym idzie ich inflacja – spadek wartości w stosunku do monet. W 1796 r. za rubla asygnacyjnego płacono 68 kopiejek srebrem, w 1812 – już tylko 33. W okresie późniejszym ustalono stały przelicznik:
3,60 rubla asygnacyjnego za 1 rubla srebrem.
Z inflacją asygnat związana była również inflacja monety miedzianej, bitej także w nadmiarze w okresie wojen napoleońskich. W rezultacie monety miedziane zostały zdegradowane do roli bilonu pieniądza papierowego.
Z czasem zostało zmienione również ratio srebra i złota, co zburzyło powiązanie monet obu kruszców.
Na marginesie kłopotów z systemem monetarnym zaistniało wyjątkowe zjawisko, czyli pojawienie się w Rosji w latach 1828–1845 monet z platyny, należących do systemu monety złotej. Nazywano je dukatami „sierinkowymi” (pol. szarawymi), które wybijano na krążkach o średnicach: 25 kopiejek, połtiny oraz rubla, mających wartość: 3, 6 (podwójny dukat) i 12 rubli (poczwórny dukat), odpowiednio.
W rzeczywistości na początku XIX w. krążyły w obrocie, pod jedną nazwą (rubla), trzy równoległe waluty:
- srebrna (podstawowa),
- złota,
- asygnacyjno-miedziana.

Uporządkowanie rynku pieniężnego zostało dokonane w latach 1839–1841 przez reformę ministra finansów Jerzego hr. Kankrina. Niewygodną wielowalutowość zastąpiono srebrnym monometalizmem.
Ukaz z 1839 r. ustanawiał rubla srebrem prawnym środkiem płatniczym. Rubla asygnacyjnego zlikwidowano, ustalając kurs: 1 rubel srebrem = 3,50 rubla asygnacyjnego. Wyznaczono stałe ratio monet złotych: 15,45:1 – kurs rubli w złocie był tym samym o 3% wyższy od nominalnego. W 1840 r. dokonano zmiany stopy menniczej monet miedzianych. Tradycyjne nazwy przeszły na inne nominały – np. griwiennikiem nazywano teraz 3 kopiejki, a nie 10 kopiejek. Nowe miedziane monety zostały powiązane ze srebrnym rublem, poprzez umieszczenie na nich dodatkowego napisu „sieriebrom”, co miało miejsce do 1849 r. Rozpoczęto zastępowanie asygnat nowymi rodzajami papierów. Istotne znaczenie miały wprowadzone w 1843 r. wymienialne na srebro bilety kredytowe, mające pokrycie w zasobach kruszców – była to forma pieniądza papierowego bliska banknotom.
Na przełomie lat 50. i 60. XIX w., w okresie wojen krymskich, ponownie pojawił się kryzys monetarny. Powtórzono scenariusz znany z czasów asygnat. Wydatki wojenne pokrywano nadmierną emisją biletów kredytowych, co w konsekwencji doprowadziło do zawieszenia ich wymienialności, a w dalszej perspektywie zniknięcia srebra z rynku, gromadzonego w celach tezauryzacji. Dla ratowania sytuacji podejmowano rozmaite działania:
- obniżono próbę srebra monet: 5, 10, 15, 20 kopiejek z 868 do 750,
- ponownie obniżono próbę srebra monet: 5, 10, 15, 20 kopiejek z 750 do 500.

Obydwie zmiany stopy doprowadziły do tego, że monety stały się podwartościowymi, co zdegradowało je do roli bilonu papierowej waluty.
W 1860 roku wprowadzono monetę o polskich korzeniach – 15 kopiejek, w ślad za byłą polską-rosyjsko złotówką.
W 1869 r. wprowadzono złotą monetę 3 ruble, następczynię polsko-rosyjskiej dwudziestozłotówki. Moneta ta pojawiła się po protestach rządu Holandii przeciwko biciu w Rosji skopiowanego dukata holenderskiego.
Opanowanie kryzysu nastąpiło dopiero w ostatnim dwudziestopięcioleciu XIX w. W 1886 r. wprowadzono próbę 900 dla monet złotych i pełnowartościowych srebrnych (25 i 50 kopiejek oraz 1 rubel). Trzyrublówki zastąpiono wskrzeszonymi po 80 latach imperiałami o wartości 10 rubli. Poprzez zmiany w nominalnym ratio i próbie, doprowadzono do związania rubla ze złotym frankiem. Półimperiał stał się odpowiednikiem złotej 20-frankówki, a imperiał – 40-frankówki.
Na ziemiach zaboru rosyjskiego rublowy system monetarny był wprowadzany w różnych latach:
- na ziemiach zabranych – od 1772 r., wraz z przyłączaniem do Imperium Rosyjskiego,
- w obwodzie białostockim, przyłączonym do Rosji po pokoju w Tylży – od 1807 r.,
- w Królestwie Kongresowym – od 1 stycznia 1842 r[106].

Monety rosyjskie z lat 1772–1897
monety platynowe
- 12 rubli
- 6 rubli
- 3 ruble

monety złote
- 10 rubli (imperiał)
- 5 rubli (półimperiał)
- dukat (czerwoniec, bity datą do 1867[119])
- 3 ruble (bite w latach 1869–1885[120])
- 2 ruble
- 1 rubel
- ½ rubla

monety srebrne
- 1 rubel
- ½ rubla (połtinnik, połtina do 1885 r., 50 kopiejek od 1886 r.) = 50 kopiejek
- ¼ rubla (półpołtinnik, bity do 1810 r., potem 25 kopiejek) = 25 kopiejek
- 20 kopiejek
- 15 kopiejek (bity od 1859[121])
- 10 kopiejek (griwiennik do 1839)
- 5 kopiejek

monety miedziane
- 10 kopiejek
- 5 kopiejek
- 3 kopiejki (ałtina do 1839 r., griwiennik od 1839 r.)
- 2 kopiejki
- 1 kopiejka
- ½ kopiejki (dienga, dienieżka do 1867 r.[122])
- ¼ kopiejki (połuszka do 1867 r.[122])[123]

#### System monetarny w latach 1897–1917
W 1897 r. została przeprowadzona przez ministra finansów Siergieja Wittego zasadnicza reforma walutowa, opierająca nowy system na złocie, a nie na srebrze jak dotychczas. Podstawową reformy stał się złoty imperiał, który od tego momentu równał się 15 rublom i zarazem 40 frankom. Rubel papierowy otrzymał stały kurs 10/15 rubla złotego. W złocie wybito także monety: półimpeiał (7,5 rubla), 5 oraz 10 rubli.
Reforma Wittego zakończyła się pełnym powodzeniem i ustabilizowała rubla aż do wybuchu I wojny światowej.
Monety rosyjskie z lat 1897–1917
monety złote
- 15 rubli = 1 imperiał (nazwa zmieniona w 1897, emisja tylko w 1897 r[124].)
- 10 rubli = ⅔ imperiała (nazwa zmieniona w 1897 r.)
- 7 rubli 50 kopiejek = ½ imperiała (nazwa zmieniona w 1897, emisja tylko w 1897 r[125].)
- 5 rubli = ⅓ imperiała (nazwa zmieniona w 1897 r.), tzw. świnka

monety srebrne
- 1 rubel = 100 kopiejek (srebro próby 900)
- 50 kopiejek = ½ rubla (srebro próby 900)
- 25 kopiejek = ¼ rubla (srebro próby 900)
- 20 kopiejek = 1/5 rubla (srebro próby 500)
- 15 kopiejek = 15/100 rubla (srebro próby 500)
- 10 kopiejek = 1/10 rubla (srebro próby 500)
- 5 kopiejek = 1/20 rubla (srebro próby 500)

monety miedziane
- 5 kopiejek = 1/20 rubla (od 1911 r[117].)
- 3 kopiejki = 3/100 rubla
- 2 kopiejki = 1/50 rubla
- 1 kopiejka = 1/100 rubla
- ½ kopiejki = 1/200 rubla
- ¼ kopiejki = 1/400 rubla

### Systemy monetarne w zaborze austriackim (1772–1918)
Pośród wszystkich państw zaborczych monarchia habsburska miała najmniej stabilny system monetarny. XIX w. wypełniały na przemian kryzysy, włącznie z bankructwami państwa, oraz próby wychodzenia z impasu.
Patrząc na mennictwo od 1740 r., czyli czasu wstąpienia na tron Marii Teresy, do przełomu XVIII i XIX w., generalnie można wydzielić dwie obszerne grupy monet:
- dla całego Świętego Cesarstwa Rzymskiego Narodu Niemieckiego, oraz
- dla całej habsburskiej Austrii, obejmującej między innymi Węgry i Galicję, które nie należały do I Rzeszy.

Trzecią, znacznie mniejszą grupą, były różnego rodzaju emisje lokalne, które dotyczyły również ziem odebranych I Rzeczypospolitej w wyniku I rozbioru.

#### Lokalne emisje monetarne (1774–1794)

##### Monety dla Galicji i Lodomerii (1774–1777)
W latach 1774–1777 Monarchia Habsburgów dokonała lokalnej emisji monet dla terenów odebranych I Rzeczypospolitej w trakcie I rozbioru Polski.
monety srebrne
- 30 krajcarów = ½ guldena (tzw. dwuzłotówka, bita w latach 1775–1777)
- 15 krajcarów = ¼ guldena (tzw. złotówka, bita w latach 1775–1777)

moneta miedziana
- 1 szeląg = ⅓ krajcara = 1/180 guldena (bita w 1774)

##### Monety dla Galicji i Lodomerii okresu insurekcji kościuszkowskiej (1794)
W trakcie insurekcji kościuszkowskiej Austriacy wybili na menniczą stopę polską z 1766 r., z przeznaczeniem dla swoich wojski stacjonujących w Galicji i Krakowie, dwie monety obiegowe oraz jedną próbną:
moneta srebrna
- 6 groszy polskich (nie wprowadzone do obiegu)

monety miedziane
- 3 grosze polskie
- 1 grosz polski

#### Systemy monetarne w latach 1772–1857[129][130][131][132]

##### System monetarny w latach 1772–1816
System monetarny przełomu XVIII i XIX w. opierał się na instrukcji menniczej z 1750 r. i zawartej trzy lata później unii austriacko-bawarskiej. Podstawą był talar konwencyjny (Speziesthaler), równy dwóm guldenom (florenom) po 60 krajcarów każdy, krajcar dzielił się na 4 fenigi, a fenig na 2 halerze. W praktyce funkcję głównej monety srebrnej pełnił gulden (półtalar), w Galicji zwanym ryńskiem – takie miano w języku polskim znalazło się na emisji bankocetli z 1806 r. Dwa talary składały się nominalnie na dukata, ale wskutek wahań ratio, jego kurs ulegał zmianie – w 1786 r. wynosił 4 guldeny i 20 krajcarów. W skrócie, system monetarny przedstawiał się następująco:
- 1 talar = 2 guldeny (floreny, złote ryńskie/reńskie),
- 1 gulden = 60 krajcarów,
- 1 krajcar = 4 fenigi,
- 1 fenig = 2 halerze.

W 1762 r. Bank Wiedeński (Wiener Stadt-Banco) wyemitował banknoty nazywane bankocetlami (banco-zettel) na: 5, 10, 25, 50, 100, 500 i 1000 ryńskich, początkowo bez ograniczeń wymieniane na monetę srebrną. Po 1785 r. obieg bankocetli rozszerzył się poza granice Austrii i Czech – objął także między innymi Galicję i Lodomerię.
Pod koniec XVIII w., w dużej mierze wskutek konfliktu z Napoleonem, system monetarny zaczął się chwiać. Objawem kryzysu był nadmierny druk bankocetli, które w 1797 r. utraciły wymienialność na kruszec. Ogłoszono wtedy dla nich kurs przymusowy. Powstały w ten sposób dwie waluty:
- konwencyjna – w monetach, skrót CM od Convention Münze,
- wiedeńska – w bankocetlach Banku Wiedeńskiego, skrót WW od Wiener Währung.

Sytuacja uległa jeszcze pogorszeniu, gdy po klęsce 1805 r. bankocetle wyparły z obiegu nie tylko srebro, ale i miedź.
Kryzys monetarny nie zniknął po zrzeczeniu się (6 sierpnia 1806 r.) przez Franciszka II godności cesarza Świętego Cesarstwa Rzymskiego Narodu Niemieckiego i króla niemieckiego – od tego momentu Monarchia Habsburgów pozostała jedynie Cesarstwem Austrii. Na początku 1811 r. za 100 guldenów CM płacono 833 guldeny WW. W tej sytuacji walutę wiedeńską w 1811 r. uznano za jedyną obowiązująca w kraju. Starano się przeprowadzić redukcję bankocetli poprzez ich wymianę na nowe papiery – rewersy wykupne (Einlösung-Scheine) o nominałach: 1, 2, 5, 10, 20 i 100 guldenów WW. Rewersy stały się jedynym nośnikiem waluty krajowej, ale w 1813 r. trzeba było uciec się do następnej emisji pieniądza papierowego, tym razem w formie biletów antycypacyjnych (Anticipations-Scheine), wyemitowanych w nominałach: 2, 5, 10 i 20 ryńskich. Bito również drobne, miedziane monety o nominałach: ¼, ½, 1, 3 krajcary.
W 1816 r. państwo zbankrutowało.
Monety Monarchii Habsburgów z lat 1772–1816
Monety dla Świętego Cesarstwa Rzymskiego narodu Niemieckiego (w znaczeniu aktualnym do 1806 r.) bito w srebrze i bilonie:
monety srebrne
- 1 talar (z datą 1780 bity przez dwa następne stulecia)
- ½ talara
- ¼ talara
- 1/12 talara
- 30 krajcarów
- 20 krajcarów
- 17 krajcarów (mariasz)
- 15 krajcarów
- 10 krajcarów
- 7 krajcarów
- 6 krajcarów
- 5 krajcarów
- 3 krajcary (grosz)
- 1 krajcar
- ½ krajcara (bania)

monety bilonowe
- 7 krajcarów
- 6 krajcarów
- 5 krajcarów
- 3 krajcary (grosz)
- 1 krajcar
- ½ krajcara (bania)
- ¼ krajcara (kwadrans)

Monety dla Austrii bito w srebrze, bilonie i miedzi:
monety srebrne
- 1 talar
- ½ talara
- ¼ talara

monety bilonowe
- 3 krajcary
- 1 krajcar
- ¼ krajcara

monety miedziane
- 6 krajcarów
- 3 krajcary
- 1 krajcar
- ½ krajcara
- ¼ krajcara
- 1 fenig
- 1 halerz

Monety złote nie podlegały dwupodziałowi. Od wstąpienia Marii Teresy na tron bito w różnych okresach:
monety złote
- 10 dukatów
- 5 dukatów
- 4 dukaty
- 3 dukaty
- 2 dukaty
- 1 dukat
- ¾ dukata
- ¼ dukata

##### System monetarny w latach 1816–1857
Uporządkowanie sytuacji na rynku monetarnym umożliwił dopiero upadek Napoleona. W 1816 r. ogłoszono patent cesarski przywracający srebrnego ryńskiego (CM) jako walutę Cesarstwa Austrii. Ryński dzielił się na 60 krajcarów po 8 halerzy każdy. Wprowadzono zasadę pełnowartościowości, z małym wyjątkiem dla miedziaków: ¼, ½ oraz 1 krajcar, nadając im kurs urzędowy w powiązaniu z monetami pełnowartościowymi: 3, 5, 10, 20 krajcarów, półtalarem oraz talarem. Przy kursie urzędowym z 1786 r. – 1 dukat = 4 guldeny i 20 krajcarów – kontynuowano bicie złotych monet 1 i 4 dukaty. Nie wyeliminowano jednak papierowej waluty wiedeńskiej, która została poddana kontroli Österreichische National Zettel Bank, w 1825 r. przemianowanego na Privilegierte Österreichische National-Bank. Instytucja ta zajmowała się zarówno ściąganiem z rynku dotychczas obiegających bankocetli (po kurcie 100 ryńskich CM = 250 ryńskich WW), jak i emisją własnych banknotów w walucie konwencyjnej, w pełni wymienialnych na srebro, o nominałach: 5, 10, 25, 50, 100, 500 i 1000 ryńskich CM. Powstały w ten sposób system przetrwał do rewolucji z 1848 r.
Wydarzenia z 1848 r. spowodowały odpływ kruszców. Moneta pełnowartościowa została znowu zastąpiona przez pieniądz papierowy w walucie CM oraz nowy, podwartościowy bilon: 2, 3, 6 krajcarów. W efekcie powstało rozwarstwienie wewnątrz waluty konwencyjnej na:
- srebrną i
- papierową,

nakładające się na ciągle istniejący podział na walutę konwencyjna i wiedeńską. W 1850 r., gdy funkcjonowały już trzy równoległe waluty, za 100 ryńskich w monecie CM płacono 114 ryńskich w banknotach CM, albo 315 ryńskich w bankocetlach WW. Sytuacja taka trwała do 1857 r.
Monety austriackie z lat 1816–1857
monety złote
- 4 dukaty
- 1 dukat

monety srebrne
- talar
- ½ talara
- ¼ talara
- 20 krajcarów
- 10 krajcarów
- 5 krajcarów
- 3 krajcary

monety miedziane
- 30 krajcarów
- 15 krajcarów
- 3 krajcary
- 1 krajcar
- ½ krajcara
- ¼ krajcara

#### System monetarny w latach 1857–1891[130][131][134]
Patent z 1857 r. proklamował jednolitą srebrną „walutę austriacką” – Österreichische Währung (ÖW) – w postaci florena dzielącego się 100 nowych krajcarów (centów). Chociaż oficjalnie wprowadzoną nazwą był floren, to w Galicji funkcjonowały również: gulden, jak i ryński. Floren stanowił równowartość 0,95 ryńskiego CM, albo 2,38 ryńskiego WW. Wybito monety pełnowartościowe: ¼, 1, 2, 3 floreny. Ostatnie z nich uzyskały oznaczenie w trzech nominałach, oprócz właściwego – także jako 2 talary pruskie, albo 3½ florena południowoniemieckiego. Charakter bilonowy (podwartościowy) miały: 5- i 10-krajcarówka, później także 6- i 20-krajcarówka. Z miedzi wybito: 5/10 krajcara (użycie ułamka dziesiętnego podkreślało decymalizację waluty), 1 krajcar, oraz w latach 1860–1864 – 4 krajcary. Realizując zobowiązania wiedeńskiej konwencji monetarnej, bito również srebrne talary i dwutalary, oraz złote półkorony i korony. Wycofano całkowicie banknoty waluty wiedeńskiej (WW).
W skrócie, system monetarny przedstawiał się następująco:
- 1 talar = 1½ florena,
- 1 floren = 100 krajcarów.

Już w 1859 r. klęska we Włoszech skłoniła rząd do kolejnych emisji papierów ponad miarę. Po kilku miesiącach straciły one wymienialność, a różnica kursowa pomiędzy monetami i papierami (disażio pieniądza papierowego) przekroczyła 41%.
Klęska Austrii w wojnie z Prusami w 1866 r. stała się momentem przełomowym dla florena. Wiedeńska unia monetarna została rozwiązana – zaprzestano więc bicia koron i talarów. W zamian zaplanowano akces do unii łacińskiej (strefy franka) – w 1870 r. wybito złote dwunominałowe monety cztero- i ośmioflorenowe, z drugimi nominałami 10 i 20 franków, odpowiednio. Monety te bardzo szybko, wskutek niewłaściwie oszacowanego ratio, stworzyły osobną jednostkę pieniężną, czyli trzecią walutę austriacką, obok srebrnej i papierowej.
Załamanie cen srebra w ostatnim dwudziestopięcioleciu XIX w. przyniosło dalsze komplikacje. W 1878 r. kurs srebrnego pieniądza znalazł się poniżej papierowego.
W 1880 r. Bank Austro-Węgierski wyemitował nowe banknoty o nominałach: 10, 100 i 1000 florenów – oznaczone jako floren po jednej stronie i forint po drugiej.
W 1889 r. 100 florenów w złocie było równowartością 118,58 florenów w papierach, albo 144,33 w srebrze.
Monety austriackie z lat 1857–1891
monety złote
- 4 dukaty
- 1 dukat
- 8 florenów = 20 franków (1870 r.)
- 4 floreny = 10 franków (1870 r.)
- korona unijna (Vereinskrone)
- ½ korony unijnej

monety srebrne
- 2 talary unijne = 3 floreny
- 2 floreny
- talar unijny (Vereinsthaler)
- 1 floren
- ¼ florena
- 20 krajcarów (1861–1871)
- 10 krajcarów
- 6 krajcarów (1859–1870)
- 5 krajcarów

monety miedziane
- 4 krajcary (1861–1864)
- 1 krajcar
- 5/10 krajcara

#### System monetarny w latach 1892–1918[134][130][131]
Porządek udało się dopiero zaprowadzić po przyjęciu złotej waluty (Goldkronenwährung). W 1892 r. ustawą wprowadzono koronę dzielącą się na 100 halerzy. Kurs wymienny ustalono na pół florena w papierze (de facto wyniósł 0,42). Do obiegu weszły pełnowartościowe monety złote: 10 i 20 koron, podwartościowa moneta srebrna o nominale jednej korony (metrologiczny odpowiednik franka), oraz zdawkowe: niklowe 10 i 20 halerzy i brązowe: 1 i 2 halerze. Wprowadzenie tylko siedmiu nominałów było spowodowane pozostawieniem w obiegu wielu dotychczasowych gatunków, które udało się wkomponować w nowy system. Ćwierćflorenówki zajęły miejsce 50 halerzy, floreny – dwóch koron, dwufloreny – czterech koron. Utrzymano też produkcję tzw. monet handlowych: dukatów, czteroflorenówek i ośmioflorenówek.
Przechodzenie na system koronowy trwało aż osiem lat. Zadeklarowanie pełnej mocy obowiązującej korony nastąpiło dopiero w 1900 r. W okresie przejściowym w bankach tezauryzowano złote monety, w celu budowy pokrycia nowej waluty, zabezpieczając w przyszłości pełną wymienialność banknotów. Z tego właśnie powodu pierwsza emisja papierów w koronach pojawiła się dopiero w 1900 r. Były to nominały: 10, 20, 50, 100 i 1000 koron. W 1901 r. Bank Austro-Węgierski rozpoczął wymianę papierów na złoto, otwierając w ten sposób drogę do złotej waluty w pełnym tego słowa znaczeniu. Właściwie dopiero w XX w. uzupełniono brakujące nominały monet: w 1900 r. srebrną 5-koronówką, w 1908 r. złotą 100-koronówką, a w 1912 r. srebrną 2-koronówką.
Najprawdopodobniej z powodu wybuchu I wojny światowej, nie pojawiły się monety o nominałach: 5, 25, 50 halerzy oraz 3 korony.
Monety austriackie z lat 1892–1918
monety złote
- 100 koron
- 20 koron
- 10 koron

monety srebrne
- 5 koron
- 2 korony
- 1 korona

monety niklowe
- 20 halerzy = 1/5 korony
- 10 halerzy = 1/10 korony

monety brązowe
- 2 halerze = 1/50 korony
- 1 halerz = 1/100 korony

### Systemy monetarne w zaborze pruskim (1772–1918)

#### Lokalne systemy monetarne (1772–1821)[92]
Na przełomie XVIII i XIX w. państwo pruskie nie posiadało jednolitego systemu pieniężnego. Dzieliło się na dwie prowincje monetarne:
- Brandenburgię z systemem opartym na menniczej stopie lipskiej z 1690 r., oraz
- Prusy właściwe, z wieloma rozwiązaniami wywodzącymi się z I Rzeczypospolitej, zmodyfikowanymi w 1750 r. w celu zbliżenia do unifikacji z resztą państwa – tzw. mennicza stopa Graumanna.

W granicach kraju znajdował się także Śląsk objęty pruską stopą menniczą od 1750 r., ale zachowujący pewną odrębność.
Wojny napoleońskie, podobnie jak w przypadku innych państw europejskich, doprowadziły do ruiny państwa. W 1809 r. aby ratować budżet, wyemitowano pierwsze bilety skarbowe o nominałach: 5, 50, 100 i 250 talarów. W 1811 r. pieniądz pruski rozpadł się na dwie waluty:
- pełnowartościową – 1 talar = 24 dobre grosze, oraz
- bilonową – 1 talar = 42 grosze mennicze.

Różnorodność została jeszcze pogłębiona w 1815 r., po zakończeniu kongresu wiedeńskiego i przyłączeniu Pomorza Szwedzkiego oraz innych terytoriów, w tym Wielkiego Księstwa Poznańskiego.

##### Monety dla Prus Wschodnich i Prus Zachodnich (1772–1811)[92]
Prusy Wschodnie jako jednostka administracyjna zostały utworzone w 1772 r. z Warmii odebranej Rzeczypospolitej w ramach I rozbioru oraz Prus Książęcych. Prusy Zachodnie jako jednostkę administracyjną utworzono w 1773 r. z większości pozostałych ziem I rozbioru pruskiego, czyli z Prus Królewskich, do 1793 r. bez miasta Gdańska. W obydwu prowincjach obowiązywały te same monety bite wg pruskiej stopy menniczej Graumanna z 1750 r., między innymi zachowującej stare, odrębne nominały, jak: tymf, szóstak, trojak i szeląg. W systemie tym 1 grosz był równy 3 szelągom.
monety bilonowe
- 18 groszy
- 6 groszy
- 3 grosze
- 2 grosze
- 1 grosz
- 1 szeląg

monety miedziane
- 1 grosz
- ½ grosza
- 1 szeląg

##### Monety dla Prus Południowych (1796–1798)[92]
Prusy Południowe były jednostką administracyjną utworzoną z ziem II i III rozbioru pruskiego. Obejmowały między innymi Wielkopolskę, część Mazowsza oraz ziemię białostocką.
Monety bite według menniczej stopy zbliżonej do polskiej z 1766 r. W systemie tym 1 grosz równał się 3 szelągom.
monety miedziane
- 3 grosze
- 1 grosz
- ½ grosza
- 1 szeląg

##### Moneta dla Gdańska (1801)[92]
W Gdańsku od II rozbioru Polski, czyli 1793 r., aż do 1821 r., w obiegu krążyły monety bite w okresie I Rzeczypospolitej (od 1753 r.). Emisja szeląga z 1801 uzupełniała drobne monety obiegowe.
Monetę bito wedle menniczej stopy: 180 sztuk z grzywny kolońskiej.
moneta miedziana
- 1 szeląg

##### Monety dla Wielkiego Księstwa Poznańskiego (1816–1817)
Wielkie Księstwo Poznańskie było jednostką administracyjną utworzoną z części ziem likwidowanego Księstwa Warszawskiego.
Monety były bite wg menniczej stopy Graumanna (2 grosze poznańskie = 1 grosz wschodnio-zachodniopruski), czyli na nieco inną stopę niż miedziane monety Rzeczypospolitej i Księstwa Warszawskiego.
monety miedziane
- 3 grosze = 1/60 talara
- 1 grosz = 1/180 talara

#### System monetarny w latach 1821–1871[140][141]
Sytuacja monetarna z przełomu XVIII i XIX w. oraz zdobycze terytorialne zatwierdzone przez kongres wiedeński stwarzały konieczność przeprowadzenia reformy monetarnej. Zasadnicze zmiany zadekretowano w 1821 r., a wdrożono dopiero w 1826 r.
Dekret z 30 września 1821 r. wprowadzał system bimetaliczny, oparty na dwóch monetach, których standardów nie zniszczyła epoka napoleońska:
- złotym frydrychdorze (pojawił się w XVIII w. jako wyrażony w złocie odpowiednik 5 talarów, potem wytworzył odrębną walutę, wypierając w Prusach dukata), oraz
- srebrnym talarze.

W ramach reformy w złocie wybito monety: ½ frydrychdora, 1 i 2 frydrychdory, a w srebrze: 1 talar oraz 1/6 talara. Zachowano jednak w obiegu monety wybite wg stopy z 1750 r.: ½, ⅓, ¼, 1/6 i 1/12 talara. Wycofano tylko 1/5 oraz 1/15 talara, służących wcześniej do handlu z Rzecząpospolitą, jako odpowiedniki tymfa i szóstaka – faktycznie jednak monety te kursowały do 1839 r. Talar równał się 30 groszom srebrnym. Wyemitowano monety o wartości: 1 oraz ½ grosza. Grosz dzielił się na 12 fenigów. Monety fenigowe bito w miedzi. Na wszystkich monetach miedzianych podany był sztywny kurs względem talara. W skrócie, nowy system monetarny przedstawiał się następująco:
- 1 frydrychdor = 5 talarów i 20 groszy srebrnych,
- 1 talar = 30 groszy srebrnych,
- 1 grosz srebrny = 12 fenigów.

W ramach reformy zajęto się biletami skarbowymi. W 1824 r. zastąpiono je przekazami kasowymi (Kassenanweisungen). Opiewały one na nominały: 1, 5, 10, 50 i 100 talarów. Zezwolono na emisję papierów instytucji prywatnych, które także trafiały do obiegu rynkowego.
Centralny bank emisyjny powołano dopiero w 1846 r. Wprowadził on banknoty o nominałach: 25, 50, 100 i 500 talarów.
W 1842 r. wprowadzono bilon o nominale 2½ grosza – odpowiadający dotychczasowej monecie srebrnej 1/12 talara.
W 1856 r., po przystąpieniu do konwencji wiedeńskiej, podniesiono próbę srebra z 750 na 900, zmieniając metrologię monet, a w ślad za tym i ich postać plastyczną. Innym efektem przystąpienia do konwencji wiedeńskiej była rezygnacja z bicia frydrychdora – od tej chwili system pruski został oparty wyłącznie na srebrze. Dla potrzeb unii monetarnej wpuszczono jednak złote półkorony i korony oraz talary unijne (lżejsze od pruskich) i srebrne dwutalarówki.
Monety pruskie z lat 1821–1871
monety złote
- 2 frydrychdory
- 1 frydrychdor
- ½ frydrychdora
- 1 korona unijna (od 1857 r.)
- ½ korony unijnej (od 1857 r.)

monety srebrne
- talar
- ½ talara
- ⅓ talara
- ¼ talara
- 18 groszy srebrnych
- 1/6 talara
- 1/12 talara
- 6 groszy srebrnych
- 2½ grosza srebrnego
- 1 grosz srebrny
- ½ grosza srebrnego
- 2 talary unijne (od 1857 r.)
- 1 talar unijny (od 1857 r.)

monety miedziane
- 4 fenigi
- 3 fenigi
- 2 fenigi
- 1 fenig

#### System monetarny w latach 1871–1918[141][144][145]
Wygrana Prus z Austrią w 1866 r. bardzo przyspieszyła proces jednoczenia Niemiec pod kierownictwem Berlina. Dążono do likwidacji wpływów austriackich, znosząc w 1867 r. wiedeński układ monetarny. Zwycięstwo w wojnie z Francją przyniosło skarbowi pruskiemu 5 mld franków w złocie w postaci kontrybucji. Wszystko to stworzyło podstawy do budowy nowego systemu monetarnego. Mimo zjednoczenia Niemiec był to jednak system zdecentralizowany – 26 podmiotów Rzeszy zachowało swoje prawa mennicze. Rewersy nowych monet miały wyglądać identycznie – godło i oznaczenie nominału, a na awersach miały widnieć portrety lokalnych władców. Podmioty federacji posiadały też prawo emisji pieniądza papierowego.
Ustawa Reichstagu z 4 grudnia 1871 r. wprowadziła jako walutę zjednoczonych Niemiec markę:
1 marka niemiecka = 100 fenigów.
Marka niemiecka była równowartością ⅓ dotychczasowego talara unijnego. Nazwę marki zaczerpnięto od pieniądza kursującego już w Hamburgu i Lubece.
Główną monetą złotą stała się korona, której jednak nie opatrzono tą nazwą – zamiast tego pojawił się nominał 10 marek. Wybito także podwójną koronę, czyli 20-markówkę. W latach 1877 i 1878 wyprodukowano jeszcze 50-markówkę, jednak szybko z niej zrezygnowano.
W 1873 r. wybito monety: srebrne 20 i 50 fenigów oraz 1, 2 i 5 marek, miedzioniklowe: 5 i 10 fenigów, miedziane: 1 i 2 fenigi.
Monety srebrne miały charakter podwartościowy, zatem bilonowy, co czyniło system markowy przykładem monometalizmu złotego.
Wprowadzono też ograniczenia wielkości emisji – można było wybijać najwyżej 10 marek w srebrze i 2½ marki w metalach nieszlachetnych na każdego mieszkańca Rzeszy.
Wprowadzenie jednego pieniądza w całych Niemczech rozeszło się w czasie. Wymiana zakończyła się dopiero w 1878 r. Aż do 1907 r. kursowały talary unijne wykorzystywane jako 3-markówki.
System z 1871 r. przetrwał do I wojny światowej, jednak nie bez zmian.
- W 1886 r. srebrne 20-fenigówki uznano za zbyt małe i zastąpiono miedzioniklowymi[147].
- W 1900 r. wycofano z obiegu 20-fenigówki (w obydwu materiałach), a także ostatnie złote 5-markówki[147].
- W 1900 r. podniesiono limit bicia monet srebrnych do 15 marek na mieszkańca Rzeszy[147].
- W 1905 r. zastąpiono 50-fenigówkę monetą o nominale ½ marki[147].
- W 1908 r. wprowadzono niklową 25-fenigówkę oraz 3 marki w bilonie, zamiast wycofanego talara unijnego. Od tego momentu nominał 3 marki zaczęto nazywać talarem, nawet jeszcze po 1918 r[147].
- W 1908 r. ponownie podniesiono limit emisji monet srebrnych do 20 marek na mieszkańca Rzeszy[147].

Powołanie waluty zjednoczonych Niemiec wpłynęło również na funkcjonowanie pieniądza papierowego. W przeddzień zjednoczenia bilety emitowało 26 krajów Rzeszy oraz 33 prywatne banki emisyjne. W 1874 r. wprowadzono federalną emisję banknotów, dając w niej wszystkim podmiotom związku udział proporcjonalny do liczby mieszkańców. Zarząd Długów Państwowych wypuszczał, aż do wojny, bilety skarbowe (Reichskassenscheine), o nominałach: 5, 20 i 50 marek, przyjmowane zawsze według nominału przez kasy państwowe, natomiast pozbawione kursu przymusowego w transakcjach prywatnych.
W 1875 r. pojawiły się także banknoty sensu stricto (Reichsbanknote), drukowane przez centralny bank emisyjny (Reichsbank), o nominałach: 100 i 1000 marek.
Przez kolejne lata władzom udało się zmniejszyć liczbę banków emisyjnych do czterech (badeński, bawarski, saski, wirtemberski) – ich banknoty musiały opiewać na przynajmniej 100 marek. Pod naciskiem kół wojskowych, w 1906 r. zdecydowano się na wpuszczenie biletów 20 i 50 marek, mających posłużyć sfinansowaniu przygotowań do wojny.
Monety niemieckie z lat 1871–1918
monety złote
- 50 marek
- 20 marek
- 10 marek
- 5 marek

monety srebrne
- 5 marek
- 3 marki
- 2 marki
- 1 marka
- ½ marki
- 50 fenigów = ½ marki
- 20 fenigów = 1/5 marki

moneta niklowa
- 25 fenigów = ¼ marki

monety miedzioniklowe
- 20 fenigów = 1/5 marki
- 10 fenigów = 1/10 marki
- 5 fenigów = 1/20 marki

monety miedziane
- 2 fenigi = 1/50 marki
- 1 fenig = 1/100 marki

### Systemy monetarne w czasie I wojny światowej (1914–1918)

#### Systemy monetarne Ober-Ost (1916–1918)[148]

##### Ostrubel
W Ober-Ost’cie, czyli okupowanej części byłego zaboru rosyjskiego na wschód od granicy nowego Królestwa Polskiego (Kurlandia, Inflanty, Żmudź, Wileńszczyzna, Białoruś), Niemcy dokonali wymiany pieniędzy. Wprowadzona tu w 1916 r. waluta okupacyjna została nazwana rublem, zwanym również ostrublem.
1 ostrubel równy był 100 kopiejek.
Waluta pojawiła się głównie w postaci papierowych wykazów Wschodniej Kasy Pożyczkowej (Darlehnkasse Ost), powołanej przy Wschodnim Banku Handlu i Rzemiosła (Ostbank für Handel und Gewerbe), z siedzibą w Poznaniu. Kasa działała na zasadzie lombardu emitując „wykazy pożyczkowe” w zamian za ściąganą z rynku walutę carską. Z datą 17 kwietnia 1916 r. wpuszczono nominały: 20 i 50 kopiejek oraz 1, 3, 10, 25 i 100 rubli, z napisami w czterech językach: niemieckim, polskim, litewskim i łotewskim. Pojawiły się także żelazne monety kopiejkowe, tym razem z napisami niemieckimi i rosyjskimi.
Ostrubel był wymieniany zarówno na walutę rosyjska w stosunku 1:1, jak i na walutę niemiecką w stosunku 1:2.
Monety kopiejkowe Ober-Ost (1916)
monety stalowe
- 3 kopiejki = 3/100 ostrubla
- 2 kopiejki = 1/50 ostrubla
- 1 kopiejka = 1/100 ostrubla

Monety na tej części Ober-Ost’u, która znalazła się w granicach II Rzeczypospolitej, zostały wycofane w 1921 roku. 

##### Ostmarka
W kwietniu 1918 r. rubel wschodni (ostrubel) został zastąpiony przez markę wschodnią, której emitentem znów była Wschodnia Kasa Pożyczkowa (Darlehnkasse Ost), przeniesiona tym razem do Kowna, usamodzielniona względem banku poznańskiego i ciesząca się mianem skarbca emisyjnego. Z datą 4 kwietnia 1918 r. weszły do obiegu wykazy o nominałach: ½ marki, 1, 2, 5, 20, 50, 100 i 1000 marek. Napisy na nich były wyłącznie w językach: niemieckim, litewskim i łotewskim. Papiery te miały znaczny zasięg na terenie Kresów Wschodnich.

#### System monetarny Królestwa Polskiego (1917–1918) – Generalnego Gubernatorstwa Warszawskiego[148]
6 listopada 1916 r. Franciszek Józef i Wilhelm II ogłosili wskrzeszenie Królestwa Polskiego na ziemiach byłej Kongresówki. Władzę formalnie oddano Radzie Stanu (Regencyjnej), ale faktycznie – także w dziedzinie skarbowości – pełnił ją niemiecki Zarząd-Generał Gubernatorstwa Warszawskiego. W grudniu 1916 r. stojący na czele zarządu generał Hans Hartwig von Besseler powołał Polską Krajową Kasę Pożyczkową, uprawnioną do emisji biletów nowej waluty – marki polskiej równej 100 fenigom. Marka polska pod względem wartości była zrównana z marką niemiecką. Wbrew nazwie, Polska Krajowa Kasa Pożyczkowa była niemiecką instytucja okupacyjną – agendą Niemieckiego Banku Rzeszy. W ramach otrzymanego upoważnienia na emisję banknotów w wysokości 880 150 867 marek, wydrukowano w Berlinie, z datą 9 grudnia 1916, bilety: ½ marki, 1, 2, 5, 10, 20, 50, 100 i 1000 marek polskich. W mennicy w Stuttgarcie wybito zaś monety: 1, 5, 10, 20 fenigów. Zarówno na banknotach, jak i monetach były wyłącznie napisy polskie.

Marka polska stała się jedynym środkiem płatniczym w Generalnym Gubernatorstwie Warszawskim 26 kwietnia 1917 r. 
Monety Królestwa Polskiego z lat 1917–1918
monety stalowe
- 20 fenigów = 1/5 marki polskiej
- 10 fenigów = 1/10 marki polskiej
- 5 fenigów = 1/20 marki polskiej
- 1 fenig = 1/100 marki polskiej

## Systemy monetarne po odzyskaniu niepodległości (od 1918 r.)

### System markowy (1918–1924)[148]
Dekretem naczelnika państwa z 5 lutego 1919 r. dla waluty narodowej przyjęto nazwę lech równy 100 groszom. Po trzech tygodniach jednak sejm dokonał korekty, wprowadzając miano złotego – zrezygnowano z dodatku polski ponieważ w innych krajach nie było już waluty o tej nazwie. Powołano Bank Polski jako instytucję emisyjną, a resort skarbu zamówił bilety złotowe w drukarni w Wiedniu. Wkrótce jednak zorientowano się, że przy braku instytucji skarbowych i przy panującym chaosie walutowym wprowadzenie złotego trzeba było odłożyć w czasie. Postanowiono więc tolerować w obiegu pieniądz zaborczy, dążąc do zmniejszenia liczby walut do jednej, przejściowej. Wybrano do tej roli poniemiecką markę polską. Ustawa z 15 stycznia 1920 r. uznała markę polską za prawny środek płatniczy na terenie całej Rzeczypospolitej. Zasięg marki polskiej objął również proklamowaną na Wileńszczyźnie Litwę Środkową oraz Górny Śląsk, mimo że ten, zgodnie z decyzją ententy, jeszcze przez 15 lat miał pozostawać przy marce niemieckiej. Instytucja odpowiedzialna za markę polską – Polska Krajowa Kasa Pożyczkowa – została 13 lutego 1920 r. poddana kontroli sejmu.
Tak jak w okresie Generalnego Gubernatorstwa Warszawskiego, obowiązywała nadal relacja:
1 marka polska = 100 fenigów.
W obiegu pozostawiono poniemieckie (berlińskie) marki polskie emisji 1916 r. (wycofane dopiero 30 listopada 1923 r.) oraz monety okupacyjne Królestwa Polskiego (1917–1918): 1, 5, 10, 20 fenigów (formalnie wycofane 1 lipca 1924 r.), które jednak z powodu wysokiej inflacji zniknęły dość szybko z obrotu.
Po wyczerpaniu się zapasów marek emisji berlińskiej przystąpiono do produkcji własnych banknotów korzystając z nowych wzorów graficznych. Na początku starano się zapewnić pokrycie w złocie licząc 2784 marki polskie na 1 kg czystego kruszcu.
- Pierwszą polską emisją był banknot 500 marek z datą 15 stycznia 1919 r. graficznie naśladujący emisje okupacyjne[152].
- 4 lipca 1919 r. wprowadzono serię biletów o „spolonizowanych” wzorach (1, 5, 20, 100, 1000 mkp), które były jednak łatwe do fałszowania[152].
- 5 grudnia 1919 r. wprowadzono, datowaną na 23 sierpnia 1919 r., nowo zaprojektowaną, dużo lepiej zabezpieczoną przed fałszowaniem, wydrukowaną w Wiedniu emisję: 1, 5, 10, 20, 100, 500, 1000 mkp, uzupełnioną 25 lutego 1920 r. o nominały: ½ mkp oraz 5000 mkp[152].

Następne emisje były konsekwencją inflacji i nie miały pokrycia w kruszcu, a jedyną ich podstawę stanowiły uchwały sejmu. Łączna kwota emisyjna, na którą miała upoważnienie Polska Krajowa Kasa Pożyczkowa, wzrosła z 880 150 867 mkp w grudniu 1916 r., do 1 400 000 000 000 mkp w marcu 1923 r. Nominałami inflacyjnymi były:
- 10 000 mkp wprowadzone 5 kwietnia 1922 r.
- 50 000 mkp wypuszczone 10 października 1922 r.
- 250 000 mkp wprowadzone 15 czerwca 1923 r.
- 100 000 mkp, 500 000 mkp, 1 000 000 mkp wypuszczone 16 listopada 1923 r.
- 5 000 000 mkp, 10 000 000 mkp wprowadzone 1 grudnia 1923 r.

W początku grudnia 1923 r. w obrocie pojawiły się także niebędące banknotami przekazy własne Polskiej Krajowej Kasy Pożyczkowej na 50 000 000 mkp i 100 000 000 mkp. 
4 stycznia 1924 r., przygotowując się do wymiany marki polskiej na złotego, rozporządzeniem ministra skarbu ustalono wartość franka złotem na 956 506 mkp. Obecność franka nie była przypadkowa, gdyż w grudniu 1923 r., ze względu na szalejącą inflację, do czasu wprowadzenia nowej jednostki pieniężnej, zdecydowano się prowadzić rachunkowość w oparciu o złotego franka po aktualnym kursie giełdy londyńskiej, a w styczniu 1924 r. wydano dekret umożliwiający rządowi wypuszczanie bonów podatkowych o nominałach 5, 10, 25 i 100 franków w złocie. Z rachunku we franku jednak szybko zrezygnowano.
Okres marki polskiej zakończył się w 1924 r. wraz z reforma walutową Władysława Grabskiego.
Mimo oparcia obrotu pieniężnego głównie na banknotach opracowano w tym okresie dwie próbne monety markowe:
- 50 marek polskich z 1923 r. z profilem popiersia dziewczyny z warkoczem[153], oraz
- 100 marek polskich z 1922 r. z profilem Józefa Piłsudskiego[154],

które jednak nigdy nie doczekały się wersji obiegowych.

### Systemy złotowe (od 1924 r.)
1 złoty = 100 groszy

#### System monetarny w latach 1924–1939[155]
System został wprowadzony w wyniku reformy walutowej Władysława Grabskiego z dniem 1 kwietnia 1924 r.
Reforma walutowa z 1924 r.
Ustawa z 11 stycznia 1924 r. wprowadziła ustrój monometalizmu złotego, wzorowanego na zasadach monetarnej unii łacińskiej, czyli w strefie franka. Zgodnie z jej treścią, walutą polską był złoty = 100 groszy, wart 9/31 (0,290322) grama czystego złota. Stanowił on równowartość franka szwajcarskiego, a jego stosunek wobec dolara USA wynosił 5,18 zł. Kilogram czystego złota był więc wart 3444,44 złotego. Bank Polski został upoważniony do emisji biletów skarbowych, uzupełnianych przez monety srebrne i bilon (ten ostatni o ograniczonej zdolności od zwalniania z zobowiązań – np. monetami brązowymi można było pokrywać zobowiązania tylko do wysokości 10 złotych). Ustawa przewidywała bicie monet w złocie: 10, 20, 50 i 100 złotych, w srebrze: 1, 2, 5 złotych, w niklu: 10, 20, 50 groszy, oraz w brązie: 1, 2, 5 groszy. Monety złote i srebrne miały mieć charakter pełnowartościowy, a ratio obu kruszców ustalono na 1:15,5.
W dniu wprowadzenia reformy w kasach pojawiły się jedynie papiery – bilety zdawkowe i banknoty.
Emitentem biletów zdawkowych, zastępujących tymczasowo monety, było Ministerstwo Skarbu.
- 28 kwietnia 1924 r. pojawiły się bilety 1 zł i 2 zł z roku 1919, które pierwotnie zamierzano wprowadzić jako pełnoprawne banknoty, dlatego nie miały adnotacji o swym charakterze.
- Od końca kwietnia do początku lipca 1924 r. w obiegu znalazły się bilety zdawkowe datowane na 28 kwietnia 1924 r. o nominałach: 1, 5, 10, 20, 50 groszy (bilety 1 i 5 groszy wydrukowano na połówkach wycofanych banknotów 500 000 mkp i 10 000 000 mkp).
- W październiku 1924 r. ogłoszono wymianę biletów zdawkowych na pieniądz metalowy – z dniem 1 listopada 1924 r. wycofano papiery noszące nominały groszowe pozostawiając bilety jedno- i dwuzłotowe do 31 grudnia 1925 r.
- Wskutek odczuwalnego braku monet sejm upoważnił Ministerstwo Skarbu do nowej emisji biletów zdawkowych (z datą 1 maja 1925 r.) o nominałach 2 zł i 5 zł, które weszły do obiegu 30 maja 1925 i 1 lipca 1925 r., odpowiednio.

Pierwszego dnia reformy, tj 28 kwietnia 1924 r., wprowadzono również banknoty w pełnym tego słowa znaczeniu, a więc posiadające pokrycie w zgromadzonym przez Bank Polski złocie i walutach zagranicznych przynajmniej w 30% wartości (w 1927 r. osiągnięto poziom 72,61%). Były to banknoty 5, 10, 20, 50, 100, 500 złotych o jednolitych wzorach, pochodzące z emisji 28 lutego 1919 r. Po kilku miesiącach, tj. 30 września, do obiegu weszły nominały 5, 10 i 20 złotych emisji 15 lipca 1924 r. o identycznych wzorach jak poprzednie. 25 marca 1927 r. wprowadzono trzeci rodzaj papierowych znaków pieniężnych – bilety państwowe – funkcjonujące na zasadach banknotów, ale emitowane nie przez uprawniony organ emisyjny, czyli Bank Polski, a przez organ administracji publicznej – Ministerstwo Skarbu. Był to bilet państwowy o nominale 5 złotych, z datą emisji 25 października 1926 r., który znajdował się w obiegu aż do 30 czerwca 1930 r. 
Bicie monet rozpoczęto w mennicy w Warszawie 14 kwietnia 1924 r. Były to 2 grosze i 5 groszy. Monety o nominałach: 1 grosz, 10 groszy, 20 groszy, 50 groszy, 1 złoty i 2 złote zamówiono w mennicach zagranicznych. Nasycenie obiegu monetami osiągnięto dopiero pod koniec 1925 r.
Wszystkich postanowień reformy z 1924 r. nigdy w pełni nie zrealizowano. Monety o nominałach:
- 5 złotych w srebrze
- 50 złotych w złocie
- 100 złotych w złocie

zmaterializowały się tylko w postaci próbnej, a złote 10- i 20-złotówki z Bolesławem Chrobrym nigdy nie weszły do obiegu.
Przyjęty system monetarny wzorowany na borykającej się z powojennymi problemami strefie franka załamał się już niespełna po dwóch latach. Zmiany polityczne po zamachu majowym oznaczały także wprowadzenie nowych koncepcji polityki pieniężnej państwa – koniecznym stało się zaciągnięcie pożyczki pieniężnej w celu ustabilizowania waluty oraz przeprowadzenia kolejnej reformy monetarnej.
Reforma stabilizacyjna z lat 1927–1932
Ponieważ cena złota podlegała wahaniom rynkowym, od 1927 r. obowiązujące ratio srebra i złota podawano co miesiąc w Monitorze Polskim
Rozporządzeniami Prezydenta Rzeczypospolitej z 13 października i 5 listopada 1927 r. utrzymano zasadę oparcia waluty polskiej na złocie, ale znacznie zmniejszono jego przewidywaną ilość w monecie. Według cen rynkowych do tej pory 1 kg czystego złota był wart 3100 złotych, w wyniku zaś reformy stabilizacyjnej 5924,44 złotych – wartość dolara amerykańskiego wynosiła od teraz 8,91 złotego. Zadeklarowano nowe monety złote: 25 złotych, 50 złotych, 100 zł (25-złotówka zyskała ustawowe miano dukata). Ponadto:
- Wprowadzono srebrne monety pięciozłotowe – ustalono ich stopę menniczą: próba 750, masa 18 gramów, średnica 33 mm,
- Utraciły moc obiegową monety srebrne 1 złoty i 2 złote wybite wedle założeń z 1924 r. – założono ich wymianę w stosunku 1:1 na nowe monety,
- Wysokość łącznej emisji monet srebrnych i brązowych nie mogła przekroczyć 320 mln (10 złotych na mieszkańca),
- Zrezygnowano ze srebrnych monet 1-złotowych i zdecydowano o wybijaniu złotówek w czystym niklu o parametrach: masa 7 gramów, średnica 25 mm.

Wiele założeń reformy nie zostało nigdy zrealizowanych:
- nie pojawiły się w ogóle monety ze złota,
- nie wybito nowej srebrnej dwuzłotówki.

System z 1927 r. nie funkcjonował zbyt długo w pierwotnej postaci. W 1930 r. uwidocznił się światowy kryzys gospodarczy. Nastąpił gwałtowny spadek cen srebra posunięty do tego stopnia, że kruszcowe pokrycie monet srebrnych przestało mieć w ogóle znaczenie – dalsze bicie monety srebrnej wynikało tylko z tradycji. Rozluźnienie dotychczasowych reguł pociągnęło za sobą konieczność ustalenia nowych wag i prób. Rozporządzenie Prezydenta RP z 30 października 1930 r. nakładało na mennicę wybicie srebrnej dwuzłotówki ze srebra próby 500, co okazało się niewykonalne technicznie. Rozporządzenie Prezydenta z 27 sierpnia 1932 r. uchyliło poprzednie, ale wprowadziło też nowe monety o proporcjonalnie niższej zawartości srebra niż poprzednio. Wprowadzenie nowych monet srebrnych oraz niepodejmowanie produkcji monet złotych spowodowały, że polski system monetarny w latach 30. XX w. nie zawierał już monet pełnowartościowych.
Parytet z 1927 r. utrzymywany był aż do wybuchu II wojny światowej, co przy jednoczesnej dewaluacji walut zagranicznych w połowie lat 30. XX w. uczyniło ze złotego „mocną” walutę – w latach 1934–1939 stosunek do dolara amerykańskiego wynosił 5,30 złotego.
W szczegółach w okresie reformy stabilizacyjnej ewolucja systemu monetarnego w zakresie monet przedstawiała się następująco:
- 6 lipca 1928 r. Minister Skarbu ustalił wzór nowych monet pięciozłotowych[161], które wprowadzono do obiegu już 28 lipca 1928 r[162].
- 6 marca 1929 r. wprowadzono do obrotu niklowe monety jednozłotowe[163].
- 29 listopada 1930 r. wypuszczono pierwszą monetę obiegową z wizerunkiem okolicznościowym – była to 5-złotówka z okazji 100. rocznicy wybuchu powstania listopadowego[164].
- W sierpniu 1932 r. dokonano kolejnej zmiany ustroju monetarnego, ustalając nowe standardy srebrnych monet: 2, 5 i 10 złotych. Odtąd miały one być bite w srebrze próby 750 (jak dotychczas), ale o masie 2,2 grama (zamiast 5 gram) stopu srebra przypadającej na każdy 1 złoty nominału, o średnicach: 22 mm, 28 mm, 34 mm, odpowiednio[165].
- 29 sierpnia 1932 r. do obiegu weszła pierwsza srebrna moneta 10-złotowa[166].
- 27 października 1932 r. wprowadzono do obiegu pierwszą 2-złotową monetę nowego standardu, czyli o średnicy 22 mm[167].
- 30 listopada 1932 r. w obieg wpuszczono pierwszą 5-złotówkę nowego standardu, czyli o średnicy 28 mm[168].
- 31 grudnia 1932 r. wycofano z obiegu srebrne monety 1-złotowe bite wg ustroju monetarnego z 1924 r[169].
- 31 stycznia 1933 r. wycofano z obiegu srebrne monety 2-złotowe, bite wg ustroju monetarnego z 1924 r., czyli o średnicy 27 mm[170].
- 30 września 1934 r. wycofano z obiegu monety 5-złotowe, bite wg ustroju monetarnego z 1927 r., czyli o średnicy 33 mm[171].

Banknoty polskie z lat 1919–1939
Od przyjęcia w 1924 r. waluty złotowej wprowadzono wiele emisji banknotów różniących się postacią zewnętrzną. Chociaż przyjmowano coraz to nowe wzory plastyczne nie wycofywano en bloc poprzedników – jeszcze w 1939 r. można było spotkać w obiegu banknot 100-złotowy emisji z 28 lutego 1919 r.
Generalnie, w całym okresie emitowano banknoty o nominałach:
- 1 złoty
- 2 złote
- 5 złotych
- 10 złotych
- 20 złotych
- 50 złotych
- 100 złotych
- 500 złotych.

Pierwsza emisja, z datą 28 lutego 1919 r., była drukowana wyłącznie za granicą:
- 5, 10, 20, 50 złotych w drukarni Banku Francuskiego w Paryżu,
- 100, 500 złotych w drukarni Wartelow & Sons w Londynie.

Generalnie na awersach umieszczano popiersie Tadeusza Kościuszki wg portretu Antoniego Oleszczyńskiego (poza 5-złotówką, na której znajdował się Józef Poniatowski), na rewersach zaś – orła.
Drugą emisję, z datą 15 lipca 1924 r., stanowiły banknoty:
- 5 złotych
- 10 złotych
- 20 złotych.

W stosunku do pierwszej emisji praktycznie wprowadzono niewielkie korekty takie jak zmiana tekstu klauzuli prawnej. Natomiast ich produkcja została przeniesiona do kraju, do drukarni Banku Polskiego w Warszawie.
Trzecia emisja, z datami: 28 sierpnia 1925 r., 1 marca 1926 r., 20 lipca 1926 r., obejmująca nominały 10, 20 i 50 złotych była już całkowicie inna. Zamiast wizerunków Kościuszki pojawiły się personifikacje różnych gałęzi życia społecznego. Druku dokonały Państwowe Zakłady Graficzne a później Wytwórnia Papierów Wartościowych.
Czwarta emisja, z datą 1 września 1929 r., powielała projekty trzeciej, ale miejscem produkcji była wyłącznie Polska Wytwórnia Papierów Wartościowych w Warszawie.
W latach 30. XX w. banknoty ukazywały się pojedynczo i były wykonywane z reguły wedle oryginalnych, nie podobnych do siebie projektów. W ten sposób trafiły do obiegu:
- druga wersja pięciozłotówki – z Kasztelanką Jana Matejki,
- trzecia i czwarta wersja dwudziestozłotówki – z Emilią Plater, oraz
- 100-złotowy banknot z wizerunkiem księcia Józefa Poniatowskiego (wg projektu Józefa Mehoffera).

Najwyższy nominał – 500 złotych kursował do 1939 r. w niezmienionej formie pierwszej emisji z lutego 1919 r., co było spowodowane małym zapotrzebowaniem rynku na wysokie nominały nieprzekraczającym kilkunastu procent obiegu. W latach 1924–1939 nie wydano kasom wydrukowanych także w Londynie banknotów 1000- i 5000-złotowych. Ich zapasy do wybuchu II wojny światowej spoczywały w skarbcu Banku Polskiego, po czym we wrześniu 1939 r. zostały wywiezione do zamku w Dubnie na Wołyniu, prawdopodobnie przejęte przez Armię Czerwoną i ślad po nich zaginął.
W szczegółach ewolucja systemu monetarnego w zakresie banknotów i pozostałych papierowych znaków pieniężnych przedstawiała się następująco:
- 28 kwietnia 1924 r. – wprowadzono banknoty (1, 2, 5, 10, 20, 50, 100, 500 złotych) pierwszej emisji (28 lutego 1919 r.) – 1 i 2 złote w funkcji biletów zdawkowych – oraz bilety zdawkowe 1 i 5 groszy[174]
- 5 maja 1924 r. – wprowadzono bilety zdawkowe 10 i 50 groszy[174]
- 7 lipca 1924 r. – wprowadzono bilet zdawkowy 20 groszy[174]
- 30 września 1924 r. – wprowadzono banknot 5 złotych drugiej emisji (15 lipca 1924 r.)[175]
- 1 listopada 1924 r. – rozpoczęto wymianę biletów zdawkowych 1, 5, 10, 20 i 50 groszy na monety (zakończoną 31 stycznia 1925 r.)[176]
- 17 listopada 1924 r. – wprowadzono banknot 20 złotych drugiej emisji (15 lipca 1924 r.)[175]
- 12 stycznia 1925 r. – wprowadzono banknot 10 złotych drugiej emisji (15 lipca 1924 r.)[175]
- 30 maja 1925 r. – wprowadzono bilet zdawkowy o wartości 2 złote emisji 1 maja 1925 r[177].
- 1 lipca 1925 r. – wprowadzono bilet zdawkowy o wartości 5 złotych emisji 1 maja 1925 r[177].
- 30 września 1925 r. – wycofano banknoty pierwszej i drugiej emisji:
  - 5 złotych emisji 28 lutego 1919 r.
  - 5 złotych emisji 15 lipca 1924 r.
- 31 grudnia 1925 r. – wycofano funkcjonujące jako bilety zdawkowe banknoty 1 i 2 złote emisji 28 lutego 1919 r[174].
- 1 marca 1927 r. – wprowadzono banknot 50 złotych trzeciej emisji (28 sierpnia 1925 r.)[178]
- 25 marca 1927 r. – wprowadzono bilet państwowy o wartości 5 złotych emisji 25 października 1926 r[179].
- 25 kwietnia 1927 r. – wprowadzono banknot 20 złotych trzeciej emisji (1 marca 1926 r.)[178]
- 25 czerwca 1927 r. – wprowadzono banknot 10 złotych trzeciej emisji (20 lipca 1926 r.)[178]
- 31 stycznia 1928 r. – wycofano banknot 50 złotych pierwszej emisji (28 lutego 1919 r.)[180]
- 29 lutego 1928 r. – wycofano banknoty pierwszej i drugiej emisji[181]:
  - 10 złotych emisji 28 lutego 1919 r.
  - 10 złotych emisji 15 lipca 1924 r.
  - 20 złotych emisji 28 lutego 1919 r.
  - 20 złotych emisji 15 lipca 1924 r.
- 31 marca 1928 r. – wycofano bilet zdawkowy o wartości 2 złote emisji 1 maja 1925 r[177].
- 30 czerwca 1929 r. – wycofano bilet zdawkowy o wartości 5 złotych emisji 1 maja 1925 r[177].
- 20 października 1929 r. – wprowadzono banknot 50 złotych czwartej emisji (1 września 1929 r.)[182]
- 30 listopada 1929 r. – wprowadzono banknot 20 złotych czwartej emisji (1 września 1929 r.)[182]
- 30 stycznia 1930 r. – wprowadzono banknot 10 złotych czwartej emisji (20 lipca 1929 r.)[182]
- 30 czerwca 1930 r. – wycofano bilet państwowy o wartości 5 złotych emisji 25 października 1926 r[179].
- 30 grudnia 1931 r. – wprowadzono banknot 20 złotych emisji 20 czerwca 1931 r.
- 31 grudnia 1932 r. – wycofano banknoty trzeciej i czwartej emisji:
  - 10 złotych emisji 20 lipca 1926 r.
  - 10 złotych emisji 20 lipca 1929 r.
  - 20 złotych emisji 1 marca 1926 r.
  - 20 złotych emisji 1 września 1929 r.
- 15 września 1934 r. – wprowadzono banknoty:
  - 5 złotych emisji 2 stycznia 1930 r.
  - 100 złotych emisji 2 czerwca 1932 r.
- 1 października 1937 r. – wprowadzono banknot 100 złotych emisji 9 listopada 1934 r.
- 30 września 1938 r. – wprowadzono banknot 20 złotych emisji 11 listopada 1936 r.
- 26 sierpnia 1939 r. – wprowadzono banknoty: 2 złote emisji 2 lutego 1936 r[183], wycofane wcześniej 10-złotowówki emisji 20 lipca 1926 r[184]. oraz 20 lipca 1929 r[185], jak również bilet państwowy Ministerstwa Skarbu 1 złoty emisji 1 października 1938 r[186].
- 31 stycznia 1940 r. – wycofano banknoty[187]:
  - 100 złotych emisji 28 lutego 1919 r. (ostateczny termin wymiany do 20 kwietnia 1940 r.)
  - 100 złotych emisji 2 czerwca 1932 r. (ostateczny termin wymiany do 20 kwietnia 1940 r.)
  - 100 złotych emisji 9 listopada 1934 r. (ostateczny termin wymiany do 20 kwietnia 1940 r.)
  - 500 złotych emisji 28 lutego 1919 r. (ostateczny termin wymiany do 20 kwietnia 1940 r.)
- 7 maja 1940 r. – wycofano banknoty[188]:
  - 10 złotych emisji 20 lipca 1926 r. (po raz drugi)
  - 10 złotych emisji 20 lipca 1929 r. (po raz drugi)
  - 20 złotych emisji 20 czerwca 1931 r. (ostatecznie przedłużono do 31 maja 1940 r.)
  - 20 złotych emisji 11 listopada 1936 r. (ostatecznie przedłużono do 31 maja 1940 r.)
  - 50 złotych emisji 28 sierpnia 1925 r. (ostatecznie przedłużono do 31 maja 1940 r.)
  - 50 złotych emisji 1 września 1929 r. (ostatecznie przedłużono do 31 maja 1940 r.)
- 20 maja 1940 r. – wycofano:
  - banknoty[189]:
    - 2 złote emisji 26 lutego 1936 r. (ostatecznie przedłużono do 31 maja 1940 r., ale tylko dla wersji z poddrukiem i numerem serii)
    - 5 złotych emisji 2 stycznia 1930 r. (ostatecznie przedłużono do 31 maja 1940 r.)

  - bilet państwowy[186]:
    - 1 złoty emisji 1 października 1938 r.

Monety polskie z lat 1923–1939
monety złote
- 100 złotych (niewprowadzona do obiegu)[190]
- 50 złotych (niewprowadzona do obiegu)[190]
- 25 złotych (niewprowadzona do obiegu), tzw. dukat[158]
- 20 złotych moneta okolicznościowa, wybita na 900-lecia koronacji Bolesława Chrobrego w 1925 r. ostatecznie niewprowadzona do obiegu[190]
- 10 złotych moneta okolicznościowa, wybita na 900-lecia koronacji Bolesława Chrobrego w 1925 r. ostatecznie niewprowadzona do obiegu[190]

monety srebrne
- 10 złotych (wprowadzona do obiegu w 1932 r.)[150]
- 5 złotych (pierwsze wybite monety z datą 1928, wprowadzone do obiegu w 1929 r.)[150]
- 2 złote[191]
- 1 złoty (wycofana z obiegu 31 grudnia 1932 r.)[192]

monety niklowe
- 1 złoty (wprowadzona do obiegu w 1929 r.)[193]
- 50 groszy = ½ złotego (moneta z datą 1923)[194]
- 20 groszy = 1/5 złotego (moneta z datą 1923)[195]
- 10 groszy = 1/10 złotego (moneta z datą 1923)[196]

monety brązowe
- 5 groszy = 1/20 złotego (pierwsze wybite monety z datą 1923 w mosiądzu)[197]
- 2 grosze = 1/50 złotego (pierwsze wybite monety z datą 1923 w mosiądzu)[198]
- 1 grosz = 1/100 złotego (pierwsze wybite monety z datą 1923)[199]

Znaki pieniężne na wypadek wojny
Na ostatnich latach systemu monetarnego II Rzeczypospolitej piętno odbiły przygotowania do spodziewanej wojny. W 1938 r. Mennica Państwowa przygotowała wzorce poniklowanych żelaznych monet:
- 10 groszy
- 20 groszy
- 50 groszy
- 10 złotych.

Na przełomie 1938/1939 wybito jedynie duże ilości monet 50-groszowych zarówno na krążkach z czystego żelaza, jak i poniklowanych.
Na pięć dni przed wybuchem wojny, 26 sierpnia 1939 r., do obiegu wprowadzono:
- Wycofane wcześniej banknoty 10 złotowe z 1926 r. i 1929 r.
- Bilet państwowy 1 złotych z datą emisji 1 października 1938 r.
- Banknot 2 złote z datą emisji 26 lutego 1936 r., który pierwotnie pełnił rolę rezerwy na wypadek braku monet. Niektóre banknoty wprowadzano do obiegu bez oznaczenia serii i numeracji, a nawet bez poddruku. Wydawano także arkusze nierozcięte.
- 50-groszówki stalowe i stalowe niklowane z datą 1938.

W województwie pomorskim wpuszczono kilkaset sztuk niewprowadzonego do obiegu banknotu 50-złotowego z 1936 r. z wizerunkiem gen. Jana Henryka Dąbrowskiego.
Banknoty Banku Polskiego na wychodźstwie
We wrześniu 1939 r. Bank Polski ewakuował się najpierw do Paryża, a po upadku Francji w 1940 r. – do Londynu. Mimo że bank zachował pełną osobowość prawną, to w czasie wojny nie emitował ani monet, ani biletów przeznaczonych do bieżącego obiegu. Skupił się na zamykaniu transakcji rozpoczętych przed wojną oraz przygotowywaniu działalności w kraju po wyzwoleniu. Właśnie z tą myślą w latach 1940–1942 bank zamówił nową emisję banknotów, dla ciągłości antydatowaną na 15 i 20 sierpnia 1939 r.
- W Wytwórni Papierów Wartościowych Bradbury Wilkinson & Co w New Maldon wydrukowano: 1, 2, 5 złotych (z datą emisji 15 sierpnia 1939 r.)[200].
- W londyńskiej firmie Thomas de la Rue zamówiono: 10, 20, 50, 100 oraz 500 złotych (z datą emisji 15 sierpnia 1939 r.)[200].
- W American Bank Note Company z Nowego Jorku wyprodukowano, z datą emisji 20 sierpnia 1939 r., ponownie nominały 20 i 50 złotych, ale o zmienionym w stosunku do londyńskich wzorze[200].

Łącznie wydrukowano 286 mln sztuk banknotów na kwotę 7 328 000 000 złotych.
W 1947 r. cały ten nakład trafił do nowej Polski. Tu zastanawiano się nad jego wykorzystaniem w planowanej reformie pieniężnej, ale szybko z tego pomysłu zrezygnowano podając różne usprawiedliwienia, w tym między innymi:
- braku „prolongaty” przywileju emisyjnego Banku Polskiego przez PKWN,
- braku dostosowania szaty graficznej banknotów do nowych warunków politycznych.

Ostatecznie w 1951 r. emisja poszła na przemiał w papierni w Miłkowie. Pozostawiono jedynie po 1000 kompletów banknotów z dodatkowym nadrukiem WZÓR i bez takiego nadruku (na początku XXI w. zestawy bez nadruku występują na rynku kolekcjonerskim znacznie rzadziej). 

#### Systemy monetarne Generalnego Gubernatorstwa (1939–1945)[201]
Kształtowanie się odrębnego, okupacyjnego systemu monetarnego Generalnego Gubernatorstwa można podzielić na trzy etapy:
- wprowadzenie biletów Kas Kredytowych Rzeszy w walucie markowej,
- wypuszczenie przedrukowanych banknotów 100-złotowych Banku Polskiego,
- wprowadzenie waluty okupacyjnej – złotego – w postaci biletów Banku Emisyjnego w Polsce.

Najwcześniejszymi pieniędzmi okupacyjnymi, wprowadzonymi na zajętych przez Niemcy obszarach, były bilety Kas Kredytowych Rzeszy (Reichskreditkassenschein) o wartościach:
- 50 fenigów
- 1 marka
- 2 marki
- 5 marek.

Bilety te planowano wcześniej wprowadzić do obiegu w samych Niemczech, jednak wobec nasycenia rynku przesłano je do Polski, co znakomicie przyspieszyło wymianę pieniędzy. 25 października 1939 r. utworzono 25 nowych oddziałów Kas Kredytowych i podporządkowano je Zarządowi Głównemu z siedzibą najpierw w Łodzi, a od listopada 1939 r. w Krakowie. Kasy Kredytowe stanowiły w rzeczywistości przybudówkę Banku Rzeszy.
Zgodnie z rozporządzeniem ministrów: finansów, gospodarki i spraw wewnętrznych Rzeszy z 22 listopada 1939 r. wymianie podlegały monety srebrne – 2, 5, 10 złotych. Bilon niklowy: 10, 20, 50 groszy oraz 1 złoty pozostawiono w obiegu po kursie 1:2 (1 fenig = 2 grosze). Monety 1- i 2-groszowe traktowano w obiegu jak monety 1 i 2 fenigi – do 1 listopada 1940 r.

W Generalnym Gubernatorstwie emisja biletów Kas Kredytowych Rzeszy opiewała na 45 mln marek. Ta stosunkowo niewielka ilość wiązała się z przejęciem na obszarach bezpośrednio anektowanych do Rzeszy zasobów waluty polskiej w wysokości 600 mln złotych. Postanowiono je wprowadzić do obiegu na terenie Generalnego Gubernatorstwa w nieco zmienionej postaci. 10 stycznia 1940 r. ukazało się rozporządzenie delegalizujące z dniem 1 lutego 1940 r. banknoty 100- i 500-złotowe. W ich miejsce wprowadzano przejęte w zachodniej i północnej Polsce banknoty 100-złotowe emisji 1932 i 1934, opatrzone nadrukowanym, czerwonym napisem: „GENERAL GOUVERNEMENT FÜR DIE BESETZEN POLNISCHEN GEBIETE” (pol. Generalne Gubernatorstwo dla polskich obszarów okupowanych). Za emisję nadal odpowiadał Zarząd Główny Kas Kredytowych. 
Tym samym w Generalnym Gubernatorstwie początkowo kursowały trzy waluty:
- przedwojenny złoty polski,
- marka niemiecka,
- okupacyjne bilety kas kredytowych o nominałach markowych, a później także złotowych (przedrukowane).

Jako pierwsza z obiegu zniknęła marka niemiecka, po wprowadzeniu granicy dewizowej między Generalnym Gubernatorstwem a terenami zaanektowanymi, co zostało ogłoszone 20 listopada 1939 r.
Wiosną 1940 roku przystąpiono do likwidacji Kas Kredytowych, ściągając z rynku ich bilety. 7 oraz 20 maja 1940 r. wycofano z rynku wszystkie dotąd niezdelegalizowane bilety II Rzeczypospolitej (nominały od 1 do 50 złotych) oraz przedrukowane banknoty 100-złotowe, a wyłącznym kształtowaniem polityki pieniężnej w Generalnym Gubernatorstwie zajął się Bank Emisyjny w Polsce – instytucja okupacyjna powołana przez generalnego gubernatora 15 grudnia 1939 r. Jego powołanie stało się koniecznością z powodu udanej ewakuacji dotychczasowego emitenta – Banku Polskiego, który nadal funkcjonował na wychodźstwie, zachowując między innymi prawo wydawania własnych biletów.
Bank Emisyjny w Polsce wprowadził walutę okupacyjną pod tradycyjną nazwą złotego (Zloty), podzielonego na 100 groszy (Groschen). Od 27 marca 1940 r. wpuszczano w obieg (datowane na 1 marca 1940 r.) banknoty nowego wzoru o nominałach:
- 1 złoty,
- 2 złote,
- 5 złotych,
- 10 złotych,
- 20 złotych,
- 50 złotych,
- 100 złotych,
- 500 złotych.

Łącznie dokonano wymiany pieniędzy na kwotę 1,996 mld złotych (w obiegu w chwili wybuchu wojny znajdowało się ok. 3,5 mld złotych).
23 kwietnia 1940 r. bank wypuścił poniklowane 50-groszówki z roku 1938 – pierwotnie zapas mobilizacyjny, który Niemcy znaleźli w magazynach mennicy warszawskiej. W myśl prawa Generalnego Gubernatorstwa stanowiły one własność Banku Emisyjnego (wycofano je z obiegu 1 sierpnia 1942 r.).
Od 1941 r. mennica w Warszawie biła w cynku monety zdawkowe z datą na monetach 1923 albo 1939, z wykorzystaniem nieznacznie zmodyfikowanych wzorów stempli z okresu przed II wojną światową. Wprowadzenie monet żelaznych i cynkowych stało się koniecznością wobec ucieczki z rynku monet wybitych przed wojną. Tezauryzacji uległy nie tylko – co oczywiste – walory srebrne, ale także niklowe z chwilą, gdy zawarty w nich nikiel reprezentował wagowo wartość większą niż nominał monety.
Po przyłączeniu do Generalnego Gubernatorstwa w 1941 r. tzw. dystryktu galicyjskiego, także i tam rozciągnięto obieg złotówki okupacyjnej.
Z datą 1 sierpnia 1941 r. ukazała się kolejna emisja banknotów:
- 1 złoty,
- 2 złote,
- 5 złotych,
- 50 złotych (wprowadzone w październiku 1942 r[205].),
- 100 złotych (wprowadzone w maju 1944 r[206].).

Mimo pozorów normalności Bank Emisyjny w Polsce pozostawał w pełni kontrolowaną instytucją okupacyjną. Wyrażało się to przede wszystkim w niekorzystnej dla gospodarki polityce pieniężnej – sztucznym stymulowaniu inflacji. Pod koniec okupacji, na terytorium Generalnego Gubernatorstwa, stanowiącego tylko niewielką część obszaru II Rzeczypospolitej, w obiegu krążyło 10 mld złotych – niemal trzykrotnie więcej niż w granicach całego państwa polskiego z 1939 r.
Banknoty były często fałszowane, między innymi w Wielkiej Brytanii dla potrzeb podziemia w kraju.

Banknoty były oficjalnym środkiem płatniczym do 10 stycznia 1945 r., natomiast monety aż do reformy walutowej z 1950. 
Monety wprowadzone w latach 1940–1943
monety stalowe
- 50 groszy = ½ złotego (moneta z datą 1938, wersje niklowana i nieniklowana, właściwie wprowadzona do obiegu rozporządzeniem prezydenta RP z dnia 26 sierpnia 1939 r., na 5 dni przed wybuchem II wojny światowej, wycofana z obiegu 1 sierpnia 1942 r.)[207]

monety cynkowe
- 20 groszy = 1/5 złotego (moneta z datą 1923, wprowadzona do obiegu w 1940 r.)[207]
- 10 groszy = 1/10 złotego (moneta z datą 1923, wprowadzona do obiegu w 1940 r.)[207]
- 5 groszy = 1/20 złotego (moneta z otworem, z datą 1939, wprowadzona do obiegu w 1943 r.)[207]
- 1 grosz = 1/100 złotego (moneta z datą 1939, wprowadzona do obiegu w 1941 r.)[207]

#### System monetarny w latach 1944–1950[208][209][201]
System monetarny Polski Ludowej narodził się wraz z ogłoszeniem 24 sierpnia 1944 r. dekretu PKWN upoważniającego kierownika resortu gospodarki narodowej i finansów do wyemitowania za pośrednictwem Centralnej Kasy Skarbowej biletów na łączną sumę 1 miliarda złotych, sygnowanych przez „Narodowy Bank Polski” (póki co nieistniejącego, powołanego dopiero 15 stycznia 1945 r. – w 1945 r. NBP uznał te bilety za swoje). Dekret z 24 sierpnia 1944 r. proklamował status owych biletów, ale zarazem utrzymywał w obiegu banknoty Banku Emisyjnego w Polsce. Artykuł 5 dekretu pozostawiał w obiegu dotychczasowo krążący bilon groszowy, wg wartości określonej na monetach. 27 sierpnia 1944 r. opublikowano obwieszczenie PKWN o wprowadzeniu w obieg odcinków (biletów) na: 1, 2, 5, 10, 20, 100, 500 złotych – było to tzw. „wydanie lubelskie”.
Dnia 6 stycznia 1945 r. ogłoszono dekret o:
- deponowaniu i wymianie banknotów Banku Emisyjnego w Polsce (w województwie białostockim „wydanie lubelskie” stało się mocą odrębnego dekretu wyłącznym środkiem płatniczym już 20 listopada 1944 r., wymienione z marki niemieckiej przy kursie 1:1. Wymianę zaplanowano do dnia 28 lutego 1945 r. Kurs ustalono na 1:1. Prawo do niej miały jedynie osoby fizyczne, które ukończyły 18 lat i tylko na kwotę 500 złotych. Osoby prawne mogły skorzystać z wyższych sum. Wymiana nie objęła bilonu fenigowego, który dopuszczono do obiegu przy kursie 2:1. Dopiero 5 września 1947 r. nastąpiła delegalizacja fenigów, ale w rzeczywistości bilon ten zniknął z użycia dużo wcześniej, ze względu na wzrost cen)[210],
- ustanowieniu jedynym prawnym środkiem płatniczym biletów skarbowych z napisem: „NARODOWY BANK POLSKI” (tzw. „złotych lubelskich”)[212],
- czasowym dopuszczeniu do obiegu (do 14 lutego 1945 r.) waluty Związku Socjalistycznych Republik Radzieckich (rubli i czerwońców), która napłynęła wraz z Armią Czerwoną[212][213].

13 stycznia 1945 r. ogłoszono wymianę sowieckiej waluty na polskie pieniądze („lubelskie”), przy kursie 1:1, z terminem wymiany do 15 lutego 1945 r. Prawo do wymiany przysługiwało osobom fizycznym i prawnym bez ograniczeń kwotowych.
Tzw. „wydanie lubelskie” spełniło swoją role w organizacji na nowo rynku pieniężnego, jednak było tylko rozwiązaniem doraźnym. Powołany na początku 1945 r. Narodowy Bank Polski, w latach 1945–1949 wprowadził do obiegu aż 23 różne banknoty o dziesięciu nominałach. Tak częste emisje wynikały między innymi z walki z fałszerstwami.
Banknoty z lat 1945–1949 można podzielić na kilka emisji. Jako pierwszy, bo już 1 września 1945 r., ukazał się uzupełniający „wydanie lubelskie” bilet 1000-złotowy. Następnie z datą 15 stycznia 1946 r. wprowadzono nowe 500 i 1000 złotych, lepiej zabezpieczone przed podrabianiem. Z datą 15 maja 1946 r., w rzeczywistości między 2 grudnia 1946 a 15 lipca 1947 r., ukazała się tzw. emisja II – termin z ówczesnych komunikatów NBP. Były to nominały: 1, 2, 5, 10, 20, 50 i 100 złotych. Następnie z datą 1 lipca 1947 r., w rzeczywistości od 1 grudnia 1948 r., do 11 czerwca 1949 r., wprowadzono do obiegu tzw. emisję III – z odcinkami 20, 100, 500 i 1000 złotych. Wszystkie te banknoty obiegały razem, poza jednym wyjątkiem – bilet 500-złotowy z tzw. „wydania lubelskiego” został wycofany już 16 grudnia 1946 r., ze względu na bardzo liczne fałszerstwa.

System ten został zmieniony w wyniku reformy walutowej z 30 października 1950 r.

#### System monetarny w latach 1950–1994[150]
Mocą ustawy z 28 października 1950 r. uchwalonej mechanicznie przez zupełnie zaskoczony sejm (odcięto telefony i zablokowano wyjścia) dokonano zmiany systemu monetarnego –. reformy walutowej z 30 października 1950 r. Wprowadzono nowego złotego, stanowiącego równowartość 0,222168 grama czystego złota, zrównanego w stosunku 1:1 z rublem radzieckim. Według ustawy zasady wymiany ustalono w stosunku 100:1, jednak przerachowania cen i płac dokonano w stosunku 100:3. Znajdujące się w obiegu środki pieniężne pozbawiono charakteru środków płatniczych 29 października 1950 r., czyli niecałą dobę po uchwaleniu ustawy, a zakończenie wymiany ustalono na 8 listopada 1950 r. Oszczędności bankowe przeliczano w stosunku:
- 100:3 – do kwoty 100 tys. starych złotych,
- 100:2 – od 100 tys. do 500 tys. starych złotych,
- 100:1,5 – od 500 tys. do 1 mln starych złotych,
- 100:1 – powyżej 1 mln starych złotych.

30 października 1950 r. wprowadzono do obiegu nowe banknoty: 2, 5, 10, 20, 50, 100, 500 złotych (wszystkie z datą emisji 1 lipca 1948 r.) oraz monety: 1, 2, 10, 20, 50 groszy i 1 złoty (wszystkie z datą 1949). Monety 1- i 2-groszowe były bite w aluminium, pozostałe zaś w miedzioniklu. 2 listopada 1950 r. uzupełniono wykaz monet o przeoczony nominał 5 groszy – bity również z datą 1949 w brązie (w późniejszym czasie brąz został zastąpiony przez aluminium).
Pośród skutków reformy zwraca uwagę powrót do monet, które mimo zadeklarowanego pokrycia waluty w złocie, definitywnie zerwały z zasadą pokrycia kruszcowego – zresztą nie wydano nigdy stosownego aktu prawnego. Lista nominałów naśladowała tę przyjętą w 1932 r. Innym istotnym uregulowaniem było wprowadzenie zasady spłaty zobowiązań każdym rodzajem znaków pieniężnych, bez ograniczeń co do wysokości, inaczej niż w systemie międzywojennych, gdzie obowiązywał limit 10 złotych dla spłacania zobowiązań w bilonie brązowym i niklowym.
Kształt systemu monetarnego z 30 października 1950 r. przetrwał w zasadzie aż do następnej reformy walutowej – denominacji z 1 stycznia 1995 r. W obrębie systemu dochodziło jednak do wielu zmian, zwłaszcza w formach zewnętrznych banknotów i monet oraz reprezentowania poszczególnych nominałów przez pieniądz papierowy lub metalowy.
- Pierwszą istotną zmianą było wprowadzenie w 1956 r. monet: 5, 10, 20, 50 groszy oraz 1 złoty bitych w stopie aluminium – alupolonie. Produkowano je w Polsce (wszystkie dotychczasowe monety były bite za granicą), ale nie zmieniono stempli, tzn. z datą 1949 i napisem Rzeczpospolita Polska, oraz orłem bez korony[217].
- Dopiero w czerwcu 1957 r. pojawił się na monetach napis: Polska Rzeczpospolita Ludowa (zgodny z konstytucją z 1952 r.), oraz wprowadzono zasadę umieszczania bieżącego roku na monetach[217].
- W kwietniu 1958 r. wycofano z obiegu dotychczasowe 5-groszówki (duże), zastępując je mniejszymi – przyczyną były niemal identyczne rozmiary z 20-groszówką z alupolonu[218].
- Pod koniec lat 50. XX w. zdecydowano się na zamianę papierowych: 2, 5, 10 złotych na odpowiedniki w monetach – co bardzo zbliżyło system do rozwiązań sprzed 1939 r. W grudniu 1958 r. wprowadzono nowe nominały monet 2 i 5 złotych wykonanych w alupolonie. Z dniem 1 lipca 1959 r. weszły do obiegu dwa rodzaje monet 10-złotowych bitych w miedzioniklu (o średnicy 31 mm), z popiersiem Mikołaja Kopernika i profilem Tadeusza Kościuszki[218]. Odpowiadające nowym monetom banknoty: 2, 5, 10 złotych zostały wycofane z obiegu: 30 września 1960 r., 31 grudnia 1959 r. oraz 31 grudnia 1965 r., odpowiednio[216].

Zmiany w latach 60. XX w. nie były częste.
- W roku 1964 ukazała się 10-złotówka z okazji 600-lecia założenia Uniwersytetu Jagiellońskiego – pierwsza moneta obiegowa z wizerunkiem okolicznościowym (nazywana też krótko okolicznościową). Moneta ta zapoczątkowała bicie obiegowych monet okolicznościowych (pamiątkowych)[219].
- W 1966 r. ukazała się pierwsza po II wojnie światowej moneta srebrna – 100-złotówka okolicznościowa: „Tysiąclecie Państwa Polskiego” – żeby ją wymienić należało najpierw sprzedać w sklepie Przedsiębiorstw Handlu Detalicznego „Jubiler” 50 gramów czystego srebra, a odpowiednie zaświadczenie przedstawić w kasie Narodowego Banku Polskiego[219].
- 1 czerwca 1966 r. trafił do obiegu banknot 1000 złotych z Mikołajem Kopernikiem z datą emisji 29 października 1965 r. Banknot w wyglądzie odbiegał zasadniczo od innych nominałów[219].
- Pod koniec lat sześćdziesiątych XX w. zmniejszono średnicę monet 10-złotowych do 28 mm[219][220].

Lata 70. XX w. to okres szeroko zakrojonej modernizacji wyglądu monet i banknotów.
- Wraz ze wzrostem cen, z obiegu zniknęły 1- i 2-groszówki, a 5-groszówkę wybito po raz ostatni w 1972 r[221].
- W 1972 r. (8 listopada) pojawiła się pierwsza moneta kolekcjonerska 50 złotych z Fryderykiem Chopinem, bita w srebrze, która zapoczątkowała emisję monet mających de jure status obiegowy, ale przeznaczonych wyłącznie dla kolekcjonerów, ze względu na sposób wykonania (najczęściej stempel lustrzany) i sposób dystrybucji – praktycznie zawsze w cenie przewyższającej wartość nominalną[222].
- 8 grudnia 1973 r. wprowadzono do obiegu pierwszą monetę 20-złotową (o średnicy 29 mm)[223].
- W roku 1974 (30 kwietnia), z okazji 30-lecia PRL, wprowadzono do obiegu pierwszą masową (ponad 13 mln sztuk) monetę srebrną o nominale 200 złotych[224].
- 30 lipca 1974 r. do obiegu weszła pierwsza miedzioniklowa okolicznościowa 20-złotówka, upamiętniająca 25-lecie RWPG[225].
- W roku 1975 pojawiły się monety: 2, 5 i 10 złotych wg całkowicie zmienionego wzoru. Zmniejszono średnicę monet, a w przypadku 2- i 5-złotówek także materiał na mosiądz[221][223].
- W latach 1974–1977 wpuszczono w obieg banknoty z serii „Wielcy Polacy”, wszystkie w jednym rozmiarze 138 × 63 mm. Pierwszym banknotem z tej serii była 500-złotówka z Tadeuszem Kościuszką wprowadzona do obiegu 16 grudnia 1974 r. Na banknocie 50 złotych umieszczono Karola Świerczewskiego, na 100 złotych – Ludwika Waryńskiego, na 200 złotych (pierwszy taki banknot) – Jarosława Dąbrowskiego, a na 1000 złotych – Mikołaja Kopernika. W 1977 r. po raz pierwszy wpuszczono w obieg banknot o nominale 2000 złotych, z dwoma władcami – Mieszkiem I i Bolesławem I Chrobrym. Seria „Wielcy Polacy” była kontynuowana aż do 1993 r[221].
- 22 lutego 1976 r. weszły do obiegu jednocześnie dwie pierwsze złote monety kolekcjonerskie o nominale 500 złotych, z profilami Tadeusza Kościuszki i Kazimierza Pułaskiego[226].
- 30 czerwca 1977 r. wycofano banknoty 20 złotych i 100 złotych emisji 1 lipca 1948 r[216].
- 31 grudnia 1977 r. wycofano banknot 500 złotych emisji 1 lipca 1948 r[216].
- 1 stycznia 1978 r. wycofano z obiegu wszystkie monety 10-złotowe o średnicach 31 i 28 mm[227].
- 30 czerwca 1978 r. wycofano banknot 50 złotych emisji 1 lipca 1948 r[216].
- 31 grudnia 1978 r. wycofano banknot 1000 złotych emisji 29 października 1965 r[216].
- W roku 1979 wprowadzono pierwszą obiegową monetę z wizerunkiem okolicznościowym o nominale 50 złotych, z wizerunkiem Mieszka I[222].

Lata 80. XX w. to okres zmian w systemie monetarnym spowodowany narastającymi kłopotami gospodarczymi końca dekady gierkowskiej.
- Z powodu kłopotów materiałowych w pierwszych latach 80. nie bito monet 20-złotowych i ograniczono emisję monet 10-złotowych[229]. Za to w 1982 r. wprowadzono do obiegu papierowe odpowiedniki – 10 złotych z Józefem Bemem, a 20 złotych z Romualdem Trauguttem[228].
- W 1982 r. pojawił się w obiegu banknot 5000 złotych z Fryderykiem Chopinem[228].
- W 1984 r. wprowadzono nowe, bardzo uproszczone wzory monet 10 i 20 złotych, przy okazji zmniejszając średnicę dwudziestozłotówek[228].
- 12 czerwca 1984 r. wprowadzono pierwszą miedzioniklową, obiegową monetę z wizerunkiem okolicznościowym o nominale 100 złotych, z wizerunkiem Wincentego Witosa[230].
- W 1985 r. po raz ostatni wybito monety 10- i 20-groszowe[231].
- W 1986 r. wprowadzono nieco zmieniony nowy wzór awersu monet: 50 groszy, 1, 2, i 5 złotych[228].
- W 1987 r. wybito ostatnią 50-groszówkę[232].
- 16 sierpnia 1989 r. wprowadzono pierwszą miedzioniklową, obiegową monetę z wizerunkiem okolicznościowym o nominale 500 złotych, upamiętniającą 50. rocznicę wojny obronnej narodu polskiego[233].
- W 1989 r. zmniejszono istotnie średnicę monet: 1, 2, 5, 10 i 20 złotych, zmieniając materiał monet 2 i 5 złotych na aluminium, a monet 10-złotowych na mosiądz manganowy[234].

Lata 90. XX w. to okres zmian wynikających z hiperinflacji oraz zmiany nazwy i godła państwa na: Rzeczpospolita Polska i orła w koronie.
- W 1990 r. pojawiły się monety o nominałach dotąd zarezerwowanych dla banknotów – 50 i 100 złotych, bardzo przypominające uproszczone 10- i 20-złotówki, ale już z nazwą państwa: Rzeczpospolita Polska i orłem w koronie – obowiązującymi od 1 stycznia 1990 r[228].
- Wraz ze wzrostem inflacji wprowadzano do obiegu coraz to nowe nominały banknotów z serii „Wielcy Polacy”: 10 000 złotych ze Stanisławem Wyspiańskim, 20 000 złotych z Marią Skłodowska-Curie, 50 000 złotych ze Stanisławem Staszicem. Niejako na obrzeżach serii ukazał się banknot 200 000 złotych z panoramą Warszawy. Do jego produkcji wykorzystano stary projekt z lat 60. XX w., a jako poddruk umieszczono przedstawienie szeląga litewskiego Zygmunta III Wazy. Następnym wprowadzonym banknotem, noszącym datę 1 lutego 1990 r. i jeszcze nazwę Polska Rzeczpospolita Ludowa oraz orła bez korony, było 100 000 złotych ze Stanisławem Moniuszką. Nowe miano – Rzeczpospolita Polska pojawiło się na drugiej edycji 50 000 i 100 000 złotych oraz na nowych odcinkach z Henrykiem Sienkiewiczem (500 000 złotych), Władysławem Reymontem (1 000 000 złotych) i Ignacym Janem Paderewskim (2 000 000 złotych). Planowano, ale nie zdążono już wpuścić do obiegu, banknot 5 000 000 złotych z Józefem Piłsudskim[235].

System monetarny został zmieniony z dniem denominacji z 1 stycznia 1995 r. Ostatnie banknoty wycofano z obiegu 31 grudnia 1996 r. 
Seria E-71
Na początku lat 70. została przygotowana alternatywna seria banknotów z serii „Miasta polskie”, która została przeznaczona na użytek możliwej wojny Układu Warszawskiego z NATO do wprowadzenia na zajętych terenach Europy Zachodniej i została oznaczona kryptonimem E-71. Banknoty otrzymały datę emisji 2 stycznia 1971 i ukazały się w nominałach: 
- 1 zł (bilet zdawkowy),
- 2 zł (bilet zdawkowy),
- 5 zł (bilet zdawkowy),
- 10 zł (bilet zdawkowy),
- 20 zł (Poznań),
- 50 zł (Gdańsk),
- 100 zł (Katowice),
- 500 zł (Kraków),
- 1000 zł (Warszawa).

W późniejszym czasie dodano kolejne banknoty z datą emisji 2 stycznia 1977:
- 200 zł (Lublin),
- 2000 zł (Gniezno).

Ostatecznie wskutek braku wybuchu wojny i zmiany sytuacji politycznej banknoty nigdy nie weszły do obiegu, a sam zestaw banknotów był przechowywany w trzech skrzyniach i miał status „tajne specjalnego znaczenia” aż do 2015. W 2003 zakończono niszczenie wydrukowanych banknotów.
Monety polskie z lat 1949–1994
- 1 grosz = 1/100 złotego (moneta z datą 1949, wybita w aluminium)
- 2 grosze = 1/50 złotego (moneta z datą 1949, wybita w aluminium)
- 5 groszy = 1/20 złotego (pierwsza moneta z datą 1949 wybita w brązie, następnie do 1972 r. w aluminium)
- 10 groszy = 1/10 złotego (pierwsza moneta z datą 1949 wybita w miedzioniklu, następnie do 1985 r. w aluminium)
- 20 groszy = 1/5 złotego (pierwsza moneta z datą 1949 wybita w miedzioniklu, następnie do 1985 r. w aluminium)
- 50 groszy = ½ złotego (pierwsza moneta z datą 1949 wybita w miedzioniklu, następnie do 1987 r. w aluminium)
- 1 złoty (pierwsza moneta z datą 1949 wybita w miedzioniklu, następnie do 1990 r. w aluminium)
- 2 złote (wprowadzona w 1958 r., do roku 1974 bita w aluminium, od 1975 do 1988 r. w mosiądzu, w latach 1989 i 1990 ponownie w aluminium)
- 5 złotych (wprowadzona w 1958 r., do roku 1974 bita w aluminium, od 1975 do 1988 r. w mosiądzu, w latach 1989 i 1990 ponownie w aluminium)
- 10 złotych (wprowadzona w 1959 r., do roku 1988 bita w miedzioniklu, w latach 1989 i 1990 w mosiądzu manganowym)
- 20 złotych (wprowadzona w 1973 r., do roku 1990 bita w miedzioniklu)
- 50 złotych (w wersji kolekcjonerskiej w srebrze wprowadzona w 1972 r., w wersji okolicznościowej w miedzioniklu wprowadzona w 1979 r., w wersji obiegowej w miedzioniklu wprowadzona w 1990 r., bita do 1990 r.)
- 100 złotych (w wersji okolicznościowej w srebrze wprowadzona w 1966 r., w wersji kolekcjonerskiej w srebrze wprowadzona w 1973 r., w wersji okolicznościowej w miedzioniklu wprowadzona w 1984 r., w wersji okolicznościowej w stali niklowanej wprowadzona w 1985 r., w wersji obiegowej w miedzioniklu wprowadzona w 1990 r., bita do 1990 r.)
- 200 złotych (w wersji okolicznościowej w srebrze wprowadzona w 1974 r., w wersji kolekcjonerskiej w srebrze wprowadzona w 1974 r., bita do 1984 r.)
- 500 złotych (w wersji kolekcjonerskiej w złocie wprowadzona w 1976 r., w wersji kolekcjonerskiej w srebrze wprowadzona w 1984 r., w wersji okolicznościowej w miedzioniklu wprowadzona w 1989 r., bita do 1989 r.)
- 1000 złotych (w wersji okolicznościowej w srebrze wprowadzona w 1982 r., w wersji kolekcjonerskiej w złocie wprowadzona w 1982 r., w wersji kolekcjonerskiej w srebrze wprowadzona w 1983 r., bita do 1994 r.)
- 2000 złotych (w wersji kolekcjonerskiej w złocie wprowadzona w 1977 r., bita do 1989 r.)
- 5000 złotych (w wersji kolekcjonerskiej w złocie wprowadzona w 1987 r., w wersji kolekcjonerskiej w srebrze wprowadzona w 1989 r., bita do 1989 r.)
- 10 000 złotych (w wersji kolekcjonerskiej w złocie wprowadzona w 1982 r., w wersji okolicznościowej w srebrze wprowadzona w 1987 r., w wersji kolekcjonerskiej w srebrze w 1987 r., w wersji okolicznościowej w miedzioniklu wprowadzona w 1990 r., w wersji okolicznościowej w stali niklowanej wprowadzona w 1991 r., bita do 1992 r.)
- 20 000 złotych (w wersji kolekcjonerskiej w srebrze wprowadzona w 1989 r., w wersji kolekcjonerskiej w złocie wprowadzona w 1990 r., w wersji kolekcjonerskiej bimetalicznej – mosiądz-miedzionikiel wprowadzona w 1991 r., w wersji okolicznościowej w miedzioniklu wprowadzona w 1993 r., bita do 1994 r.)
- 50 000 złotych (w wersji okolicznościowej w srebrze wprowadzona w 1988 r., w wersji kolekcjonerskiej w srebrze w 1988 r., w wersji kolekcjonerskiej w złocie wprowadzona w 1990 r., w wersji kolekcjonerskiej w miedzioniklu wprowadzona w 1992 r., bita do 1992 r.)
- 100 000 złotych (w wersji okolicznościowej w srebrze wprowadzona w 1990 r., w wersji kolekcjonerskiej w złocie i srebrze wprowadzona w 1990 r., bita do 1994 r.)
- 200 000 złotych (w wersji kolekcjonerskiej w złocie wprowadzona w 1987 r., w wersji kolekcjonerskiej w srebrze wprowadzona w 1990 r., bita do 1994 r.)
- 300 000 złotych (w wersji kolekcjonerskiej w srebrze wprowadzona w 1993 r., bita do 1994 r.)
- 500 000 złotych (w wersji kolekcjonerskiej w złocie wybita z datą 1990, wprowadzona w 1991 r., bita tylko w 1990 r.)
- 1 000 000 złotych (w wersji kolekcjonerskiej w złocie wybita z datą 1990 wprowadzona w 1991 r., bita tylko w 1990 r.)

#### System monetarny od 1995 r[150][237].
Zjawisko hiperinflacji, które zaistniało w ostatnich latach PRL stało się przyczynkiem do przeprowadzenia reformy walutowej, urządzającej na nowo cały rynek pieniężny. Przygotowania rozpoczęły się już w 1990 r. Narodowy Bank Polski zamówił wtedy nową serię banknotów o nominałach: 1, 2, 5, 10, 20, 50, 100 i 500 złotych. Także w 1990 r. Mennica Państwowa przystąpiła do produkcji znaczącej ilości monet nowego wzoru. Decyzję o wprowadzeniu reformy podjęto jednak dopiero w 1994 r. – Komitet Ekonomiczny Rady Ministrów uznał, że zaistniały warunki dla reformy, gdyż inflacja spadła poniżej poziomu 10%, przy gwarancji ustabilizowania się w dłuższym okresie. Należało jednak zamówić nową serię banknotów, gdyż ta z 1990 r. okazała się za słabo zabezpieczona przed fałszowaniem.
7 lipca 1994 r. sejm uchwalił ustawę o denominacji złotego. Miała ona charakter całkowicie ekwiwalentny, bez ograniczeń kwotowych, parytetów ani manipulacji przy ilości pieniądza. Jedyne ograniczenie wynikało z przyczyn technicznych – zgodnie z artykułem 3.4 ustawy można było wymieniać 100 starych złotych (równowartość jednego nowego grosza) lub wielokrotności tej kwoty.
Kurs wymiany ustalono na:
1 nowy złoty = 10 000 starych złotych.
Przy ustalaniu tego kursu posłużono się wynikami badań nad kreacją pieniądza. Wynikało z nich, że największy komfort psychiczny daje osobom o przeciętnych zarobkach posługiwanie się walutą, w której pojedyncza jednostka to mniej więcej 1/10 000 średniego wynagrodzenia.
Reforma weszła w życie 1 stycznia 1995 r. W obieg wpuszczono monety: 1, 2, 5, 10, 20, 50 groszy, 1 złoty (wszystkie bite z datą od 1990 r.), oraz 2 i 5 złotych (bite z datą 1994), jak również banknoty 10, 20 i 50 złotych. Dopiero 1 czerwca 1995 r. wprowadzono banknoty 100 i 200 złotych. Do końca 1995 r. wprowadzono do obiegu 555 mln banknotów i 2 mld monet.
Stare monety zostały wycofane z obiegu już pierwszego dnia. Stare banknoty straciły swoją moc 31 grudnia 1996 r. Od 1 stycznia 1997 r., do 31 grudnia 2010 r., można było wymieniać stare złote w kasach NBP. Na rok przed upływem terminu oceniano, że do wymiany jeszcze nie przedstawiono ponad 8 mld sztuk banknotów i monet o łącznej wartości blisko 179 mln nowych złotych.
Pod koniec pierwszego dziesięciolecia XXI w. oceniano, że na rynku obiegało łącznie 10,5 mld monet i 1,2 mld banknotów, o łącznej wartości 100 mld złotych.
W pierwszym dziesięcioleciu XXI w. zaczęto wprowadzanie zmian do systemu monetarnego z 1995 r.
- 16 października 2006 r. wprowadzono do obiegu pierwszy banknot kolekcjonerski – 50 złotych z Janem Pawłem II[242].
- 3 marca 2014 r. weszły do obiegu monety: 1, 2, 5 groszy, bite w stali mosiądzowanej, o zmienionym wzorze awersu[243]. Pierwsze zmodyfikowane monety 1-, 2- i 5-groszowe mają umieszczony rok 2013 i pochodzą z partii pilotażowej. Monety tych trzech nominałów z datą 2013 i 2014 były bite zarówno ze starym, jak i nowym wzorem awersu[243].
- Od kwietnia 2014 r., do 12 lutego 2016 r., wprowadzono zmodernizowane, tzn. lepiej zabezpieczone przed fałszerstwami, banknoty wszystkich, będących wtedy w obiegu, nominałów, tj.: 10, 20, 50, 100 i 200 złotych[244].
- 23 stycznia 2017 r. pojawiły się w obrocie monety 20- i 50-groszowe, z nowym wzorem awersu[243].
- 10 lutego 2017 r. wprowadzono do obiegu banknot o nominale 500 złotych, z wizerunkiem Jana III Sobieskiego[245].
- 15 lutego 2017 r. do obiegu wpuszczono monety 10-groszowe z nowym awersem[243].
- 20 lutego 2017 r. moc obiegową otrzymała złotówka z nowym wzorem awersu[243].
- 2 października 2019 r. wprowadzono banknot kolekcjonerski o nominale 19 złotych[246],
- 2 stycznia 2020 r. wprowadzono do obiegu monety o nominałach: 10, 20, 50 groszy i 1 złoty bite ze stali pokrytej niklem i miedzią, z niezmienionymi: rantem, rysunkami awersu i rewersu oraz parametrami metrologicznymi[247].

Monety polskie od 1990 r..
- 1 grosz = 1/100 złotego (w wersji obiegowej bita z datą od 1990 do 2014 r. w mosiądzu manganowym, z datą od 2013 r. i zmienionym awersem w żelazie mosiądzowanym, w wersji kolekcjonerskiej w 2019 r. w srebrze oraz w złocie)
- 2 grosze = 1/50 złotego (w wersji obiegowej bita z datą od 1990 do 2014 r. w mosiądzu manganowym, z datą od 2013 r. i zmienionym awersem w żelazie mosiądzowanym, w wersji kolekcjonerskiej w 2019 r. w srebrze oraz w złocie)
- 5 groszy = 1/20 złotego (w wersji obiegowej bita z datą od 1990 do 2014 r. w mosiądzu manganowym, z datą od 2013 r. i zmienionym awersem w żelazie mosiądzowanym, w wersji kolekcjonerskiej w 2019 r. w srebrze oraz w złocie)
- 10 groszy = 1/10 złotego (w wersji obiegowej bita z datą od 1990 r. w miedzioniklu, w 2017 r. zmieniono wzór awersu, z datą od 2019 r. w stali pokrytej miedzią i niklem[247][250], w wersji kolekcjonerskiej w 2019 r. w srebrze oraz w złocie)
- 20 groszy = 1/5 złotego (w wersji obiegowej bita z datą od 1990 r. w miedzioniklu, w 2017 r. zmieniono wzór awersu, z datą od 2019 r. w stali pokrytej miedzią i niklem[247][250], w wersji kolekcjonerskiej w 2019 r. w srebrze oraz w złocie)
- 50 groszy = ½ złotego (w wersji obiegowej bita z datą od 1990 r. w miedzioniklu, w 2017 r. zmieniono wzór awersu, z datą od 2019 r. w stali pokrytej miedzią i niklem[247][250], w wersji kolekcjonerskiej w 2019 r. w srebrze oraz w złocie)
- 1 złoty (w wersji obiegowej bita z datą od 1990 r. w miedzioniklu, w 2017 r. zmieniono wzór awersu, z datą od 2019 r. w stali powlekanej miedzią i niklem[247][250], w wersji kolekcjonerskiej od 2018 r. w złocie, w wersji kolekcjonerskiej w 2019 r. w srebrze)
- 2 złote (w wersji obiegowej bita z datą od 1994 r. w bimetalu B-Al / CuNi, w wersji okolicznościowej w 1995 r. w miedzioniklu, w wersji okolicznościowej w latach 1996–2014 w stopie Nordic Gold, w wersji kolekcjonerskiej w 2019 r. w srebrze oraz w złocie)
- 5 złotych (w wersji obiegowej bita z datą od 1994 r. w bimetalu CuNi / B-Al, w wersji kolekcjonerskiej od 2013 r. w srebrze, w wersji okolicznościowej od 2014 r. w bimetalu CuNi / B-Al, w wersji kolekcjonerskiej w 2019 r. w złocie)
- 10 złotych (w wersji kolekcjonerskiej od 1995 r. w srebrze)
- 20 złotych (w wersji kolekcjonerskiej od 1995 r. w srebrze)
- 25 złotych (w wersji kolekcjonerskiej od 2009 r. w złocie)
- 30 złotych (w wersji kolekcjonerskiej od 2010 r. w złocie)
- 37 złotych (w wersji kolekcjonerskiej od 2009 r. w złocie)
- 50 złotych (w wersji bulionowej od 1995 r. w złocie, w wersji kolekcjonerskiej od 2013 r. w srebrze)
- 100 złotych (w wersji bulionowej od 1995 r. w złocie, w wersji kolekcjonerskiej od 1997 r. w złocie)
- 200 złotych (w wersji bulionowej od 1995 r. w złocie, w wersji kolekcjonerskiej od 1995 r. w złocie)
- 500 złotych (w wersji bulionowej od 1995 r. w złocie, w wersji kolekcjonerskiej od 2012 r. w złocie, w wersji kolekcjonerskiej od 2014 r. w srebrze)
- 1000 złotych (w wersji kolekcjonerskiej od 2011 r. w złocie)
- 2018 złotych (w wersji kolekcjonerskiej od 2018 r. w złocie)

### Systemy monetarne w czasie II wojny światowej[251]

#### System monetarny na terenach anektowanych przez III Rzeszę (1939–1945)[251]
Pierwszy akt, który regulował zagadnienie pieniądza w zajętej przez Niemców części Polski, został wydany już 11 września 1939 r. – było to rozporządzenie naczelnego dowódcy armii lądowej Waltera von Brauchitscha, wprowadzające w obieg, obok polskiego złotego, także markę niemiecką, w relacji: 1 marka = 2 złote. Podobne rozwiązania wprowadzono już via facti w województwach śląskim (7 września 1939 r.) oraz pomorskim (9 września 1939 r.). Wprowadzony kurs znacząco odbiegał od rzeczywistego, który wcześniej wynosił 1:1.
Na początku października 1939 r. polityka monetarna III Rzeszy wobec zajętych ziem Polskich rozpadała się na dwa odrębne nurty:
- dla terenów zaanektowanych, tzn. tych, które zostały przyłączone do Rzeszy, oraz
- objętych różnymi formami okupacyjnej administracji – Generalne Gubernatorstwo.

Na terenach zaanektowanych, tzn. tych, które Adolf Hitler przyłączył 8 października 1939 r. bezpośrednio do Rzeszy (całe województwa pomorskie, poznańskie, śląskie oraz części pięciu innych), gdzie działał wcześniej Zarząd Główny Kas Kredytowych Rzeszy, wraz z ogłoszeniem aneksji jego oddziały zostały rozwiązane, a bilety wycofane i zastąpione marką niemiecką (na Górnym Śląsku stało się to już 1 października 1939 r.).
Niemiecka waluta z 1939 r. została ukształtowana reformą z 1924 r. Była to Rentenmarka, nosząca od 1925 r. miano marki Rzeszy (Reichsmark), dzieląca się na 100 fenigów Rzeszy (Reichspfennige). Na znakach pieniężnych występowały napisy zarówno Rentemmark, jak i Reichsmark. Obiegały banknoty: 5, 10, 20, 50, 100 i 1000 marek oraz monety: 1, 2, 5, 10, 50 fenigów, 1 marka, 2, 5 marek. Wymiana złotówek II Rzeczypospolitej była przeprowadzona po kursie 1:2 i zakończyła się 31 października 1939 r. – na części anektowanych terytoriów stało się to już 15 października 1939 r. Delegalizacja polskich złotówek jako środka płatniczego nastąpiła 27 listopada 1939 r. Bilon zdawkowy, czyli monety 1- i 2-groszowe, traktowane jak jedno- i dwufenigówki, pozostawał w obiegu do 1 listopada 1940 r.
W czerwcu 1941 r. Niemcy zagarnęły, okupowany dotąd przez ZSRR, okręg białostocki. Z dniem 1 stycznia 1942 r. wycofano tam rubla sowieckiego i wprowadzono markę niemiecką.
Monety niemieckie z lat 1924–1945
monety srebrne
- 5 marek
- 2 marki

monety niklowe
- 1 marka
- 50 fenigów = ½ marki

moneta aluminiowa
- 50 fenigów = ½ marki

monety ze stopu aluminium-brąz
- 10 fenigów = 1/10 marki
- 5 fenigów = 1/20 marki

monety brązowe
- 2 fenigi = 1/50 marki
- 1 fenig = 1/100 marki

monety cynkowe
- 10 fenigów = 1/10 marki
- 5 fenigów = 1/20 marki
- 1 fenig = 1/100 marki

##### System monetarny getta łódzkiego (1940–1944)[254]
System monetarny getta łódzkiego, to przypadek pieniądza gett żydowskich, emitowanego dla potrzeb obrotu wewnętrznego w dzielnicach zamkniętych, gdzie wskutek rozporządzeń okupanta, pod karą śmierci, nie wolno było obracać środkami płatniczymi z zewnątrz. Specyficzny status tego pieniądza, funkcjonującego w zupełnym oderwaniu do świata za murem, pozwala na przypisanie go odrębnej kategorii, odmiennej niż znane wcześniej kategorie pieniądza zastępczego czy bonów. Bony, pomimo napisu: Quitting (pol. bon), należy uznać za banknoty w pełnym znaczeniu tego terminu.
Po zamknięciu bram getta łódzkiego 1 maja 1940 r., za zgodą Niemców, jego przełożony Chaim Rumkowski wyemitował papierowy pieniądz do użytku wewnętrznego – 1 marka = 100 fenigów. Były to pokwitowania:
- 50 fenigów,
- 1 marka,
- 2 marki,
- 5 marek,
- 10 marek,
- 20 marek, oraz
- 50 marek,

wszystkie z datą 15 maja 1940 r. Zmówienie zrealizowano w łódzkiej drukarni S. Manitiusa, na łączną kwotę emisji 8206 tys. marek. Od 9 lipca 1940 r. banknoty te stały się wyłącznym środkiem płatniczym w granicach getta łódzkiego. Wobec braku pieniądza zdawkowego, 17 kwietnia 1942 r. zostały wprowadzone kwity 10-fenigowe, które wkrótce zastąpiono monetami o tym samym nominale. W 1943 r. w obieg wypuszczono następne monety wykonane z aluminium bądź w magnezie. Ostatnia emisja miała miejsce 15 maja 1944 r. – były to ponownie kwitki 10-fenigowe
Monety getta łódzkiego z lat 1942–1943
- 10 fenigów = 1/10 marki (moneta z datą 1942, bita w magnezie)
- 5 marek (moneta z datą 1943, bita w aluminium oraz w magnezie)
- 10 marek (moneta z datą 1943, bita w aluminium oraz w magnezie)
- 20 marek (moneta z datą 1943, wprowadzona do obiegu 21 lipca 1944 r.[150], bita w aluminium)

Pieniądze getta łódzkiego, to spektakularny, ale nie jedyny przypadek „pieniądza żydowskiego”. Słabo zbadana jest historia banknotu wyemitowanego najprawdopodobniej w 1941 r. przez getto w Sokółce – opiewającego na kwotę 0,91 marki (prawdopodobnie równowartość dniówki roboczej). Innym przykładem są banknoty wydane w getcie w Bielsku Podlaskim w walucie sowieckiej, o nominałach: 10 kopiejek i 5 rubli.

#### System monetarny na terenachanektowanych przez Związek Radziecki(1939–1941)
Wschodnia część II Rzeczypospolitej, między 17 a 29 września 1939 r., została zajęta przez Armię Czerwoną. Sowiecki okupant, równolegle do złotego, wprowadził swoją walutę rublową w relacji 1:1, choć przed wojną kurs wymiany wynosił: 1 złoty = 3,2 rubla, a czarnorynkowy sięgał nawet 4–5 rubli za złotówkę. Po podpisaniu 28 listopada traktatu niemiecko-sowieckiego, 1 listopada 1939 r. przeprowadzono całkowitą aneksję, pozorując jednoczenie się części wschodnich i zachodnich Ukrainy i Białorusi. W konsekwencji, w grudniu 1939 r. polskie pieniądze wycofano formalnie z obiegu. Faktycznie jednak banknoty i monety II Rzeczypospolitej z obiegu nie zniknęły, o czym świadczy wydane 25 sierpnia 1941 r. niemieckie rozporządzenie generalnego gubernatora dla dystryktu Galicja, sankcjonujące funkcjonowanie przedwojennych monet polskich.
Ówczesny sowiecki system pieniężny prezentował osobliwy współobieg dwóch walut: rubla oraz czerwońca. Czerwońce były w teorii banknotami w pełni wymienialnymi na złoto, natomiast ruble były biletami skarbowymi zabezpieczonymi na całym majątku ZSRR. Rubel dzielił się na 100 kopiejek, a czerwoniec na 10 rubli. W obiegu znalazły się banknoty o nominałach:
- 1 rubel
- 3 ruble
- 5 rubli
- 1 czerwoniec
- 3 czerwońce
- 5 czerwońców
- 10 czerwońców,

oraz monety: 1, 2, 3, 5, 10, 15, 20 kopiejek.
W całym systemie sowieckim przed II wojną światową obiegało więcej monet niż tylko podstawowe typy zdawkowe.
Monety sowieckie z lat 1924–1941
monety złote
- 1 czerwoniec

monety srebrne
- 1 rubel
- 50 kopiejek = ½ rubla
- 20 kopiejek = 1/5 rubla
- 15 kopiejek = 15/100 rubla
- 10 kopiejek = 1/10 rubla

monety miedzioniklowe
- 20 kopiejek = 1/5 rubla
- 15 kopiejek = 15/100 rubla
- 10 kopiejek = 1/10 rubla

monety ze stopu aluminium-brąz
- 5 kopiejek = 1/20 rubla
- 3 kopiejki = 3/100 rubla
- 2 kopiejki = 1/50 rubla
- 1 kopiejka = 1/100 rubla

monety brązowe
- 5 kopiejek = 1/20 rubla
- 3 kopiejki = 3/100 rubla
- 2 kopiejki = 1/50 rubla
- 1 kopiejka = 1/100 rubla

monety miedziane
- ½ kopiejki

#### System monetarny naterenach anektowanych przez Litwę(1939–1940)
10 października 1939 r. ZSRR przekazał Litwie część Wileńszczyzny wraz z Wilnem. 28 października władze litewskie wydały rozporządzenie wycofujące polską walutę z obrotu pieniężnego, wprowadzając w zamian lita (1 lit = 100 centów), po kursie 2:1 (w 1938 r. 1 dolar USA kosztował 5,30 złotego albo 5,90 lita). W obiegu znalazły się banknoty: 5, 10, 20, 50, 100 i 1000 litów oraz monety.
Monety republiki litewskiej z lat 1925–1938
monety srebrne
- 10 litów
- 5 litów
- 2 lity
- 1 lit

monety ze stopu aluminium-brąz
- 50 centów = ½ lita
- 20 centów = 1/5 lita
- 10 centów = 1/10 lita
- 5 centów = 1/20 lita
- 1 cent = 1/100 lita

monety brązowe
- 5 centów = 1/20 lita
- 2 centy = 1/50 lita
- 1 cent = 1/100 lita

21 czerwca 1940 r. cała Litwa została przyłączona do ZSRR. 25 listopada 1940 r., równolegle do lita, wprowadzono sowieckiego rubla, a 25 marca 1941 r. wycofano narodową walutę litewską, po kursie 1 lit za 90 kopiejek sowieckich.

#### System monetarny na terenachanektowanych przez Słowację(1939–1945)
21 listopada 1939 r., zgodnie z układem słowacko-niemieckim, 52 gminy na południu II Rzeczypospolitej zostały włączone do państwa słowackiego. Po przyłączeniu do Słowacji sytuacja materialna ludności tych terenów znacznie się poprawiła. Polskie złotówki zostały wymienione na korony słowackie (1 korona = 100 halerzy), po bardzo dobrym dla ludności kursie.
Korona słowacka była nową walutą wprowadzoną dopiero 4 kwietnia 1939 r. Miała stały kurs wobec marki niemieckiej, wynoszący na początku 10 koron za markę, a od 1 października 1940 r. – 11,62 korony za markę. W 1939 r. obiegały monety: 10 halerzy, 5 i 20 koron oraz banknoty: 100, 500 i 1000 koron. W 1940 r. pojawiły się monety: 20, 50 halerzy oraz 1 korona, jak również banknoty: 50, 100 i 1000 koron. W 1941 r. wszedł do obiegu banknot 500 koron. W 1942 r. wprowadzono monetę 5 halerzy. W 1944 r. włączono w obieg monety 10 i 50 koron, oraz banknot 5000 koron. W 1945 r. pojawił się ostatni banknot – 5 koron.
Monety republiki słowackiej z lat 1939–1945
monety srebrne
- 50 koron
- 20 koron
- 10 koron

moneta niklowa
- 5 koron

monety miedzioniklowe
- 1 korona
- 50 halerzy = ½ korony

monety aluminiowe
- 50 halerzy = ½ korony
- 20 halerzy = 1/5 korony

monety brązowe
- 20 halerzy = 1/5 korony
- 10 halerzy = 1/10 korony

moneta cynkowa
- 5 halerzy = 1/20 korony

#### Systemy monetarne na terenach zajętych przezIII Rzeszępo 22 czerwca 1941 r[251].
W czerwcu 1941 r. Niemcy wkroczyli na byłe polskie Kresy Wschodnie, od września 1939 r. okupowane przez Sowietów. Powtórzono tam rozwiązanie z wprowadzeniem biletów Kas Kredytowych Rzeszy, stosowane powszechnie w całej podbitej Europie. Wprowadzono więcej nominałów niż na zachodzie Polski w 1939 r. Obok 50 fenigów, 1, 2 i 5 marek pojawiły się również 20 i 50 marek.

##### System monetarnyKomisariatu Rzeszy Wschód(1941–1944)
Na tzw. Wschodzie (Ostland) obejmującym między innymi Wileńszczyznę i Zachodnią Białoruś, bilety kas kredytowych pozostawały środkiem płatniczym do 1944 r. Miejscowa polskojęzyczna ludność nazywała je ostmarkami – tak jak w czasie I wojny światowej. Kurs wymiany rubla na ostmarki wynosił 10:1. Monet do obiegu nie wprowadzono.

##### System monetarny Komisariatu Rzeszy Ukraina (1942–1944)
Na terenie Komisariatu Rzeszy Ukraina, po epizodzie z biletami kas kredytowych, Niemcy wprowadzili odrębną „walutę narodową” – karbowaniec. Emitentem był Centralny Bank na Ukrainie, z siedzibą w Równem (przedwojenne województwo wołyńskie), funkcjonujący formalnie od 1 czerwca 1942 r. Oddziały banku znalazły się także w stolicach przedwojennych województw: Łucku (województwo wołyńskie) i Brześciu (województwo poleskie).
Już 5 marca 1942 r. wprowadzono do obiegu bilety z niemieckimi i ukraińskimi napisami: 1, 2, 5, 10, 20, 50, 100, 500 karbowańców (wszystkie z datą 10 marca 1942 r. – wejście w obieg biletu 2 karbowańce budzi wątpliwość). Bilety były wymieniane z marek w stosunku 10 karbowańców za markę. Żadnych monet nie wprowadzono do obiegu. Karbowańce były w obiegu do nadejścia Armii Czerwonej w 1944 r.